# Histoire de la dynastie Han
Pour les articles homonymes, voir Han.

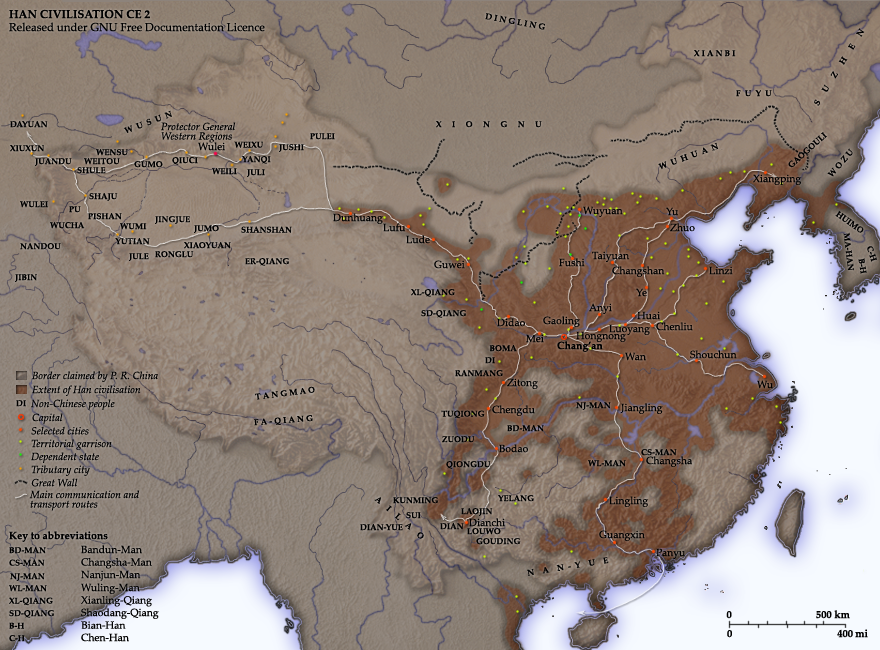
Territoires de la dynastie Han en l'an 2 (en brun), avec les garnisons militaires (points jaunes), les États dépendants (points verts), et les États vassaux tributaires (points orange) jusqu'au bassin du Tarim à l'Ouest en Asie centrale

La dynastie Han (chinois simplifié : 汉朝 ; chinois traditionnel : 漢朝 ; pinyin : hàncháo ; chinois archaïque : ŋ̥ānh ḍhaw ) qui règne sur la Chine de 206 av. J.-C. à 220 apr. J.-C., est fondée par Liu Bang, un chef de guerre d'origine paysanne qui est passé à la postérité sous le nom d'empereur Han Gaozu. Seconde dynastie impériale chinoise, elle succède à la dynastie Qin (221 - 206 av. J.-C.), qui a unifié la Chine après avoir conquis tous les Royaumes combattants et est suivie de la période des Trois Royaumes (220 - 265).
Elle est divisée en deux périodes : les Han occidentaux (西漢) ou Han antérieurs (前漢) (206 av. J.-C. - 9), capitale Chang'an, et les Han orientaux (東漢) ou Han postérieurs (後漢) (25 - 220), capitale Luoyang. Ces périodes sont séparées par la courte dynastie Xin, fondée par Wang Mang et qui ne survit pas à la mort de son fondateur. Les noms de ces périodes viennent des emplacements des deux capitales, Chang'an étant plus à l'ouest que Luoyang. La troisième et dernière capitale de la dynastie est Xuchang, où la Cour s’installe en l'an 196, pendant une période de troubles politiques et de guerre civile.
Dans l'histoire de la Chine, la dynastie Han représente une ère de consolidation culturelle, d’expérimentation politique, d'une relative prospérité économique et de grandes avancées technologiques. Le pays connaît une expansion territoriale sans précédent et de nombreuses expéditions d'exploration sont organisées. Ces deux phénomènes sont intimement liés à la luttes contre les peuples non chinois, surtout les nomades Xiongnu de la steppe eurasienne. Les empereurs de la dynastie Han sont d'abord obligés de reconnaître les Chanyus des Xiongnu comme leurs égaux ; même si dans les faits, les Han sont les partenaires inférieurs dans le heqin ; un système diplomatique qui implique le versement d'un tribut aux Chanyus et des mariages royaux. Le heqin est rompu quand l'empereur Han Wudi (r. 141-87 av. J.-C.) lance une série de campagnes militaires, qui s’achèvent par la scission des Xiongnu en clans rivaux et la redéfinition des frontières de la Chine. À la fin de ces guerres, le corridor du Hexi, le bassin du Tarim, les territoires correspondant actuellement aux provinces de Yunnan et de Hainan, le nord du Viêt Nam, le nord de la péninsule de Corée et le sud de la Mongolie extérieure font partie de l'empire des Han. La Cour des Han établit des relations commerciales et tributaires avec des dirigeants situés loin vers l’ouest, comme les Arsacides, dont la Cour est située à Ctésiphon en Mésopotamie. Le bouddhisme arrive en Chine sous les Han, propagé par les missionnaires venant de la Parthie et de l’Empire Kouchan, situé au Nord de l’Inde, et d’Asie centrale.
Dès le début, la Cour impériale des Han vit sous la menace des complots, des trahisons et des risques de révolte de la part des royaumes situés à l'intérieur de l'Empire. Sous Han Gaozu, ces royaumes sont dirigés par les anciens généraux du nouvel empereur ; mais très vite le statut de Roi fini par être réservé aux membres de la famille royale Liu ; ce qui ne change rien au risque de révolte. Au début de la dynastie, la moitié orientale de l’empire est administrée par le biais de ces grands royaumes semi-autonomes, qui jurent loyauté aux empereurs Han et leur reversent une partie de leurs recettes fiscales. Les empereurs ne contrôlent directement que la moitié occidentale de l’empire, située autour de Chang'an. Progressivement, des mesures sont introduites par la Cour impériale pour réduire la taille et la puissance de ces royaumes, jusqu'à ce qu’une réforme du milieu du IIe siècle av. J.-C. mette fin à leur statut semi-autonome et oblige les rois à prendre pour ministres des fonctionnaires du gouvernement central. Avec le temps, la montée en puissance des clans des impératrices consorts et des eunuques du palais finit par représenter pour la dynastie une menace indirecte et bien plus difficile à cerner que celles des rois. En l'an 92, les eunuques tranchent eux-mêmes pour la première fois la question de la succession de l’empereur, ce qui provoque une série de crises politiques qui s’achèvent en l'an 189 par leur chute et leur élimination physique dans les palais de Luoyang. Cet événement déclenche une ère de guerre civile, durant laquelle le pays est divisé entre des seigneurs de guerre régionaux qui luttent pour le pouvoir. Enfin, en l'an 220, Cao Pi, roi de Wei et fils du chancelier impérial Cao Cao, force Han Xiandi, le dernier empereur Han, à abdiquer. En effet, depuis les Han occidentaux, la légitimité de la dynastie est basée sur un système cosmologique qui veut que l'empereur a le droit de régner car il sert de lien entre le Ciel et le monde des vivants. Il peut faire ce lien car le Ciel l'a choisi et lui a conféré le mandat céleste. Selon Cao Pi et ses contemporains, la guerre civile qui vient de ravager la Chine est la preuve que les Han ont perdu ce mandat et que Xiandi ne peut plus régner. Après cette date, la Chine est divisée en trois États : le Royaume de Wei, le Royaume de Shu et le Royaume de Wu. Ceux-ci seront provisoirement réunifiés en un seul empire par la dynastie Jin (265 – 420).

## Chute de la dynastie Qin et guerre Chu-Han

### Chute de la dynastie Qin
L'État de Qin est créé par la dynastie Zhou (v. 1050-256 av. J.-C.) dans le double but de servir d'avant-poste consacré à l'élevage des chevaux et d'être un État tampon défensif contre les armées des peuples nomades Rong, Qiang et Di. Après la conquête en 221 av. J.-C. des six autres royaumes combattants,, Ying Zheng, le roi de Qin, unifie la Chine en un empire centralisé divisé en 36 commanderies. Ayant pris le contrôle d'une grande partie de la Chine historique, il affirme son prestige en prenant le titre de  Huangdi (皇帝), ou « empereur », qu'il crée pour l'occasion et change son nom en Qin Shi Huang, ce qui signifie "premier empereur de Qin". Selon les historiens de l’époque Han, il utilise des méthodes impitoyables pour conserver le pouvoir.

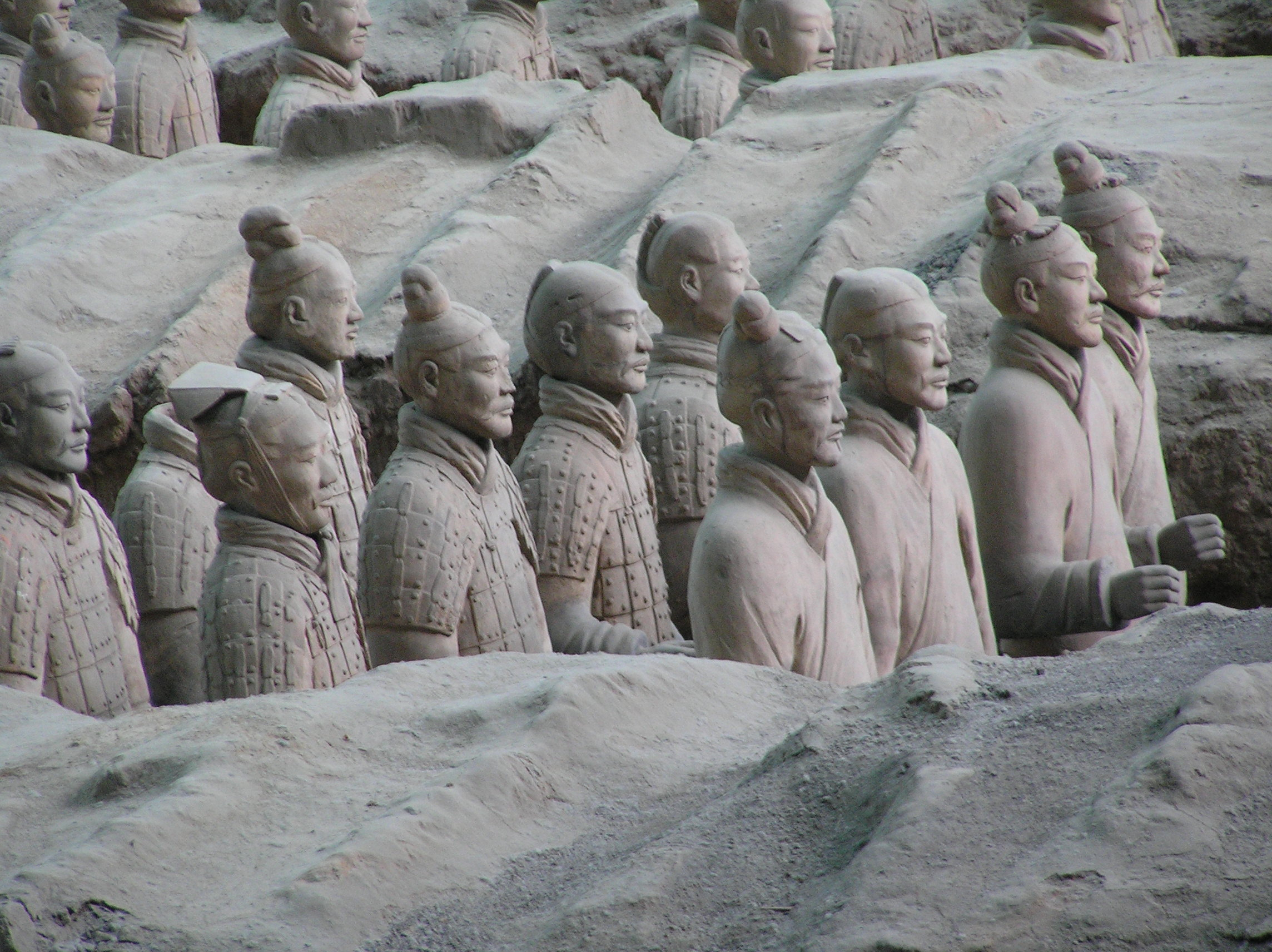
Soldats de la dynastie Qin de l'armée de terre cuite du mausolée de Qin Shi Huang, situé près de Xi'an

Qin Shi Huang meurt de causes naturelles en 210 av. J.-C.. En 209 av. J.-C. deux officiers chargés de la conscription nommés Chen Sheng et Wu Guang, n'arrivent pas à respecter le délai qui leur a été imparti pour conduire 900 conscrits, car la pluie est trop violente. Selon les Vingt-Quatre Histoires, la punition prévue par le code des lois des Qin pour ce retard est l'exécution. Pour éviter cela, Chen et Wu se rebellent contre les Qin et déclenchent le soulèvement de Dazexiang, qui échoue à la suite de l'intervention du général Zhang Han en 208 av. J.-C. La révolte s’achève avec l’assassinat de Wu et Chen par leurs propres soldats. La paix n'est pas rétablie pour autant, car à cette date d’autres rébellions ont déjà éclaté, dont celle dirigée par Xiang Yu (??? - 202 av. J.-C.) et son oncle Xiang Liang (項梁/项梁), qui font partie des principales familles de l'aristocratie Chu. Ils sont rejoints par Liu Bang, un homme qui vient d'une famille paysanne et qui est le surveillant des forçats du comté de Pei. Mi Xin, le petit-fils du roi Huai I de Chu, se proclame roi Huai II de Chu depuis sa base arrière de Pengcheng, avec le soutien des Xiangs. Très vite d’autres royaumes se forment à la suite de révoltes contre les Qin. Malgré cela, le général Zhang Han reste fidèle aux Qin et en 208 av. J.-C., il tue Xiang Liang lors d'une bataille ; avant d'attaquer Zhao Xie, le roi de Zhao, dans sa capitale de Handan. Après sa défaite, Zhao Xie est obligé de fuir vers Julu, que Zhang finit par assiéger. Le cours de la guerre change lorsque les nouveaux royaumes de Chu, Yan et Qi viennent aider Zhao. Xiang Yu défait Zhang à Julu en 207 av. J.-C. et contraint ce dernier à déposer les armes.
Pendant que Xiang est occupé à Julu, le roi Huai II envoie Liu Bang annexer la région de Guanzhong, qui est le cœur de l'empire Qin. Huai promet que le premier officier qui remplira cette mission deviendra le roi de Guanzhong. Pendant ce temps, la situation devient très confuse à la cour des Qin. En effet, en l'an 208 av. J.-C. Qin Er Shi, le second empereur de la dynastie Qin et son chancelier Si Li, sont assassinés par Zhao Gao, le chef des eunuques du palais. Ce même Zhao est assassiné en 207 av. J.-C. ; pendant que Ziying, le troisième empereur Qin, tente de se concilier les différents rois rebelles en rejetant le titre d'empereur au profit de celui de roi de Qin. Cette tentative est un échec et lorsque Liu Bang arrive devant les murs de Xianyang, la capitale des Qin, à la fin de l'an 207 av. J.-C., Ziying se soumet à lui immédiatement. Bang accepte la soumission de son ennemi et sécurise la ville. Mais surtout, il suit l'avis de son conseiller en chef Zhang Liang (??? - 189 av. J.-C.) et refuse à ses soldats le droit de piller la ville, préférant mettre le trésor impérial sous scellés.

### Guerre Chu-Han

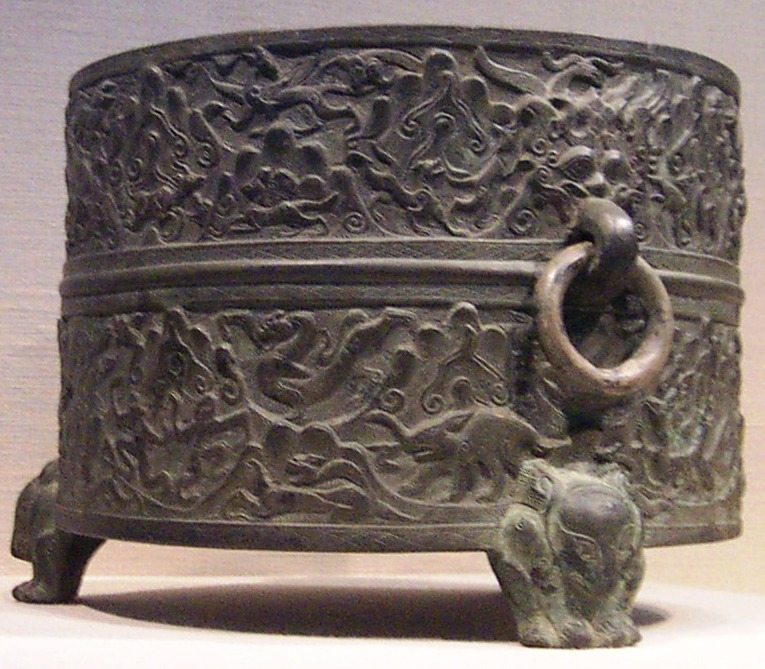
Chauffe-vin en bronze décoré datant des Han occidentaux et provenant des provinces de Shanxi ou du Henan.

Selon les Vingt-Quatre Histoires, lorsque Xiang Yu arrive à Xianyang deux mois plus tard, au début de l'an 206 av. J.-C., il pille totalement la ville, la fait raser jusqu'aux fondations et fait exécuter Ziying. La même année, Yu offre au roi Huai II le titre d’empereur Yi du Chu et l’envoie vers une frontière distante, où il est assassiné. Xiang Yu prend alors le titre de Prince hégémon du Chu occidental (西楚霸王) et devient le chef d’une Confédération de Dix-huit Royaumes. Lors de la fête de la Porte Hong, Xiang Yu envisage d'assassiner Liu Bang, mais ce dernier réalise que Xiang veut se débarrasser de lui et s’échappe au milieu de la fête. Après cet incident, Xiang Yi fait un geste d’apaisement en direction de Liu Bang et divise Guanzhong en trois royaumes, avec comme rois le général Zhang Han des Qin antérieur et deux de ses subordonnés. Liu Bang reçoit pour sa part Hanzhong, qui est situé à la frontière du Royaume de Han, là où il se poserait moins en rival politique pour Xiang Yu.
Durant l’été de l'an 206 av. J.-C., Liu Bang entend parler du destin de l’empereur Yi et décide de rallier certains des nouveaux royaumes pour s’opposer à Xiang Yu ; ce qui déclenche une guerre de quatre ans, connue comme étant la guerre Chu-Han. Liu commence par attaquer directement Pengcheng et s'empare de la ville, pendant que Xiang est aux prises avec Tian Guang (田廣), le roi de Qi, qui lui résiste également. Mais les forces de Liu sont balayées lorsque Xiang retourne à Pengcheng. Liu Bang est sauvé par une tempête qui retarde l’arrivée des troupes de Chu, mais son père Liu Zhijia (劉執嘉) et son épouse Lü Zhi sont capturés par les forces de Xiang Yu. Liu échappe de justesse à une autre défaite à Xingyang, mais Xiang Yu ne peut pas poursuivre le fuyard, car Ying Bu (英布), le roi de Huainan, se rebelle à son tour contre Xiang à la suite d'une entente avec Liu Bang. Peu après, Liu réussit à occuper Chenggao et s'empare d’un grand stock de grains datant des Qin. À la suite de cette victoire, Xiang menace de tuer le père de Liu s'il ne se rend pas, mais ce dernier refuse de céder au chantage de son ennemi.

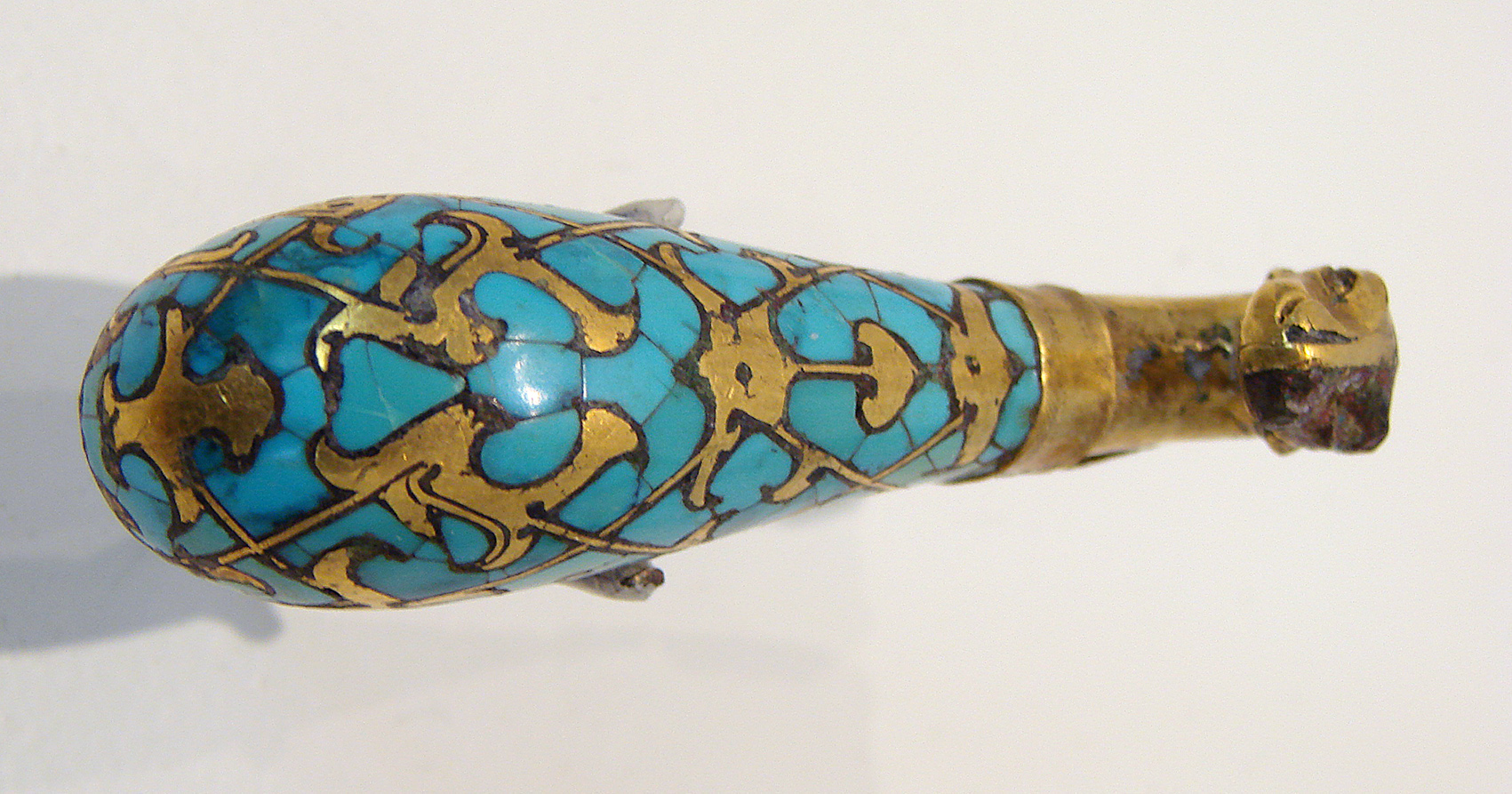
Une boucle de ceinture dorée incrustée de turquoise, datant de la fin de la période des Royaumes combattants ou du début de la Dynastie Han,

Après la perte de Chenggao et des vivres, Xiang subit un autre revers lorsque le général Han Xin(??? - 196 av. J.-C.), qui est aux ordres de Liu Bang, réussit à vaincre les troupes des rois de Zhao et de Qin, au nord du Chu. En l'an 203 av. J.-C., Xiang Yu propose à Liu Bang de libérer ses parents de Liu Bang et de diviser la Chine en deux moitiés : l’Occident pour les Han de Liu Bang et l’est pour les Chu de Xiang. Même si Liu accepte la trêve, elle est de courte durée et en 202 av. J.-C., à proximité de la ville de Gaixia, l'armée Han passe à l'attaque du camp fortifié de Xiang Yu au petit matin, obligeant ce dernier à fuir avec seulement 800 cavaliers à ses côtés, alors qu'il est poursuivi par 5 000 cavaliers. Après plusieurs combats, Xiang Yu est encerclé sur les rives du fleuve Yangzi, où il se suicide. Liu Bang prend alors le titre d’empereur et passe à la postérité comme étant l'empereur Han Gaozu (r. 202 – 195 av. J.-C.).

## Règne de Han Gaozu

### Consolidation du pouvoir central, assimilation de l'héritage Qin et rivaux
Dans un premier temps, l'empereur Gaozu choisit la ville de Luoyang comme capitale, mais il change vite d'avis et s'installe à Chang'an, qui bénéficie de meilleures défenses naturelles et est plus facile à approvisionner. Prenant exemple sur les Qin, l'empereur Gaozu adopte un système administratif basé sur un cabinet tripartite composé des trois Excellences, qui supervise neuf ministères spécialisés. Même si, officiellement, les Han condamnent les méthodes très dures et la philosophie légiste des Qin, leur premier code de lois, qui est compilé par le chancelier Xiao He en 200 av. J.-C., semble avoir emprunté une grande partie de sa structure et de son contenu au code Qin. L'étude de textes retrouvés à la fin du XXe siècle lors de fouilles à Shuihudi et Zhangjiashan va dans le sens de cette hypothèse d'un lien direct entre les deux codes.

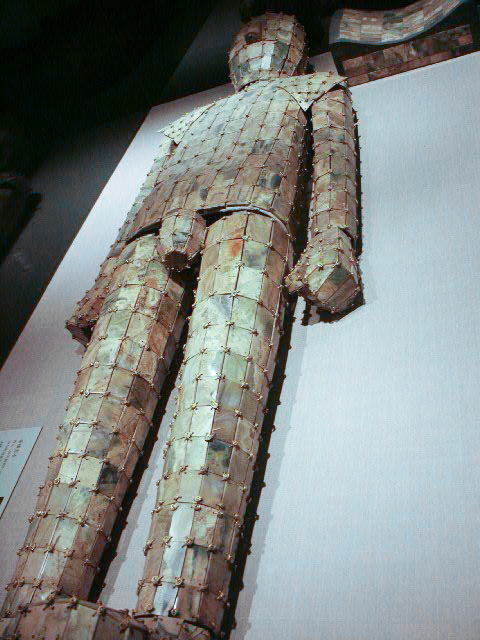
Au début de la période Han, les rois sont inhumés dans des costumes funéraires de jade, fait de petits morceaux de jade cousus entre eux avec un fil doré,. (金縷玉衣)

Depuis Chang'an, Gaozu gouverne directement 13 commanderies situées dans la partie occidentale de l’empire ; ce total passant à 16 avant son décès. Dans la partie orientale, il crée 10 royaumes semi-autonomes : Yan, Dai, Zhao, Qi, Liang, Chu, Huai, Wu, Nan et Changsha. Il met ses alliés les plus fidèles à la tête de ces royaumes, afin de les récompenser et d'éviter qu'ils se retournent contre lui. À la suite de supposés actes de rébellion et de tentatives d'alliances avec les Xiongnu, un peuple nomade du Nord, Gaozu remplace neuf de ces rois par des membres de la famille royale en 196 av. J.-C.,.
Selon Michael Loewe, l’administration de chaque royaume est "une réplique à échelle réduite du gouvernement central, avec son chancelier, son conseiller royal et autres fonctionnaires. " Les royaumes doivent transmettre les données du recensement et une partie de leurs impôts au gouvernement central. Bien qu’ils doivent entretenir une force armée, les rois ne sont pas autorisés à mobiliser les troupes sans l'autorisation explicite de la capitale.
À la fin du règne de Gaozu, Wu Rui (吳芮), le roi de Changsha, est le seul roi restant à ne pas faire partie du clan Liu. Lorsque Zhu Wu (吳著), ou Chan Wu (吳產), l'arrière-petit-fils de Wu Rui, meurt sans héritiers en 157 av. J.-C., Changsha est transformé en Commanderie Impériale, puis plus tard en une Principauté dévolue à la famille Liu. Pour préserver la paix sur sa frontière sud, Gaozu envoie Lu Jia (陸賈) comme ambassadeur auprès de Zhao Tuo, un ancien général Qin qui s'est autoproclamé roi et a installé sa Cour au sud de Changsha. Le but de cette ambassade est de reconnaître la souveraineté de Tuo sur le royaume de Nanyue (vietnamien : dynastie Triệu) qu'il a fondé et qui est a cheval sur le sud-ouest de la Chine et le nord de l'actuel Vietnam.

### Les Xiongnu

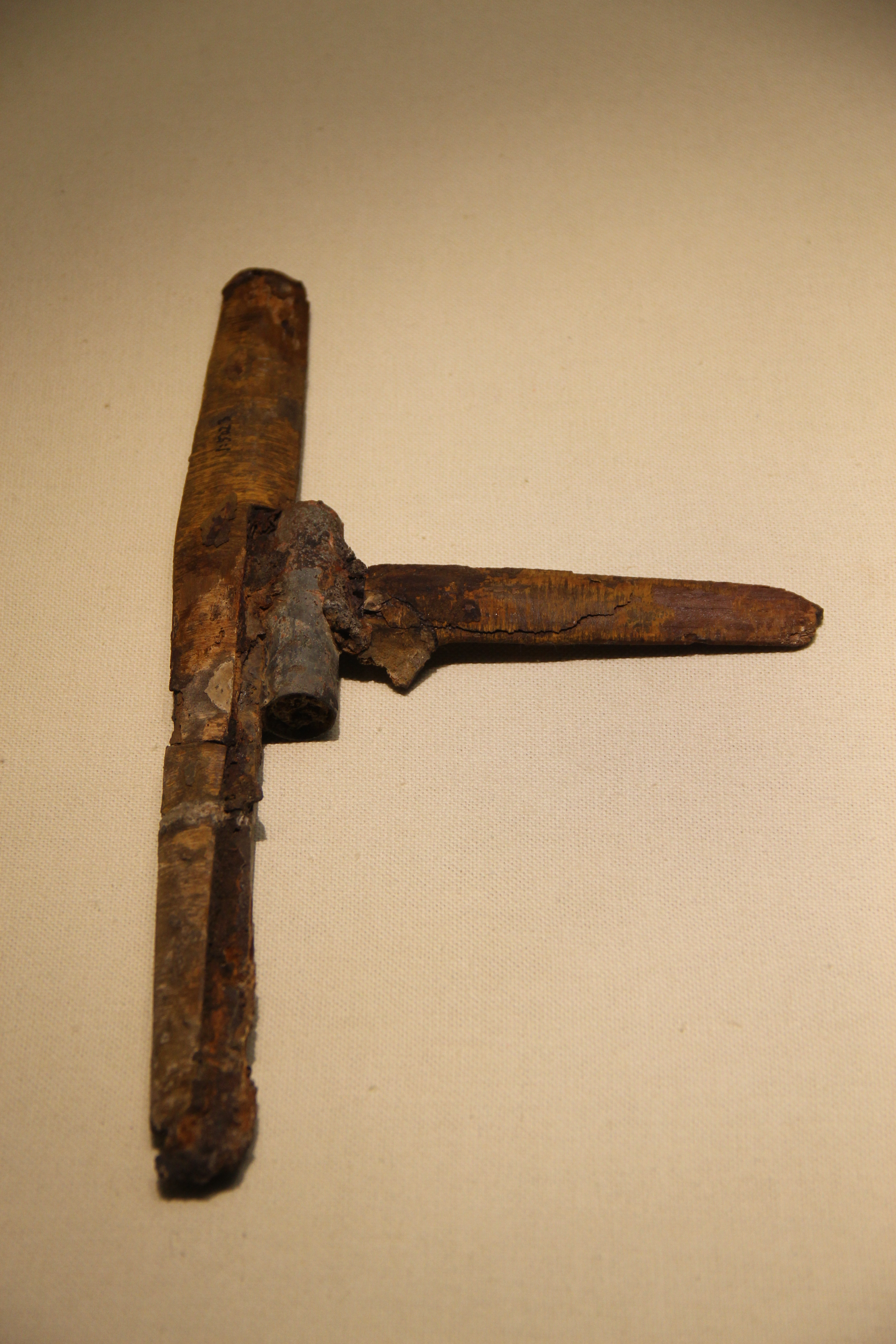
Lame de Ji (une arme d'hast chinoise) en fer datant de la dynastie Han

Sous la dynastie Qin, le général Meng Tian réussit en 215 av. J.-C. à repousser Toumen, le Chanyu des Xiongnu, en dehors du désert d’Ordos. Mais, après cette défaite, le Chanyu Modu, le fils et successeur de Toumen, réussit à asservir de nombreuses autres tribus Xiongnu et à les fédérer en un puissant empire. Lorsque Modu meurt en 174 av. J.-C., le domaine des Xiongnu s’étend de ce qui est maintenant au nord-est de la Chine et la Mongolie, jusqu'aux chaînes de montagnes de l’Altaï et de Tian Shan en Asie centrale. Les Chinois craignent les incursions que font les Xiongnu sous couvert de commerce et ont peur que des armes en fer d'origine chinoise tombent entre leurs mains. Pour prévenir ce danger, Gaozu impose un embargo commercial contre les Xiongnu. Pour compenser les pertes de revenus des marchands des royaumes chinois frontaliers de Dai et de Yan, il fait d'eux des fonctionnaires avec des salaires élevés. Indigné par cet embargo, Modu planifie une attaque contre les Han. Lorsque les Xiongnu envahissent Taiyuan en 200 av. J.-C., ils sont aidés par le roi Xin de Hán (韓/韩), qui trahit les Han à leur profit. Face à une telle menace, Gaozu mène personnellement les troupes qui avancent vers Pingcheng à travers la neige. Le choc entre les Han et les Xiongnu a lieu lors de la bataille de Baideng (en), où les forces de Gaozu sont totalement encerclées pendant sept jours. Privé d’approvisionnements, l'empereur est obligé de fuir une fois ses réserves épuisées.
Après cette défaite, un conseiller de la Cour nommé Liu Jing (劉敬), ou Lou Jing (婁敬) réussit à convaincre l’empereur de signer un traité de paix avec le Chanyu des Xiongnu et de sceller cette alliance par des mariages. Ce système diplomatique est connu sous le nom d'accord heqin. Grâce à cet accord signé en 198 av. J.-C., les Han espèrent réussir à modifier les valeurs des nomades Xiongnu, en leur offrant comme tribut des produits de luxe chinois : soie, vin, produits alimentaires, etc. Ils pensent qu'ainsi, ils réussiront à siniser le successeur de Modu et à l'amener à reconnaître la supériorité des Han. Le montant exact du tribut annuel versé par l’empereur Gaozu au Xiongnu au lendemain de sa défaite est inconnu ; mais l'on sait qu'en 89 av. J.-C., le Chanyu Hulugu (狐鹿姑) (r. 95-85 av. J.-C.) a demandé, et obtenu, un renouvellement de l’accord de heqin qui augmente le montant d’un tribut annuel à 400 000 L de vin, 100 000 L de grain et 10 000 balles de soie. On peut déduire de cette demande que les montants précédents étaient inférieurs à ces chiffres.
En théorie, le traité reconnaît que les Chanyu Xiongnu sont les égaux des Huangdi chinois. En pratique les Han sont les partenaires inférieurs des Xiongnu, puisqu’ils sont contraints de rendre hommage à ces derniers pour apaiser la puissance militaire qu'ils représentent. D'après les termes du hequin, l'empereur Gaozu devait donner sa fille unique à Modu ; mais à la suite de l’opposition de l’impératrice Lü, Gaozu élève au rang de princesse une de ses proches et fait d'elle l'épouse de Modu. Jusqu'en l'an 130 av. J.-C., les offrandes de tributs et de princesses à marier ne satisfont guère les Xiongnu, qui attaquent souvent les frontières nord de l'empire Han, violant ainsi le traité de l'an 162 av. J.-C. qui fait de la grande muraille la frontière entre les Han et les Xiongnu.

## Règne de l'impératrice douairière Lü

### Le règne de l'empereur Han Huidi
Lorsque Ying Bu se rebelle en 195 av. J.-C., l’empereur Gaozu prend personnellement la tête des troupes qui partent mater le rebelle. Lors des combats, il est blessé par une flèche ; et c'est cette blessure qui serait la cause de son décès, qui survient avant la fin de l'année. Après la mort de l'empereur, c'est le prince héritier Liu Ying qui monte sur le trône. Il est connu à titre posthume sous le nom d’empereur Han Huidi (r. 195 – 188 av. J.-C.). Peu de temps après Lü Zhi, la veuve de Gaozu, qui est désormais l'impératrice douairière, fait empoisonner Liu Ruyi, un prétendant au trône, tandis que sa mère, la consort de Qi, est sauvagement mutilée. Lorsque le jeune empereur Hui découvre les actes cruels commis par sa mère, Loewe dit "qu'’il n'ose pas lui désobéir."
Le bref règne de Huidi voit en 190 av. J.-C. l’achèvement de la construction des murailles défensives de la capitale, Chang'an. Ces murs en briques et en pisé font à l’origine 12 m de hauteur et ont un plan quasi-rectangulaire, à l'exception de quelques irrégularités dues à la topographie des lieux. Leurs vestiges sont encore visibles aujourd'hui. Ce projet de construction urbaine est réalisé par 150 000 ouvriers effectuant leur période de corvée obligatoire (gengzu 更卒). C'est sous le règne de l’empereur Han Huidi qu'est abrogée une loi datant des Qin qui interdisait certains types de littérature. Sa politique étrangère est caractérisée par une approche prudente, y compris pour ce qui concerne le renouvellement de l’accord de heqin avec les Xiongnu et la reconnaissance par les Han de la souveraineté et de l'indépendance des rois de Donghai et Nanyue.

### Régence et chute du clan Lü

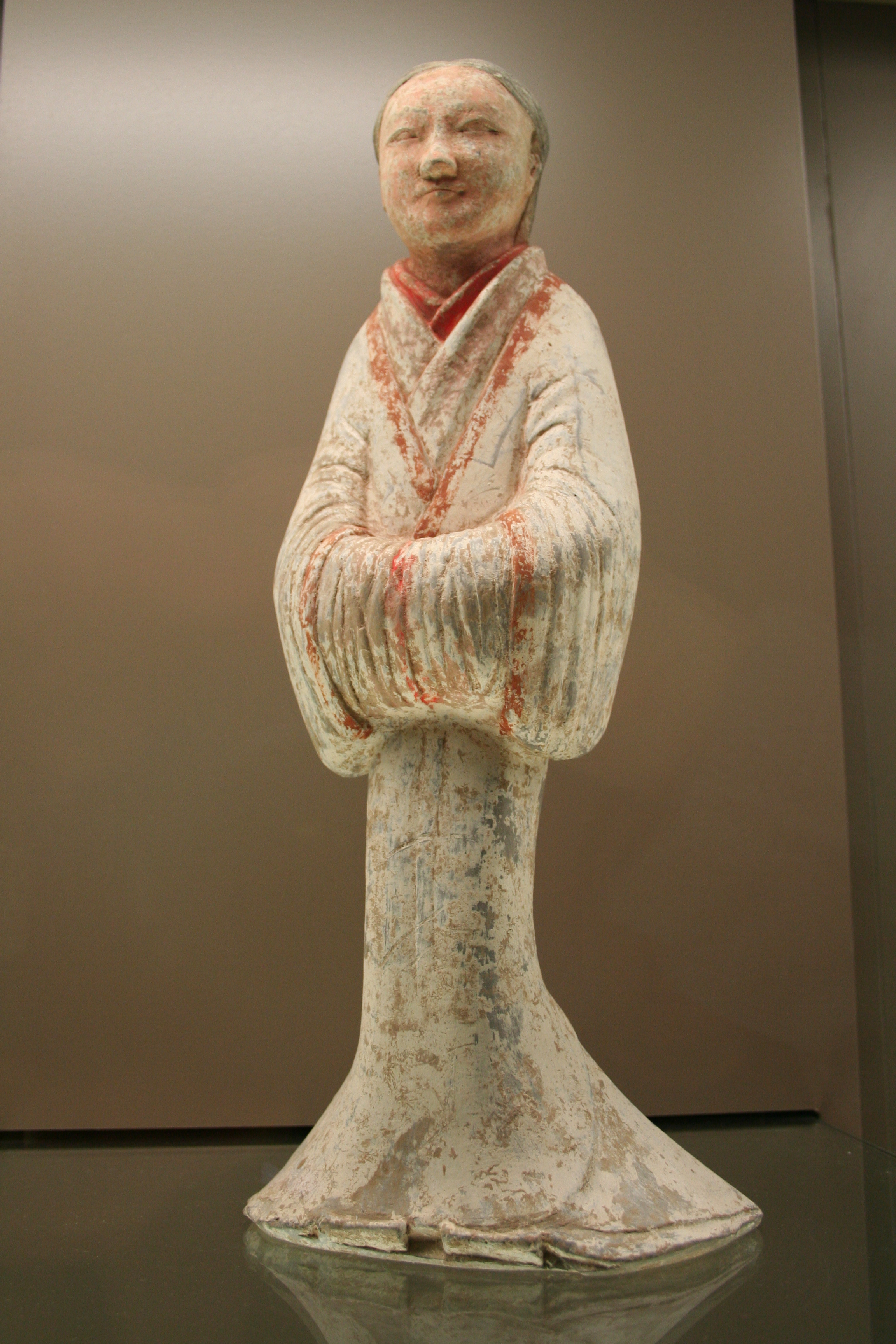
Figurine en terre cuite représentant une servante, datant des Han occidentaux

Comme Huidi n'a pas eu d’enfant avec l'impératrice Zhang Yan, lorsqu'il meurt en 188 av. J.-C., son successeur est choisi par Lü Zhi, qui est maintenant à la fois la Grande Impératrice Douairière et la régente, parmi les fils qu'il a eus avec d’autres épouses . Dans un premier temps, elle place l'empereur Han Qian Shaodi (r. 188 – 184 av. J.-C.) sur le trône, mais elle l'écarte au profit de l'empereur Han Hou Shaodi (r. 184 – 180 av. J.-C.). De par leur jeune âge et les conditions de leur accession au trône, les deux empereurs ne sont que des souverains fantoches et c'est Lü Zhi qui a la réalité du pouvoir. Non seulement c'est elle qui publie les édits impériaux pendant leurs règnes, mais elle élève aussi des membres de son propre clan au rang de rois, malgré l’interdiction explicite qui avait été émise par feu l’empereur Gaozu. D'autres membres du clan de Lü Zhi sont nommés aux principaux postes civils et militaires.
Pendant le « règne » de Lü Zhi, la Cour se révèle incapable de faire face à une invasion de la Commanderie de Longxi par les Xiongnu. En effet, lors de l'attaque de cette commanderie, située dans l'actuelle province du Gansu, les Xiongnu réussissent à faire prisonniers 2 000 Chinois sans être inquiétés. En outre, Zhi provoque également un conflit avec Zhao Tuo, le roi de Nanyue, en décrétant un embargo sur la vente de fer et de divers autres articles à son Royaume du Sud. Tuo riposte en 183 av. J.-C. en se proclamant empereur Wu de Nanyue (南越武帝) et attaque en 181 av. J.-C. le Royaume semi-autonome de Changsha, qui fait partie de l'empire Han. Il garde son titre impérial jusqu'à ce que Jia Lu soit de nouveau envoyé comme ambassadeur à la Cour de Nanyue sous le règne de l’empereur Han Wendi.
Après la mort de l’impératrice douairière Lü en 180 av. J.-C., des rumeurs prétendant que le clan Lü complote pour renverser la dynastie Han commencent à circuler. Lorsque Liu Xiang, qui est à la fois le roi de Qi et le petit-fils de l’empereur Gaozu, est mis au courant de ces rumeurs, il entre en rébellion contre les Lü. Cependant, avant même le premier affrontement entre les troupes du gouvernement central et celles du roi Qi, le clan Lü est chassé du pouvoir par un coup d’État dirigé par les fonctionnaires Chen Ping et Zhou Bo (周勃). Ce coup d’État qui éclate à la capitale s’achève par la destruction complète du clan Lü. Une fois le calme revenu, il faut choisir un nouvel empereur. Liu Xiang est écarté du pouvoir malgré sa tentative de renverser le clan Lü, car il a mobilisé des troupes sans autorisation du gouvernement central et surtout parce que le clan de sa mère est aussi ambitieux que l'était le clan de l’impératrice douairière. C'est finalement Liu Heng, le roi de Dai, qui est choisi pour accéder au trône, car sa mère, Dame Bo, est connue pour avoir un esprit noble. Liu Heng est passé à la postérité sous le nom d'empereur Han Wendi (r. 180-157 av. J.-C.).

## Règnes de Han Wendi et Han Jingdi

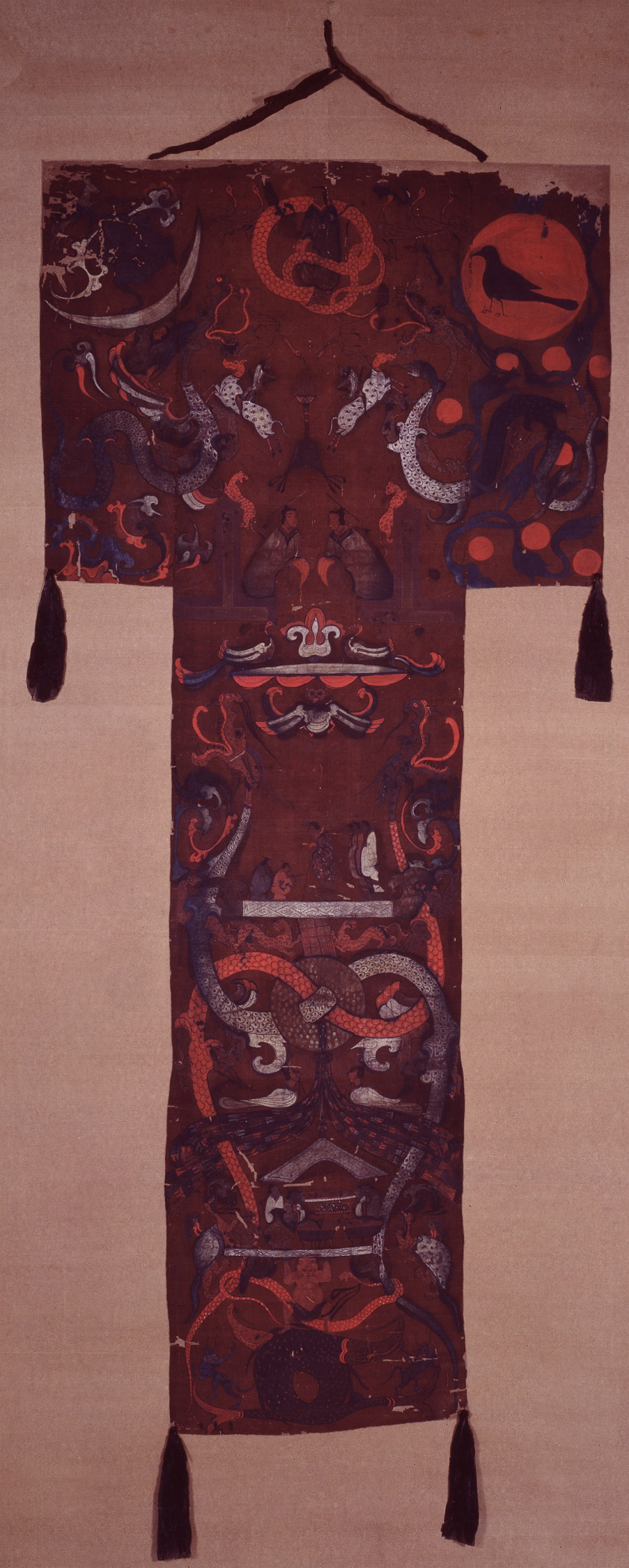
Cette peinture sur soie datant de l'époque des Han occidentaux a été utilisée pour draper le cercueil trouvé dans la tombe de Dame Dai (??? - 168 av. J.-C.) située à Mawangdui, près de Changsha dans la province de Hunan en Chine. Cette dame est l'épouse du Marquis Li Cang (利蒼)(??? - 186 av. J.-C.), le chancelier du Royaume de Changsha

### Réformes et politique gouvernementale
Dans l'historiographie chinoise, les règnes des empereurs Han Wendi et Han Jingdi sont regroupés dans une ère connue sous le nom de « Règne de Wen et Jing ». Durant cette période, l’empire Han connaît une grande stabilité économique et dynastique, pendant que le gouvernement central se renforce face aux Royaumes. Voulant se démarquer des lois très dures introduites par les Qin, la Cour des Han aboli toutes les sanctions juridiques qui impliquent des mutilations en 167 av. J.-C. et décrète huit amnisties générales entre 180 et 141 av. J.-C. Le taux d’imposition des produits agricoles est réduit d’un quinzième des récoltes à un trentième en 168 av. J.-C.. Cet impôt est totalement aboli l’année suivante, avant d'être réintroduit au taux d’un trentième en 156 av. J.-C..
Les politiques gouvernementales sont influencées par l'idéologie proto-taoïste Huanglao (黃老), qui est un mélange de préceptes politiques et cosmologiques soutenu par l'impératrice Dou (??? - 135 av. J.-C.), la femme de l'empereur Wendi. L'influence de Dou sur la cour des Han est très importante, car en plus de son rôle d'impératrice, elle est également l'impératrice douairière pendant le règne de Jingdi et grande impératrice douairière durant les premières années du règne de son successeur, l'empereur Han Wudi (r. 141-87 av. J.-C.). Le Huanglao doit son nom au mythique empereur jaune et au philosophe Lao Tseu, qui vécut au VIe siècle av. J.-C. Ces deux figures sont vues par les tenants du Huanglao comme les fondateurs de la civilisation, contrairement aux confucianistes, qui donnent ce rôle aux légendaires empereurs-sages Yao et Shun. Les partisans du Huanglao font la promotion de la politique de "non-action", ou Wuwei (無為), qui est un concept central du Tao Tö King de Lao Tseu. Selon le principe du Wuwei, les dirigeants doivent intervenir le moins possible, du moment que les systèmes administratifs et juridiques fonctionnent sans problèmes particuliers. L'’influence des doctrines du Huanglao sur les affaires de l’État décroît avec l’adoption formelle du confucianisme comme idéologie d’État pendant le règne de Han Wudi et dans une deuxième temps avec la généralisation de l'idée que c'est Lao Tseu et pas l’empereur jaune, qui est à l’origine de pratiques taoïstes.
Entre 179 et 143 av. J.-C., le nombre de royaumes passe de onze à vingt-cinq et le nombre de commanderies de dix-neuf à quarante. Ces transformations ne sont pas dues à une vaste expansion territoriale, mais à une modification des lois sur la succession royale. Ainsi les royaumes qui se sont rebellés contre la domination Han ou qui n’ont pas d'héritier voient leur taille être significativement réduite, quand ils ne sont pas simplement abolis et leur territoire découpé en nouvelles commanderies ou en royaumes plus petits.

### Rébellion des sept États

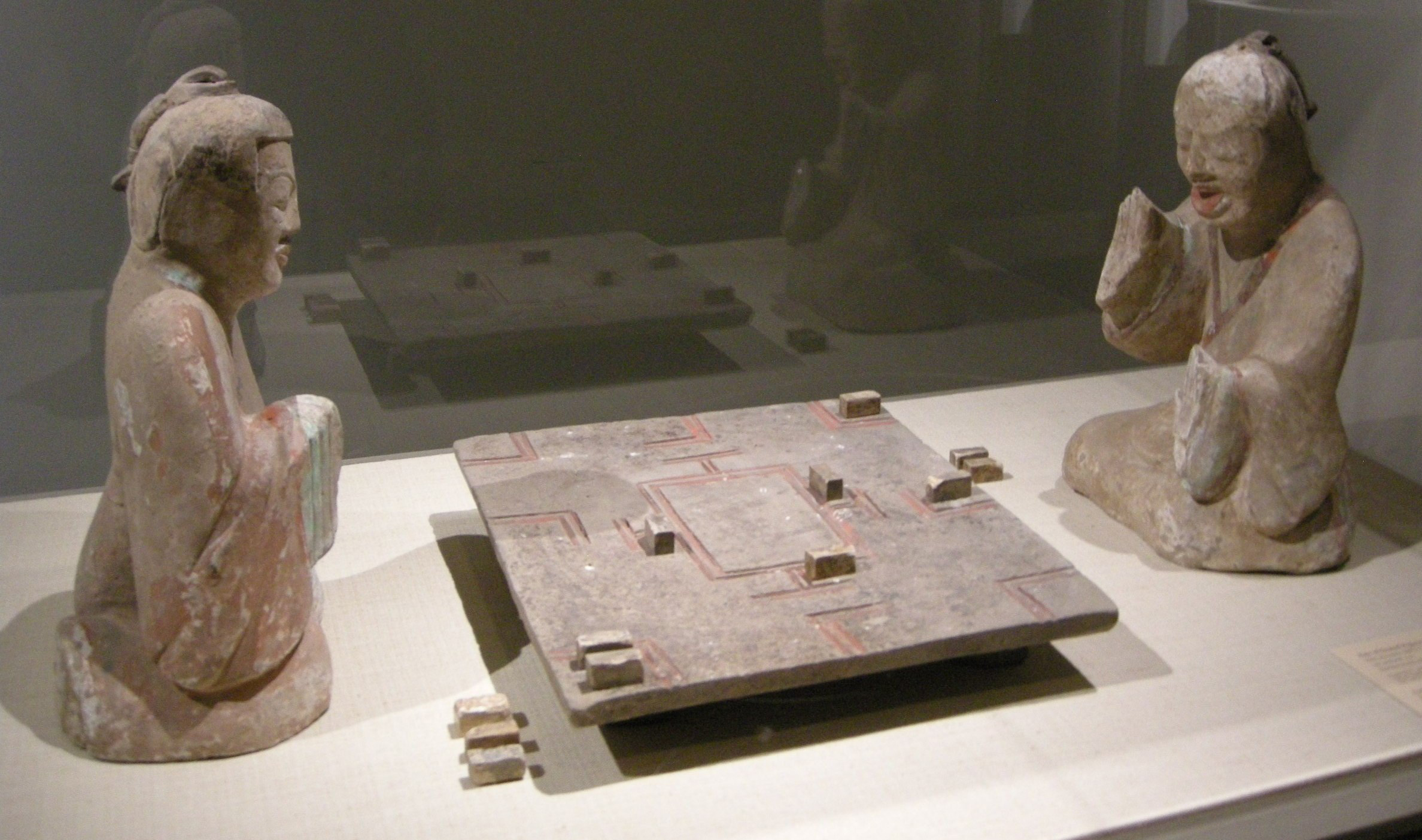
Figurines en terre cuite datant des Han occidentaux, représentant deux gentilshommes en train de jouer et de discuter autour d'un liubo, un jeu de plateau

Cette rébellion trouve ses racines dans une partie de liubo que dispute Liu Xian (劉賢), l’héritier présomptif du royaume de Wu, lors d'une visite officielle à la capitale sous le règne de Wendi. Il joue avec le prince héritier Liu Qi, le futur empereur Jingdi et durant la partie, une violente dispute éclate entre les deux joueurs. D'énervement, Liu Qi finit par jeter le plateau de jeu à la tête de Liu Xian, qui meurt sur le coup. Liu Pi (劉濞), le père de Liu Xian, qui est à la fois le roi de Wu et un neveu de l’empereur Han Gaozu, est fou de rage à la suite de la mort de son fils ; mais il doit néanmoins faire allégeance à Liu Qi lorsque ce dernier monte sur le trône.
Le roi de Wu est encore amer à la suite de la mort de son fils et il craint d'être visé par une nouvelle campagne de réduction de la taille des Royaumes, que le nouvel empereur a lancée sur le conseil de Chao Cuo (??? - 154 av. J.-C.), son conseiller impérial. Liu Pi prend la tête d'une révolte contre les Han en 154 av. J.-C. et prend la tête d’une coalition formée du Wu et de six autres royaumes révoltés : Chu, Zhao, Jiaoxi, Jiaodong, Zaichuan et Jinan, dont les rois craignent également de voir leurs territoires réduits. Face à eux, les mutins trouvent les armées des Han, commandées par Zhou Yafu, qui écrasent la révolte et détruisent la coalition des sept Rois. Plusieurs royaumes sont supprimés, même s'ils sont recréés dans un second temps, pendant que d'autres sont nettement réduits en taille. En l'an 145 av. J.-C., l’empereur Jingdi publie un édit qui interdit aux rois d'avoir un personnel administratif indépendant et abolit les principaux ministères des royaumes, à l’exception du chancelier, dont les pouvoirs sont réduits et qui est nommé directement par le pouvoir central. Son successeur, l'empereur Han Wudi diminue encore plus leurs pouvoirs en supprimant la tradition de primogéniture voulant que le royaume aille au premier héritier mâle du Roi. À partir de cette date, les rois doivent diviser leur royaume entre tous leurs héritiers mâles.

### Relations avec les Xiongnu

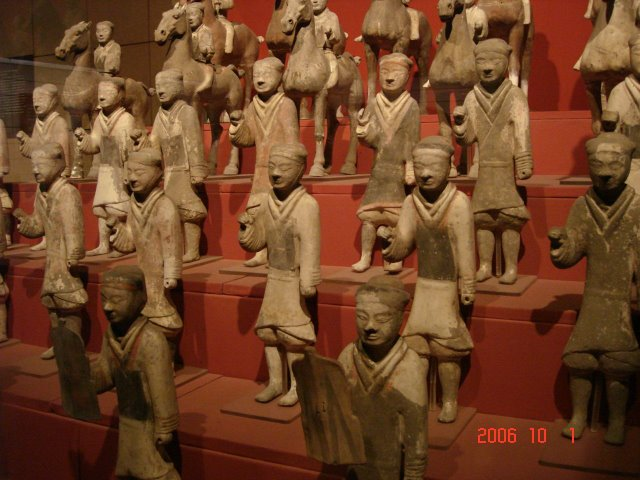
Figurines en terre cuite représentant des soldats, datant de l'époque des Han occidentaux. On voit des fantassins au premier plan et des cavaliers au second.

En 177 av. J.-C., les tribus Xiongnu qui sont sous les ordres du Roi Sage de Droite lancent un raid contre des tribus non chinoises vivant sous la protection des Han au Nord-Ouest de la Chine,. L'année suivante, le Chanyu Modu envoie une lettre à l’empereur Han Wendi, où il lui explique que le Roi Sage, qui aurait été insulté par des fonctionnaires Han, a agi sans son autorisation et qu'il a donc été puni en étant envoyé mener une campagne militaire contre les nomades Yuezhi. En réalité, cette campagne fait simplement partie d’une démarche visant à recruter le plus grand nombre possible de tribus nomades vivant au nord de la Chine des Han. Ainsi, à la suite de ces expéditions militaires, la majeure partie des Yuezhi sont expulsés par le couloir de Hexi et s'enfuient vers l’ouest jusqu'en Asie centrale. La cité-État de Loulan, située dans le marais salé de Lop Nur, les nomades Wusun, qui vivent dans les monts Tian et vingt-six autres États situé à l’est de Samarcande, en Sogdiane, sont asservis par les Xiongnu et intégrés à leur empire. Après cette campagne victorieuse, le Chanyu Modu laisse planer à l'encontre des Han la menace d'une invasion de la Chine si l’accord heqin n’est pas renouvelé. Cette menace suscite un vif débat à Chang'an, avec des fonctionnaires tels que Chao Cuo et Jia Yi (??? - 169.av. J.-C.) qui refusent un renouvellement du heqin. Finalement, l'empereur Wendi tranche en faveur d'un renouvellement de l’accord. Lorsque l'ambassade de la Cour des Han arrive à la capitale des Xiongnu, le Chanyu Modu est mort, mais son successeur, le Chanyu Laoshang (r. 174 – 160.av. J.-C.) accepte sans problème le renouvellement de l’accord heqin et négocie l’ouverture de marchés frontaliers. La levée de l’embargo sur le commerce réduit significativement la fréquence et la taille des incursions des Xiongnu, qui jusque-là obligeaient les Han à stationner des dizaines de milliers de soldats à la frontière pour les repousser. Cependant, diminution ne veut pas dire suppression et le Chanyu Laoshang, ainsi que son successeur le Chanyu Junchen (車臣) (r. 160 – 126 .av. J.-C.), continuent à violer la souveraineté territoriale des Han en organisant des incursions malgré le traité. Pendant que le Chanyu Laoshang poursuit les conquêtes de son père en repoussant les Yuezhi dans la vallée de la rivière Ili, les Han mettent tranquillement sur pied une puissante cavalerie, afin de pouvoir, à terme, contrer les Xiongnu.

## Règne de Han Wudi

### Confucianisme et recrutement des agents du gouvernement

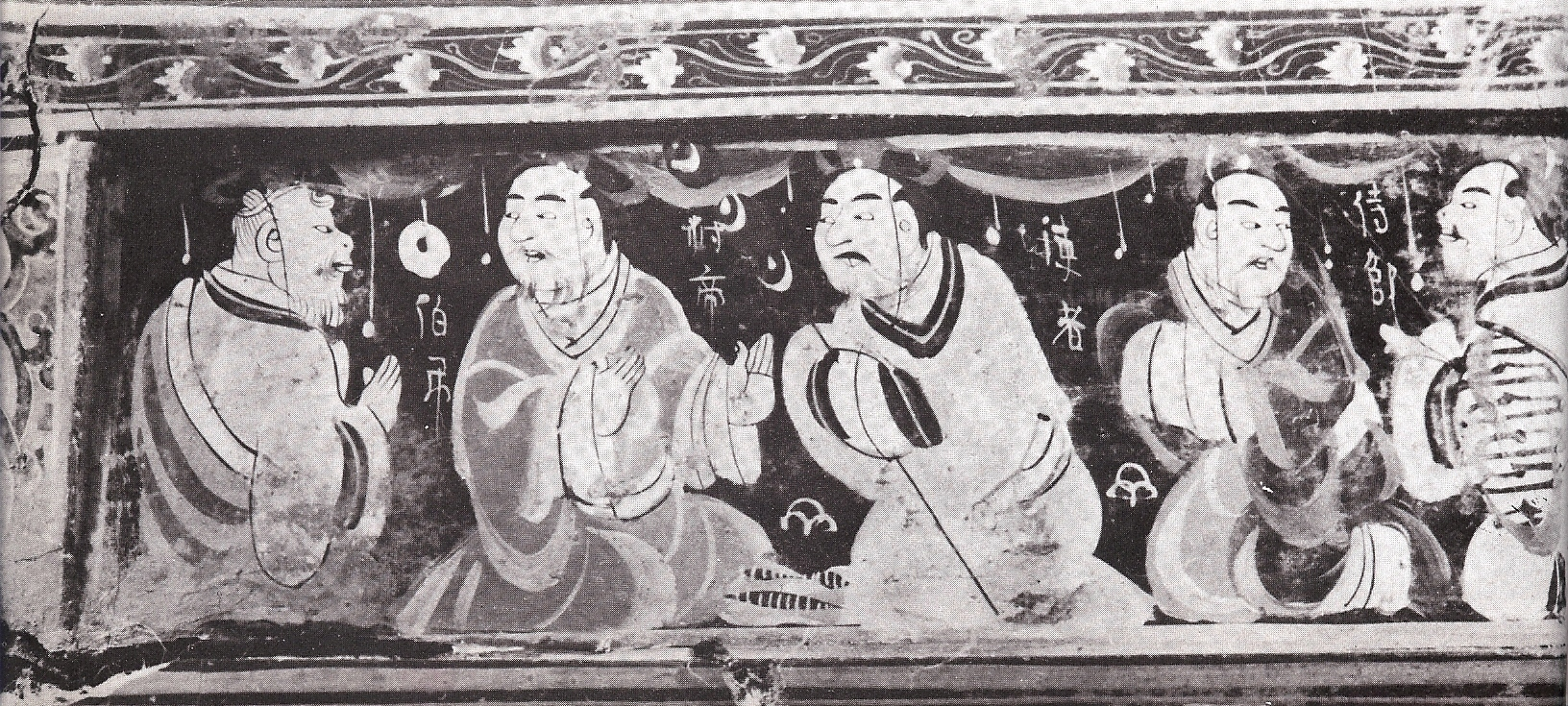
Parangons de piété filiale peints sur une boite en vannerie laquée. Cette boite a été trouvée lors de la fouille d'une tombe datant de la période des Han orientaux et située dans l'ancienne Commanderie de Lelang, ce qui correspond à une région de l'actuelle Corée du Nord.

Même si l’empereur Han Gaozu ne se réclame pas officiellement de la philosophie et de l’éthique attribuées à Confucius (VIe siècle av. J.-C.), il demande l’aide de confucianistes tels que Lu Jia et Shusun Tong (叔孫通) pour mettre au point en 196 av. J.-C. les premières règles concernant le recrutement d'hommes de mérite pour la fonction publique. Avec ces règles, Gaozu formalise le recrutement des fonctionnaires pour la première fois sous la dynastie Han. Pour l'historien Robert P. Kramer c'est le "premier pas vers le fameux système d’examens. ". Les empereurs Wendi et Jingdi nomment des académiciens confucéens au sein de la Cour ; mais tous ne se retrouvent pas affectés à des chaires spécialisées dans ce qui allait devenir plus tard le canon des textes confucéens. Plusieurs années après l'accession au trône de Liu Che en 141 av. J.-C., qui est passé à la postérité sous le nom d'empereur Han Wudi, la Grande Impératrice Douairière Dou continue de dominer la Cour. Opposée au confucianisme, elle rejette toute politique qu’elle trouve en défaveur ou en contradiction avec l’idéologie Huanglao. Ce n'est qu'après sa mort en 135 av. J.-C. qu'un changement majeur se produit dans l’histoire politique chinoise.

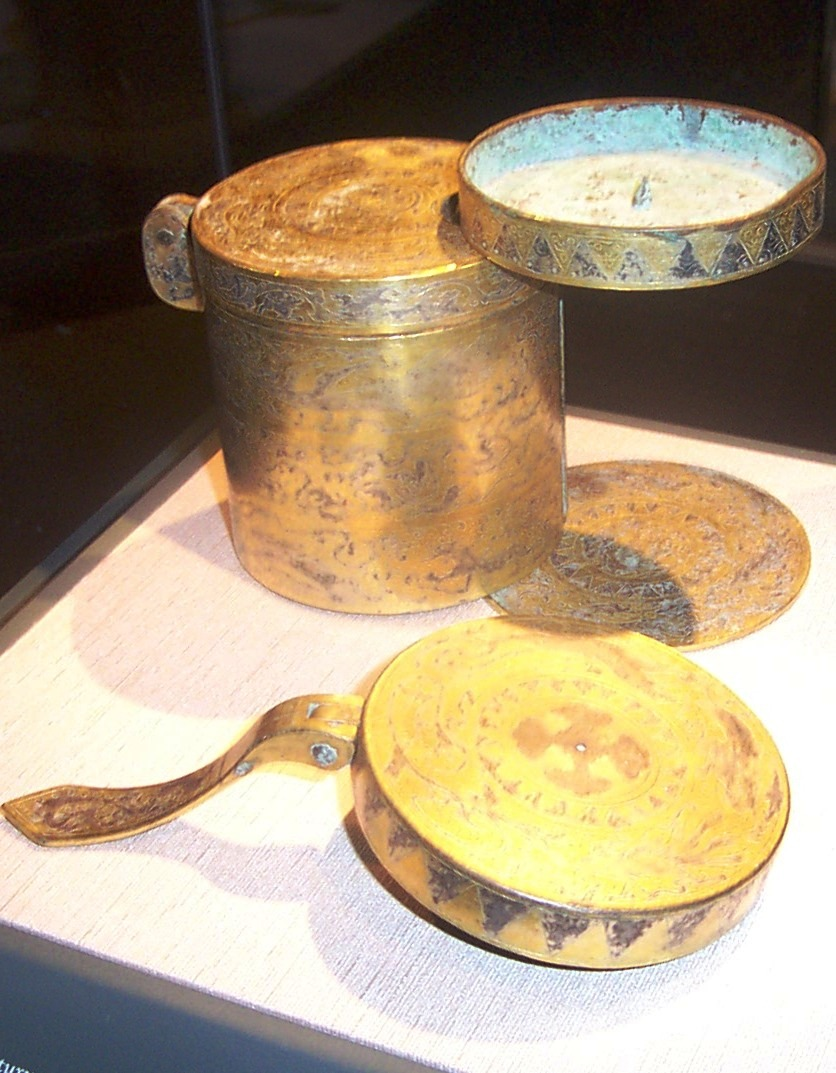
Lampe à huile en bronze doré, décorée de dessins argentés, datant du - Han occidentaux

Après la mort de sa grand-mère, l’empereur Wudi lance un appel aux lettrés, pour qu'ils présentent des mémoires sur la façon d’améliorer le gouvernement. Parmi tous ceux qu'il reçoit, il retient celui de Dong Zhongshu (179 – 104 av. J.-C.), un fonctionnaire et philosophe, que Kramers appelle le premier « théologien » confucianiste. Dong tente de fusionner de manière synthétique l’éthique de Confucius avec les croyances cosmologiques du yin et yang et les cinq éléments (Wuxing), en les insérant dans un même système holistique universel qui régit le ciel, la terre et le monde des hommes. En outre, il justifie le gouvernement impérial, en lui donnant une place centrale dans l'équilibre de son système. En l'an 163 av. J.-C., l'empereur Wudi publie un édit, basé sur les idées de Dong Zhongshu, qui abolit les Chaires universitaires autres que celles axées sur l'étude des cinq classiques confucéens. En 124 av. J.-C., Wudi créé l’Université impériale, au sein de laquelle les académiciens enseignent à 50 étudiants ; ce qui marque le véritable début du système de recrutement des fonctionnaires par examen. Ce système sera repris, amélioré et généralisé par les dynasties ultérieures. Même si les fils et les membres des familles des fonctionnaires sont souvent privilégiés lorsqu'il s'agit de nommer quelqu'un à un poste officiel, ceux qui ne viennent pas d’une famille de fonctionnaires ne sont pas pour autant systématiquement exclus du recrutement de la fonction publique. Au contraire, comme c'est la connaissance des cinq classiques qui devient la condition primordiale pour intégrer la fonction publique, l’Université impériale s'agrandit considérablement tout au long du IIe siècle de notre ère et finit par accueillir 30 000 étudiants. Avec l'invention du papier, qui a lieu vers l'an 105 et est généralement attribuée à l'eunuque Cai Lun (v. 50 - 121), les Han orientaux ont à leur disposition un support bon marché pour diffuser l'écriture. Du coup, le nombre de livres disponibles augmente considérablement, ce qui permet d'augmenter d'autant le nombre de ceux qui peuvent être formés pour intégrer la fonction publique.

### Guerre contre les Xiongnu

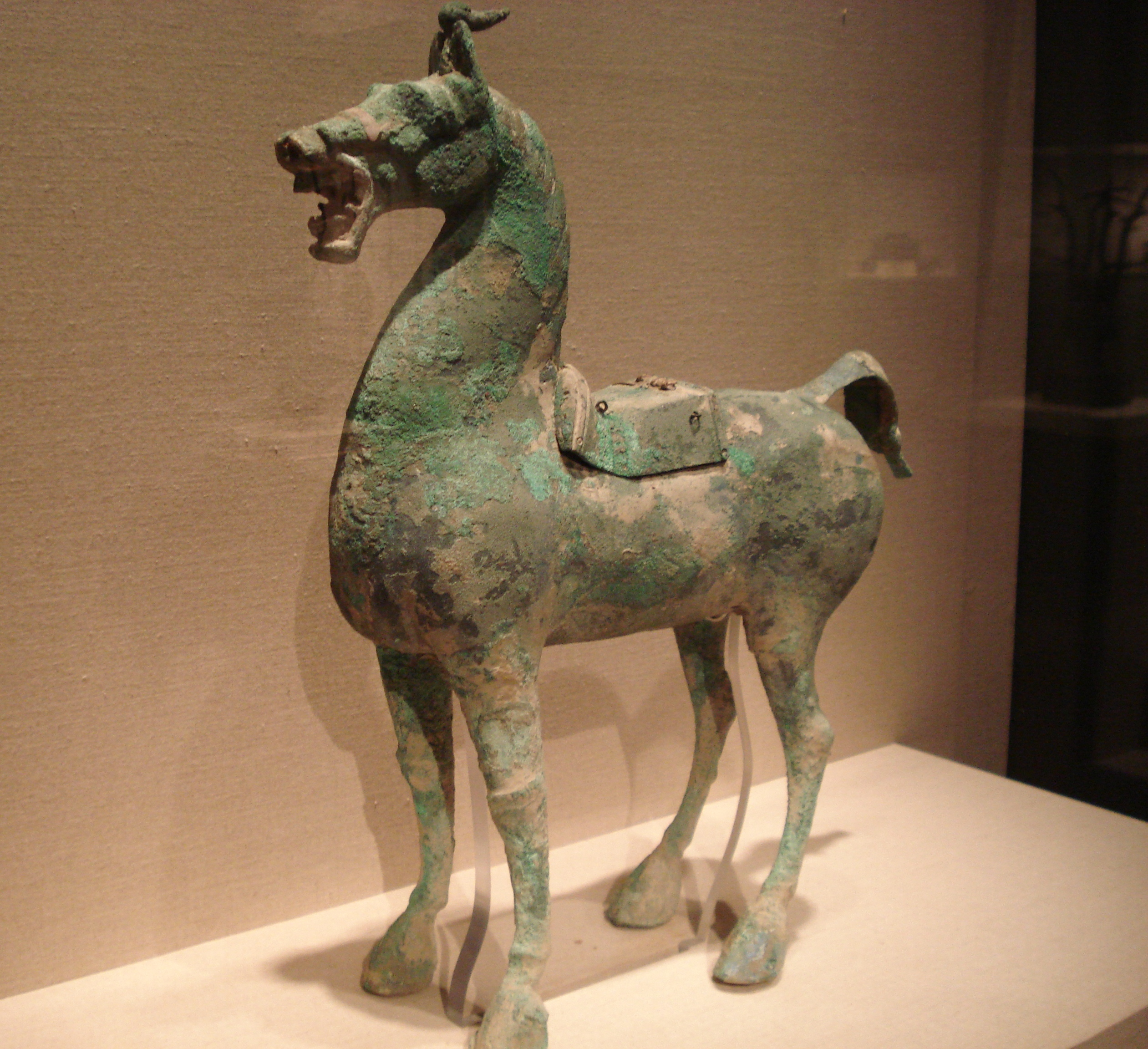
Cheval en bronze avec une selle datant de la dynastie Han

La mort de l’impératrice Dou marque également un important changement dans la politique étrangère des Han. Afin de répondre à la menace que représentent les Xiongnu et de gérer le renouvellement de l’accord heqin, l'empereur Wudi convoque une conférence de la Cour en 135 av. J.-C. Durant cette conférence, les principaux ministres sont divisés entre deux factions qui s'affrontent autour des mérites et des défauts de la politique en place. À la fin, Wudi se rallie à la majorité de ses ministres qui veulent le maintien de la paix. Un an plus tard, alors que les Xiongnu sont occupés à lancer des raids contre la frontière nord de la Chine et attendent la réponse des Han, Wudi convoque une autre conférence de la Cour. Pendant l'année écoulée, la faction soutenant la guerre contre les Xiongnu a réussi à faire changer d'avis la majorité des ministres, en concluant un compromis avec ceux qui sont préoccupés par le cout financier d'une campagne d’une durée indéterminée. Le plan adopté est de provoquer un engagement limité le long de la frontière, près de Mayi, en attirant le Chanyu Junchen avec des cadeaux et des promesses de défections, pour pouvoir l'éliminer rapidement et provoquer un chaos politique cher les Xiongnu. Les Han mettent leur plan en action 133 av. J.-C., mais il échoue lorsque Junchen réalise qu’il est sur le point de tomber dans un piège et s’enfuit vers le Nord. Cet échec marque la fin de l’ère de l’apaisement et des accords heqin et pousse la Cour de Han à décider de s’engager dans une guerre totale.
Menant des campagnes impliquant des dizaines de milliers de soldats, le général Wei Qing (??? - 106 av. J.-C.) réussit en 127 av. J.-C. à reprendre aux Xiongnu la région du désert d'Ordos. En 121 av. J.-C., c'est le général Huo Qubing (??? - 117 av. J.-C.) qui expulse les Xiongnu des monts Qilian et obtient la reddition d'un grand nombre de leurs aristocrates. En 119 av. J.-C., lors de la bataille de Mobei, les généraux Wei et Huo mènent ensemble la campagne pour capturer les monts Khangaï et forcent le chanyu à s'enfuir au nord du désert de Gobi. Les combats sont tellement intenses que l'élevage et l'entretien de 300 000 chevaux par les esclaves gouvernementaux dans trente-six pâturages différents ne suffit pas à satisfaire les besoins de la cavalerie et de l'intendance pour ces campagnes. Pour pallier cette pénurie, le gouvernement offre l'exemption du service militaire et de la corvée pour trois hommes de chaque famille qui donne un gouvernement un cheval qu'ils ont élevés eux-mêmes.

### Expansion de l'empire Han et colonisation

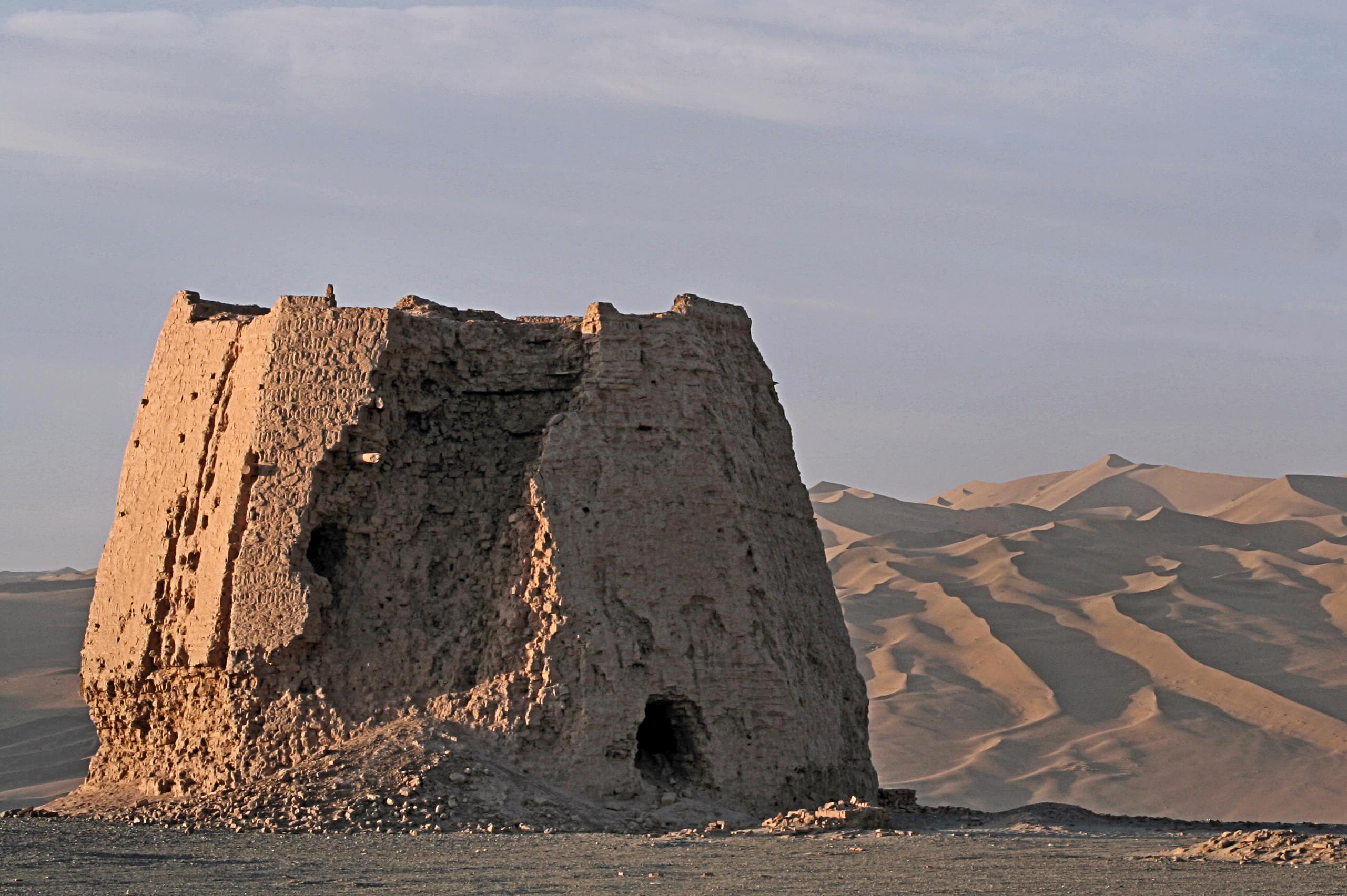
Ruines d'une tour de garde en pisé datant de la dynastie Han. Cette tour est située à Dunhuang, dans la province de Gansu, l'extrémité orientale de la route de la soie

Après que Hunye, le roi des Xiongnu, se soit rendu à Huo Qubing en 121 av. J.-C. ; les Han annexent un territoire qui s’étend dans le corridor du Hexi, jusqu’à Lopnur, ce qui sépare les Xiongnu de leurs alliés Qiang. De nouvelles commanderies sont créées dans le désert d’Ordos et dans le corridor du Hexi. Il faut attendre l'an 111 av. J.-C. pour que des colons Han viennent s'installer dans ces commanderies, car ce n'est qu’après la destruction cette année-là d'une importante armée formée de Qiang et de Xiongnu que la région devient vraiment sûre. En 119 av. J.-C., les forces Han établissent leurs premiers avant-postes fortifiés dans le bassin du lac de Juyan, en Mongolie intérieure, puis construisent ensuite de plus grandes colonies de peuplement en 110 av. J.-C.. Environ 40 % des colons de Juyan proviennent de la région de Guandong, de l'est du Shandong, du sud du Shanxi, du sud du Hebei, du nord-ouest du Jiangsu et du nord-ouest de l'Anhui. Après la reddition de Hunye, la Cour des Han déplace 725 000 personnes depuis la région de Guandong, pour peupler la région de Xinqinzhong (新秦中), qui est située au sud de la vallée du fleuve Jaune. En tout, les armées de l'empereur Wudi ont conquis environ 4,4 millions de km2 de nouveaux territoires, ce qui est, de loin, la plus grande expansion territoriale de l’histoire de la Chine. Des "garnisons agricoles" autosuffisantes, connues sous le nom de tuntian, sont établies dans ces avant-postes frontaliers pour soutenir les campagnes militaires et sécuriser les routes commerciales menant à l’Asie centrale, le terminus de la route de la soie. La Grande Muraille, telle qu'elle existe à l'époque des Han, est étendue vers l’Ouest jusqu’à Dunhuang. Des sections de cette muraille existent encore aujourd'hui dans la province du Gansu, incluant trente tours de guet et deux châteaux forts.

### Exploration, commerce extérieur, guerre et diplomatie

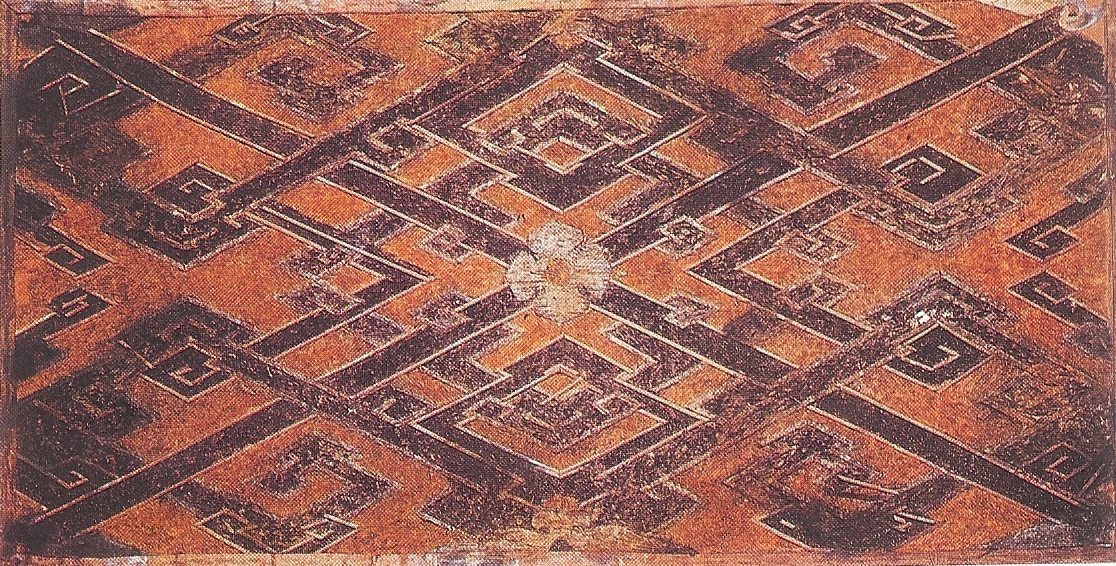
Tissus en soie provenant de la tombe no 1 de Mawangdui, Changsha, province de Hunan. Ils datent à l’époque des Han occidentaux,

À partir de 139 av. J.-C., le diplomate Zhang Qian voyage vers l'Ouest, dans une vaine tentative pour forger une alliance avec les Yuezhi contre les Xiongnu ; les seconds ayant chassé les premiers du Gansu en 177 av. J.-C. S'ils sont un échec diplomatique, les voyages de Zhang permettent aux Chinois d'entrer en contact pour la première fois avec des pays dont ils ignoraient l’existence : des contrées hellénisées, vestiges des conquêtes d’Alexandre le Grand (r. 336 – 323 av. J.-C.). Quand Zhang retourne en Chine en 125 av. J.-C., il présente un rapport à l'empereur où il décrit toutes les contrées qu'il a visitées : Daxia, le nom que les Chinois donnent à l'ancien Royaume gréco-bactrien qui a été conquis par les Yuezhi, Dayuan, qui est en fait la cité de Ferghana et Kangju, qui correspond à la Sogdiane. Selon Zhang, Dayuan et la Daxia sont des pays agricoles et urbains, comme la Chine. Il décrit également Shendu, qui est situé dans la vallée de l’Indus, un fleuve du Nord de l’Inde et l'Anxi, qui correspond aux territoires arsacide, qui sont plus à l'ouest. Ces dernières descriptions se basent sur des témoignages que Zhang Qian a collectés, car il ne s'est pas aventuré aussi loin. À la suite de ce rapport, la cour des Han décide d'envoyer des émissaires vers ces États. Ces diplomates reviennent accompagnés par des délégations étrangères et des caravanes, qui vont se livrer à un commerce très lucratif. Il faut préciser que Zhang souligne dans son rapport que, même avant ces premiers contacts directs, ces pays importaient déjà de la soie chinoise. Après avoir interrogé des marchands, Zhang découvre également une route commerciale qui part vers le sud-ouest et traverse la Birmanie avant de déboucher en l’Inde. La plus ancienne verrerie romaine connue trouvée en Chine, mais fabriquée à Rome, est un bol en verre qui a été trouvé dans un tombeau de Guangzhou datant du début du Ier siècle av. J.-C. et qui a peut-être été importé par voie maritime, en passant par la mer de Chine méridionale. De même, les habits fabriqués à partir de soie chinoise importée deviennent populaires à Rome à l'époque de Jules César (100-44 av. J.-C.).

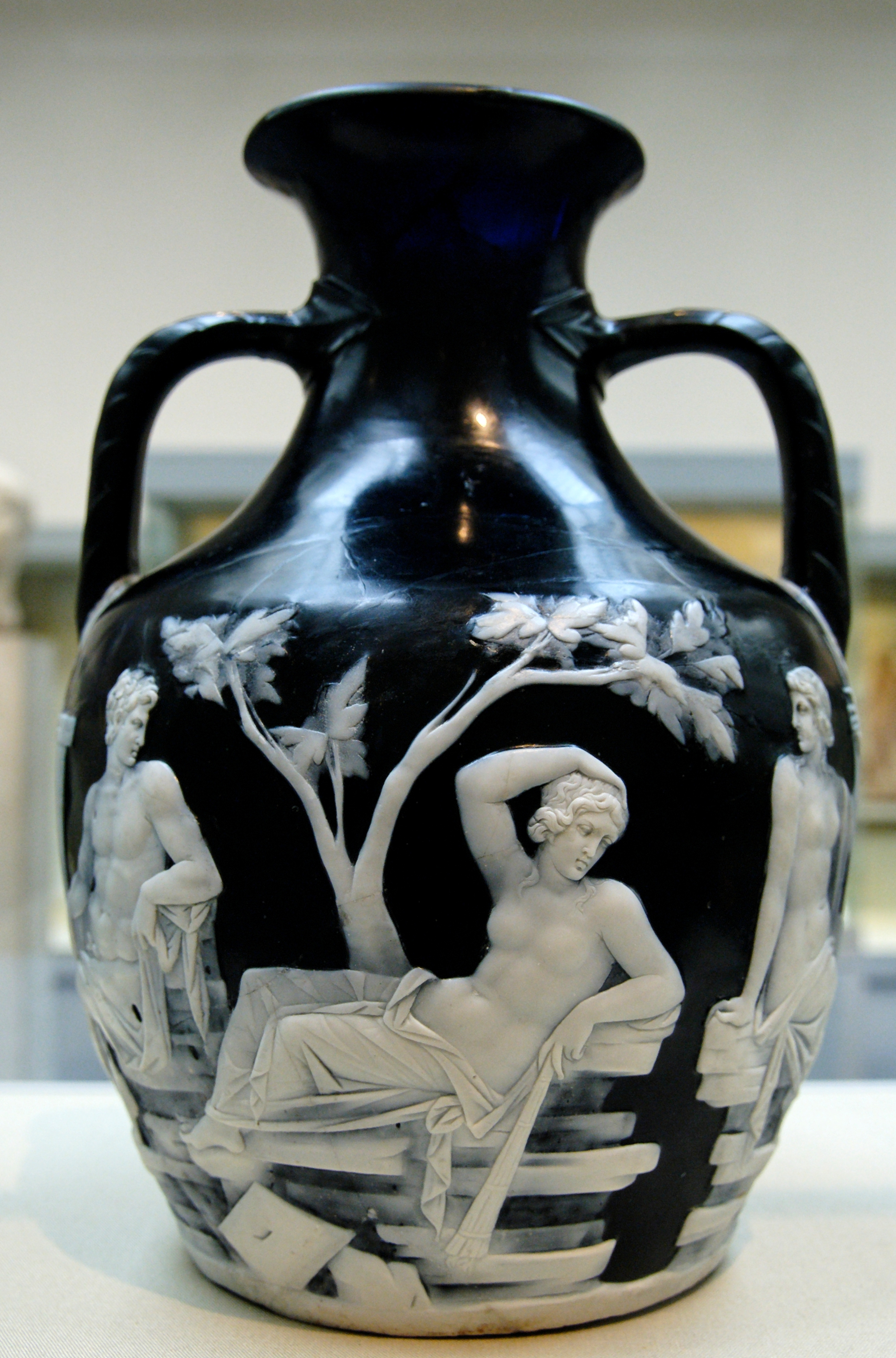
Le vase de Portland, un vase romain en verre décoré d'un camée, fabriqué entre l'an 5 et l'an 25. Il a été trouvé dans une tombe datant vraisemblablement du règne de l’empereur Han Wudi.

Après l'annulation des accords heqin, les Xiongnu sont obligés d'augmenter la quantité de biens manufacturés et de produits agricoles qu'ils obtiennent de la part des cités qu'ils contrôlent dans le bassin du Tarim. De 115 à 60 av. J.-C., les Han et les Xiongnu se battent pour prendre et conserver le contrôle de ces États. Ce sont les Han qui gagnent entre 108 et 101 av. J.-C. et reçoivent des tribus venant de Loulan, Tourfan, Bügür, Dayuan et Kangju. L'expédition militaire la plus coûteuse et qui va le plus vers l'ouest est la campagne de quatre ans de Li Guangli contre la cité de Ferghana. Ce conflit prend place dans les vallées de Syr-Daria et l’Amou-Daria, ce qui correspond actuellement à peu près à l’Ouzbékistan et au Kirghizistan. L’historien Laszlo Torday (1997) affirme que cette guerre est due au fait que Ferghana menace de couper l’accès des Han à la route de la soie. A contrario, l’historien Sima Qian (??? - d. 86 av. J.-C.) minimise cette menace et affirme que la vraie mission de Li était de punir Dayuan/Ferghana pour ne pas avoir fourni en tribut ses chevaux que les Han recherchent tant.
L'activité diplomatique et militaire de Han Wudi touche aussi le sud de la Chine. En 135 av. J.-C., il aide le roi Zhao Mo à repousser une attaque des Minyue, un peuple vivant dans une région qui correspond actuellement à la province du Fujian. Après la chute de la faction pro-Han de la Cour de Nanyue, il envoie une flotte pour conquérir ce royaume en 111 av. J.-C., ce qui déclenche la guerre Han-Nanyue. La victoire des forces Han permet d'intégrer à l'empire ce royaume, qui s'étend sur une zone qui correspond actuellement au Guangdong, au Guangxi, à l’île de Hainan et au nord du Vietnam. Wudi ordonne également en 109 av. J.-C. l'invasion du Royaume de Dian, qui est situé dans l'actuelle province du Yunnan, et réussit à faire de ce royaume un vassal des Han. Cette vassalisation n’empêche pas les Dian de se rebeller en 86 av. J.-C., en 83 av. J.-C., en l'an 14 pendant le règne de Wang Mang, et de l'an 42 à l'an 45. À chaque fois, ces révoltes sont écrasées par les troupes des Han.
Han Wu envoie également en 128 av. J.-C. une expédition vers ce qui est maintenant la Corée du Nord, mais il abandonne deux ans plus tard. Ce n'est qu'en 108 av. J.-C. qu'une autre expédition réussit à établir quatre commanderies dans cette zone, mais en 82 av. J.-C. il n'en reste plus que deux : les commanderies de Xuantu et Lelang. Même si l'implantation des commanderies s'accompagne d'une violente résistance et de temps en temps, de raids venant des royaumes de Koguryo et Puyŏ, les colons chinois réussissent à établir des relations commerciales pacifiques avec les Coréens, qui vivent en étant largement indépendants par rapport aux rares colonies Han, même s'ils sont culturellement influencés par ces dernières.

### Réformes économiques

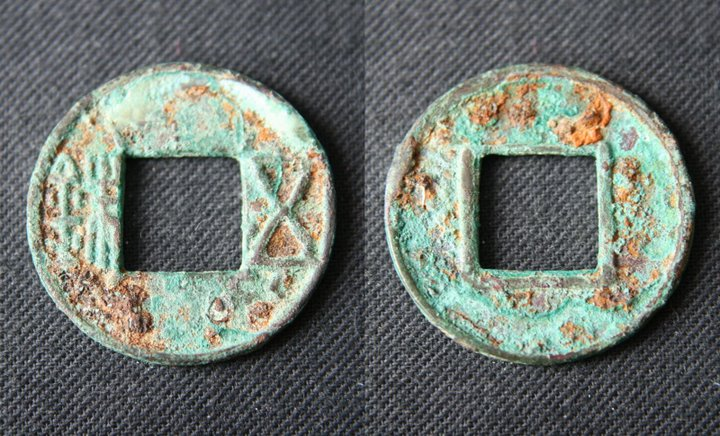
Un wushu (五銖)en bronze de 25 mm de diamètre, frappé pendant le règne de l'empereur Han Wudi

Pour financer ses longues campagnes militaires et les colonies qu'il crée, l' empereur Han Wudi met fin à la politique de "non-action" des règnes précédents en nationalisant en 117 av. J.-C. les industries privées et autres métiers liés aux mines de sel et à la métallurgie. Il crée un autre monopole gouvernemental sur les boissons alcoolisées en 98 av. J.-C., qui est annulé en 81 av. J.-C. à la suite d'une conférence de la Cour qui se conclut par un consensus anti-monopole. Sang Hongyang (??? - 80 av. J.-C.), mathématicien et fonctionnaire, est aussi un des nombreux anciens marchands enrôlés par le gouvernement pour aider à administrer ces monopoles. À la fin de sa carrière, il réussit même à devenir Conseiller Impérial. Hongyang est le créateur d'un système de transport et de stockage des céréales, visant à éliminer la spéculation sur les variations de prix saisonnières existant dans les différentes régions de l'empire. Pour le gouvernement, c'est un moyen de s’immiscer dans le très rentable commerce du grain en éliminant la spéculation. En effet, dans ce système, le gouvernement stocke des grains quand ils sont bon marché et les vend au public à bas prix lorsque les marchands privés augmentent leurs prix. Ce système et les monopoles sont critiqués dès le règne de Wudi, comme étant injustes, contraignants et diminuant inutilement les bénéfices des commerçants et des agriculteurs, qui se retrouvent obligés d'utiliser des biens et services gouvernementaux de mauvaise qualité. Les monopoles et la régulation sont abandonnés sous les Han orientaux (25 – 220).
Pendant le règne de l’empereur Wudi, l’impôt par tête pour chaque mineur âgé de trois à quatorze ans passe de 20 à 23 pièces ; le taux pour les adultes restant fixé à 120 pièces. De nouvelles taxes sont créées sur les transactions sur les marchés, les véhicules à roues et les propriétés, pour alimenter le budget militaire qui est croissance constante. En 119 av. J.-C., une nouvelle monnaie de bronze pesant cinq shu (3,2 g) est émise par le gouvernement pour remplacer les anciennes pièces de quatre shu. Cette monnaie, le wushu, va rester la monnaie standard en Chine jusqu'à la dynastie Tang. Cette nouvelle pièce est suivie en 113 av. J.-C. d’une interdiction de la frappe privée. D'autres tentatives d’interdiction de la frappe privée avaient déjà eu lieu en 186 et 144 av. J.-C. ; mais l'interdiction édictée par Han Wudi reste en place tout au long de la dynastie Han, même si la gestion de la frappe publique passe entre les mains de différents organismes gouvernementaux tout au long de la dynastie. À partir de 118 av. J.-C. et jusqu'à l'an 5, le gouvernement des Han frappe 28 milliards de pièces, soit une moyenne de 220 millions de pièces par an.

## Deuxième moitié des Han occidentaux

Lampe à huile en bronze doré de la forme d'une servante, datant du, découverte dans la tombe de Dou Wan, femme du prince Han Liu Sheng (d. - 113). Son volet coulissant permet des ajustements dans la direction et la luminosité de la lumière alors qu'elle piège également la fumée dans le corps,.

### La régence de Huo Guang
L'impératrice Chen Jiao, la première femme de l’empereur Wudi, est déposée en 130 av. J.-C., après avoir été accusée d'avoir utilisé la sorcellerie pour l’aider à donner un héritier mâle à l'empereur. En 91 av. J.-C., des allégations semblables sont formulées contre le Prince héritier Liu Ju, le fils de l'impératrice Wei Zifu, la seconde épouse de Wudi. Terrorisé à l'idée que Wudi prenne au sérieux ces accusations, le Prince Liu Ju déclenche une rébellion à Chang ' an, alors que l’empereur se repose au calme dans sa résidence d’été de Ganquan (甘泉 ; qui est situé dans l'actuelle province du Shaanxi). Cette rébellion dure cinq jours et après son échec, Liu Ju et l'impératrice Wei se suicident.
À la fin, grâce sa bonne réputation, Huo Guang, le demi-frère du général Huo Qubing, se voit confier par Wu la mission de former un triumvirat avec Jin Midi (??? - 86 av. J.-C.), qui est d'origine Xiongnu, et Shangguan Jie (上官桀) (??? - 80 av. J.-C.). À eux trois, ils doivent assurer la régence de l'empire après la mort de Wudi et ce jusqu'à ce que son successeur, le jeune Liu Fuling, connut à titre posthume sous le nom d’empereur Han Zhaodi (règne 87-74 av. J.-C.), soit apte à régner seul. Jin Midi meurt un an plus tard et en 80 av. J.-C., Shangguan Jie et le conseiller impérial Sang Hongyang sont exécutés, après avoir été accusés de vouloir faire de Liu Dan (劉旦), le roi de Yan et frère aîné de Zhaodi, le nouvel empereur. Ces deux décès donnent à Huo Guang une puissance inégalée. Malgré cela, il n’abuse pas de son pouvoir, du moins du point de vue des confucianistes, et gagne en popularité en réduisant les impôts de l’empereur Wudi.
L'empereur Zhaodi meurt en 74 av. J.-C. sans désigner de successeur. C'est son neveu, le Prince He de Changyi, qui est choisi pour le remplacer le 18 juillet de la même année. Cependant, He est enlevé le 14 août, après avoir affiché un manque de caractère ou de capacité à régner. L'enlèvement du prince He a été proposé par un mémoire signé par tous les ministres de premier plan et présenté à l’impératrice douairière Shangguan pour approbation. Finalement, c'est Liu Bingyi, le petit-fils de Zhaodi, qui devient le nouvel empereur le 10 septembre. Il est connu à titre posthume sous le nom d’empereur Han Xuandi (r. 74 - 49 av. J.-C.). Huo Guang reste au pouvoir comme régent pendant le règne de l’empereur Xuandi, jusqu'à ce qu'il meure de causes naturelles, en 68 av. J.-C.. Mais en 66 av. J.-C., le clan Huo est accusé de complot contre le trône et éliminé physiquement. Cette élimination est le point culminant de la vengeance de l’empereur Xuandi contre les Huo, après que femme de Huo Guang ait empoisonnée sa bien-aimée impératrice Xu Pingjun en 71av. J.-C., juste pour que la fille de Huo Guang puisse épouser Xuandi et devenir l'impératrice Huo Chengjun. Cette dernière est destituée en septembre de l'an 66 av. J.-C.. Liu Shi, le fils de l’impératrice Xu Pingjun, succède à son père en l'an 49 av. J.-C. Il est connu à titre posthume sous le nom d’empereur Han Yuandi (r. 49-33 av. J.-C.).

### Réformes et diminution des dépenses publiques

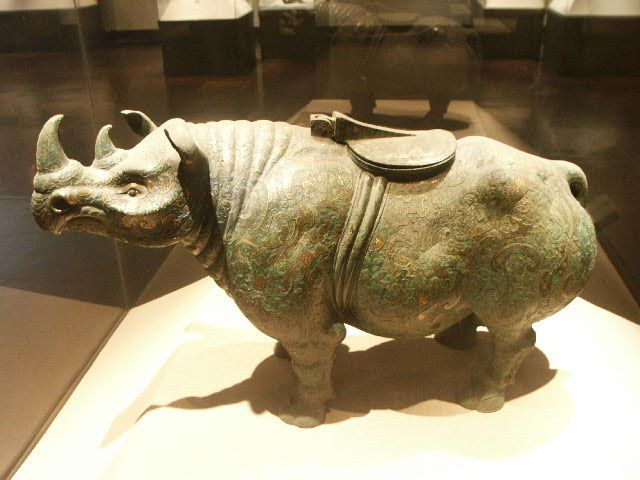
Rhinocéros en bronze datant des Han occidentaux

Pendant le règne de l’empereur Wu et la régence de Huo Guang, la faction politique dominante est le parti Moderniste. Ce parti favorise une plus grande intervention du gouvernement dans l’économie privée avec les monopoles publics sur le sel et la métallurgie, l'augmentation des taxes perçues sur les entreprises privées et le contrôle des prix. Les revenus générés par ces réformes ont été utilisés pour financer une politique étrangère agressive, visant une expansion territoriale. Ils ont également suivi l’exemple de la dynastie de Qin concernant la discipline, en augmentant les punitions pour les fautes et en diminuant les récompenses pour services rendus. Après la régence de Huo Guang, c'est le Parti réformiste qui devient la faction dominante dans la conduite des affaires de l’État et les décisions politiques. Ce parti est favorable à l’abolition des monopoles publics, à une intervention gouvernementale limitée dans l’économie privée, à une politique étrangère modérée, à des efforts de colonisation limités, à une réforme budgétaire visant à réduire les dépenses et à un retour à l’idéal de la dynastie Zhou, où le gouvernement octroie plus de récompenses pour services rendus, afin d'afficher la magnanimité de la dynastie. L'influence de cette faction se concrétise à travers l’abolition des monopoles gouvernementaux sur le sel et la métallurgie en 44 av. J.-C. Ces monopoles sont rétablis en 41 av. J.-C. et à nouveau abolis au cours du Ier siècle, pour être transférés aux administrations locales et aux entreprises privées. En 66 av. J.-C., les réformistes abolissent un grand nombre des spectacles somptueux, jeux et divertissements instaurés par l’empereur Wudi, ce au motif qu’ils sont excessifs et ostentatoires.

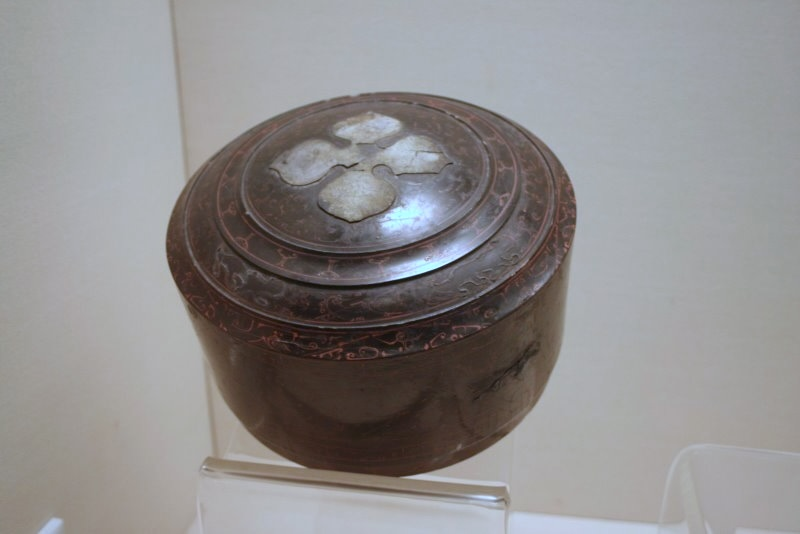
Boite laquée cylindrique provenant de la tombe no. 1 de Mawangdui,

À la suite de prétendus signes envoyé par le Ciel pour avertir le souverain de son incompétence, un total de dix-huit amnisties générales sont accordées durant les règnes combinés des empereurs Han Yuandi (Liu Shi) et Han Chengdi (r. 37-3 av. J.-C., Liu Ao 劉驁). L’empereur Yuandi réduit la sévérité de la peine pour plusieurs crimes ; tandis que Chengdi réduit la longueur des procédures judiciaires en 34 av. J.-C., puisque la durée excessive desdites procédures perturbait la vie des Chinois. Alors que les modernistes avaient accepté que des criminels puissent voir leur peine commuée ou même abandonnée à la suite du paiement d'une somme d'argent ; les réformistes inversent cette politique puisqu’elle favorise les riches sur les pauvres et n’est pas un moyen de dissuasion efficace contre la criminalité.
L'empereur Chengdi procède à des réformes majeures de la religion d'’État. La dynastie Qin avait adoré quatre divinités légendaires principales. À ces quatre, l'empereur Gaozu en rajoute une cinquième en 205 av. J.-C. : ce sont les cinq puissances, ou Wudi(五帝). En 31 av. J.-C., l'empereur Chengdi stoppe toutes les cérémonies dédiées aux cinq puissances et les remplace par des cérémonies dédiées au Dieu suprême Shang Di, qui était adoré par les rois de Zhou. En agissant ainsi, il espère gagner la faveur du ciel et en retour être béni par la naissance d'un héritier mâle. Même si Chengdi n'arrive pas à avoir cet héritier, puisque finalement c'est son neveu Liu Xin (劉欣) qui lui succède sous le nom de Han Aidi, Shang Di, qui assimilé au ciel, reste le seul dieu vénéré par la Cour jusqu'à la fin de la dynastie Han.

### Guerre et relations diplomatiques

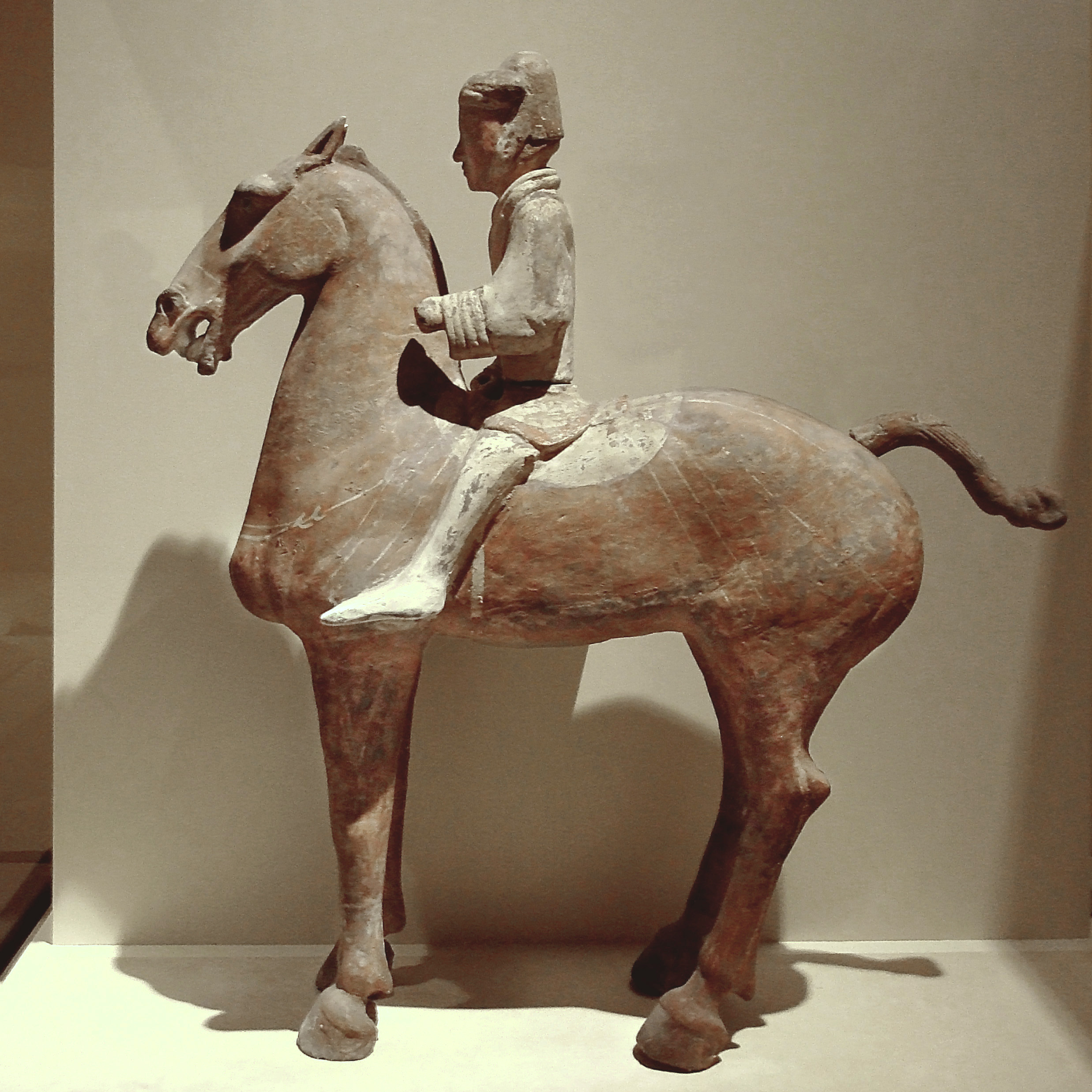
Figurine en céramique peinte, représentant un cavalier. Elle provient de la tombe d'un général située à Xianyang, dans la province de Shaanxi. Elle date de la période des Han occidentaux.

Durant la première moitié du Ier siècle av. J.-C., l'empire Xiongnu connaît plusieurs crises de succession, ce qui permet aux Han d’asseoir encore plus leur contrôle sur les régions de l’Ouest. Ainsi, le général Fu Jiezi des Han fait assassiner le roi pro-Xiongnu de Loulan en 77 av. J.-C., puis en 72 av. J.-C. les Han forment une coalition avec les Wusun, les Dingling et les Wuhuan qui inflige une défaite majeure aux Xiongnu. Finalement, les Han étendent de nouveau leur influence sur la dépression de Tourfan après avoir vaincu les Xiongnu à la bataille de Jushi en 67 av. J.-C. et en 65 av. J.-C. ils installent un nouveau roi pro-han sur le trône de Kucha, un État situé au nord du désert du Taklamakan. Cette domination incontestée se concrétise par la création en 60 av. J.-C. du poste de Général-Protecteur du Protectorat des Régions de l'Ouest, dont le rôle est de superviser les activités coloniales Chinoises et de conduire les relations avec les petits royaumes du bassin du Tarim. C'est le général Zheng Ji (??? - 49 av. J.-C.) qui est le premier à occuper ce poste.
Après la grave défaite que le Chanyu Zhizhi (r. 56 – 36 av. J.-C.) inflige au Chanyu Huhanye (呼韓邪) (r. 58-31 av. J.-C.), son frère et concurrent au trône royal, Huhanye et ses partisans décident de demander de l'aide aux Han et de devenir leurs vassaux, ce qu'ils font en 52 av. J.-C.. Huhanye envoie son fils comme otage auprès des Han et vient personnellement rendre hommage à l’empereur Xuandi, lors de la célébration du nouvel an chinois en 51 av. J.-C.. Étant devenu un protégé des Réformistes, Huhanye est assis comme un invité d’honneur et est richement récompensé. Il reçoit 5 kg d’or, 200 000 pièces de monnaie, 77 costumes, 8 000 balles de tissu en soie, 1 500 kg de soie et 15 chevaux. En plus de ces cadeaux, la cour lui envoie 680 000 L de grains après qu'il est rentré chez lui.

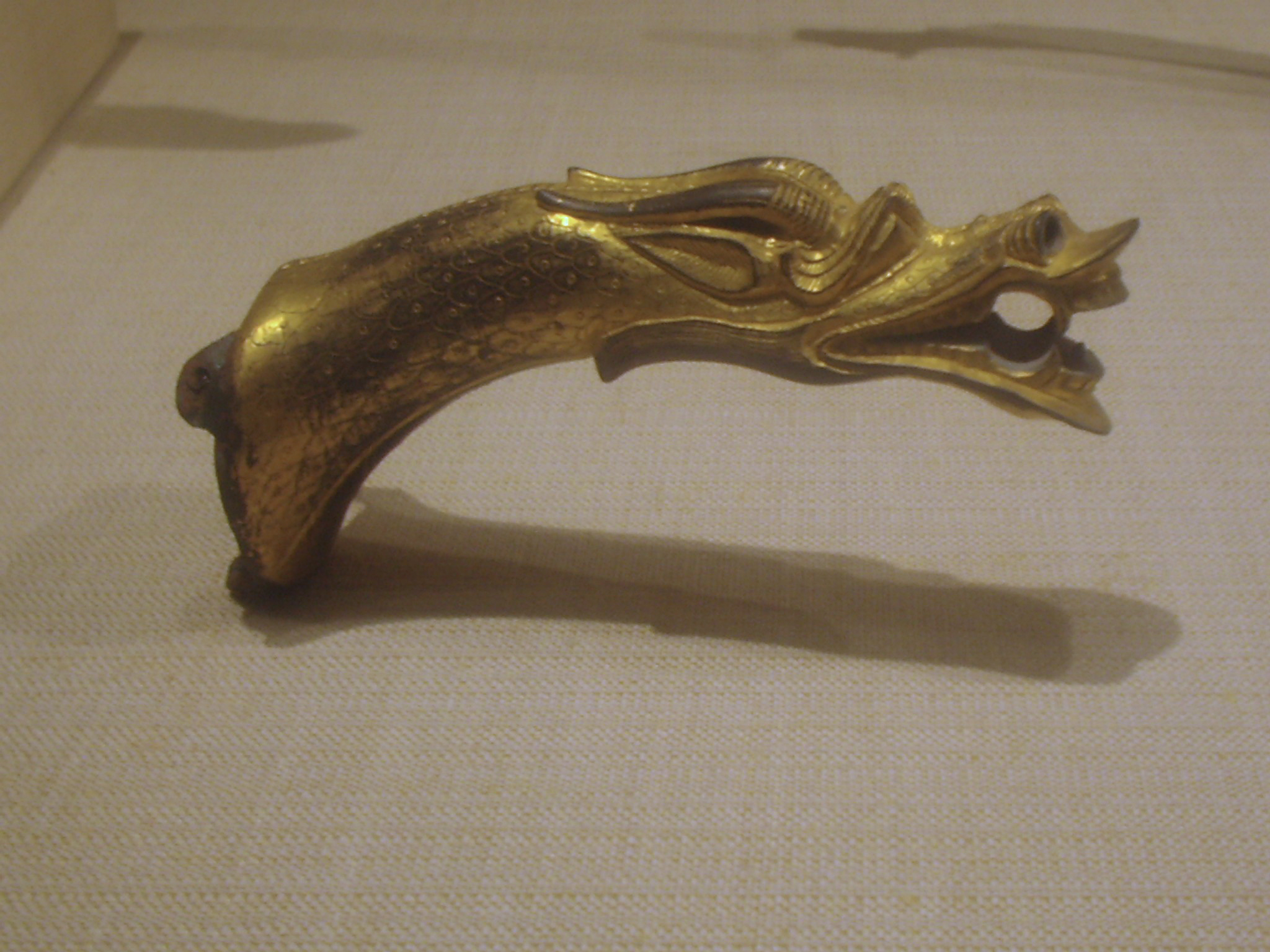
Une poignée en bronze doré, l'objet auquel elle était attachée étant maintenant perdu. Elle a la forme d’une tête de dragon avec son cou et date de la période des Han orientaux.

Le Chanyu Huhanye et ses successeurs sont encouragés à revenir rendre hommage à la Cour des Han en augmentant sans cesse la quantité de cadeaux qu'ils reçoivent après chaque visite. Ces cadeaux deviennent tellement somptueux, qu'en l'an 3 av. J.-C., certains ministres se plaignent que les dons faits aux Chanyu coûtent plus cher que le tribut que les Han versaient aux Xiongnu dans le cadre du heqin. Mis au courant de la soumission de son frère, le Chanyu Zhizhi tente à son tour d'envoyer des otages et de rendre hommage à la Cour de Han, dans l’espoir que ces derniers arrêteront de soutenir Huhanye et que ce dernier se retournera contre les Chinois. Le plan de Zhizhi échoue, car en 36 av. J.-C., le Général Chen Tang et le Protecteur Général Gan Yanshou (甘延壽/甘延寿) tuent Zhizhi dans sa capitale de Shanyu (ce qui correspond actuellement à la ville de Taraz, au Kazakhstan). Cependant, Chen et Gan ont agi sans l’autorisation expresse de la Cour des Han, qui est toujours contrôlée par la faction Réformiste. Et comme cette faction répugne à laisser ses subordonnés agir de manière trop indépendante et rejette toute forme d'interventionnisme étranger, les deux généraux reçoivent finalement des récompenses bien modestes pour des militaires qui viennent de tuer un ennemi de l'empire.
Il faut noter que, malgré toutes les faveurs qu'il reçoit lors de sa soumission, Huhanye n’a pas eu une princesse Han comme épouse. À la place, il reçoit Dame Wang Zhaojun, une des quatre beautés de la Chine antique. Ce mariage marque un changement par rapport aux accords heqin, où une princesse chinoise devait être remise au Chanyu pour qu'il l'épouse.

## Usurpation du pouvoir par Wang Mang

### Prise du pouvoir par Wang Mang
La longévité exceptionnelle de l’impératrice Wang Zhengjun (71 av. J.-C. – 13), qui est l'épouse de l’empereur Han Yuandi et la mère de l’empereur Han Chengdi, lui permet de s'assurer que tous les hommes de son clan sont nommés régents les uns après les autres, via le poste de Grand Commandant. Le pouvoir du clan Wang augmente considérablement pendant le règne de l’empereur Chengdi, qui leur délègue une grande partie des affaires de l'État et de l'administration de l'empire ; pendant qu'il assiste à des combats de coqs et séduit les belles femmes de son entourage. Le 28 novembre de l'an 8 av. J.-C., c'est au tour de Wang Mang (45 av. J.-C. – 23), un neveu de l’impératrice douairière Wang, de devenir le nouveau Grand Commandant. Cependant, les choses changent quand l'empereur Han Aidi (r. 7 – 1 av. J.-C. monte sur le trône. C'est sa grand-mère, la Consort Fu, une concubine de l’empereur Yuandi, qui devient la figure marquante du palais au détriment du clan Wang. À la suite de ce changement politique, Wang Mang est obligé de démissionner de son poste le 27 août de l'an 7 av. J.-C. et finit même exilé dans son marquisat en 5 av. J.-C..

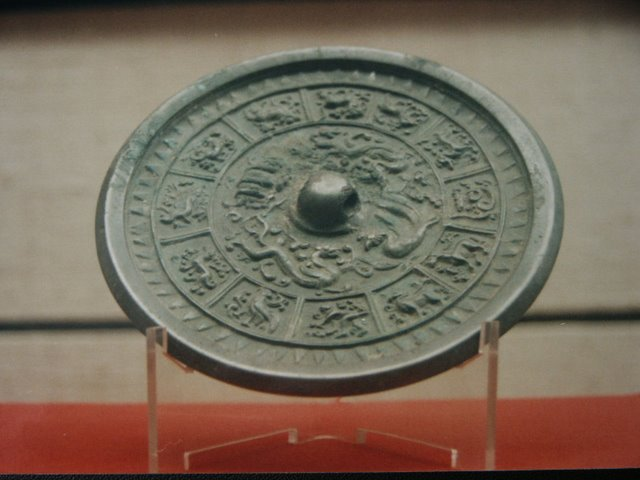
Dos d’un miroir en bronze datant des Han, décoré avec des représentations en relief d'animaux qui sont les signes du zodiaque chinois

Cet exil dure peu de temps, car dès l'an 2 av. J.-C., les pressions des partisans de Wang sont telles que l'empereur Aidi invite Wang Mang à revenir à la capitale. Un an plus tard, Aidi meurt de maladie sans laisser de fils. Wang Mang retrouve alors son poste de régent pour épauler l’empereur Han Pingdi (r. 1 av. J.-C. – 6), qui est un cousin de l’ancien empereur. Wang réussit à marier sa fille Wang à Pingdi, mais ce dernier est encore un enfant quand il meurt en l'an 6. En juillet de la même année, la Grande Impératrice Douairière Wang fait de Wang Mang le nouvel empereur (jiahuangdi 假皇帝) et de Liu Ying, qui n'est alors qu'un enfant, son héritier pour lui succéder sur le trône. Cette nomination a lieu, malgré le fait qu’un marquis de famille Liu se soit révolté contre Wang un mois plus tôt, suivi par d’autres qui sont outrés de voir que le régent a plus de pouvoir que le clan impérial des Liu. Ces rébellions sont rapidement réprimées et Wang Mang fait la promesse de céder le pouvoir à Liu Ying dès qu'il atteint sa majorité. En dépit de ses promesses de renonciation au pouvoir, Wang lance une campagne de propagande pour démontrer que le ciel envoie des signes pour dire qu’il est temps de mettre un terme à la dynastie Han. Le 10 janvier de l'an 9, Wang Mang annonce que les Han ont fait leur temps et qu’il s’autoproclame premier empereur de la dynastie Xin (9 – 23).

### Réformes traditionalistes

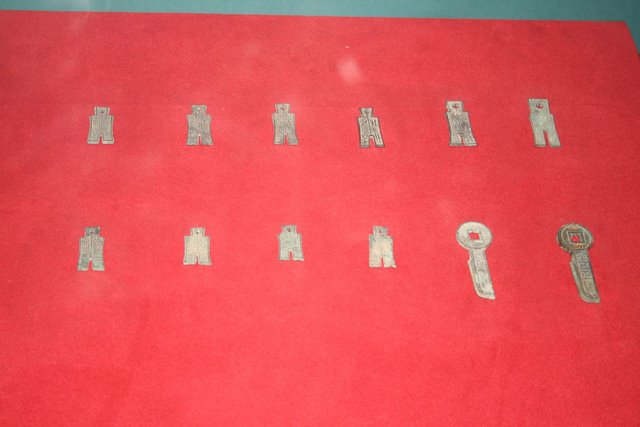
Pièces chinoises en bronze en forme de couteaux et de piques, datant du règne de Wang Mang.

Wang Mang veut ramener la Chine à un âge d'or légendaire qu'elle aurait atteint au début de la dynastie Zhou, une époque idéalisée par Confucius. Il tente des réformes radicales, incluant notamment l’interdiction de l’esclavage et l’établissement du système de culture "puits-champ" en l'an 9, ce système impliquant la nationalisation de toutes les terres agricoles et leur répartition en parcelles standard entre toutes les familles. Ces réformes déclenchent une telle vague de protestation que l’esclavage est rétabli et la réforme agraire est annulée en l'an 12.
Selon l’historien Ban Gu (32-92) ce sont les réformes trop radicales de Wang qui l'ont mené à sa chute. A contrario, selon l’historien Hans Bielenstein, en dehors de l'abolition de l’esclavage et de la réforme agraire, la plupart des réformes de Wang n'ont rien de radicales et sont dans la droite ligne des politiques des Han occidentaux. Ainsi, toujours d'après Bielenstein, même si les nouvelles pièces que Wang introduit en 7, en 9, en 10 et en 14 déprécient la valeur de la monnaie ; les pièces de monnaie plus légères créées par ses prédécesseurs avaient déjà provoqué des dégâts équivalents au sein de l'économie chinoise. Wang renomme toutes les commanderies de l’empire, ainsi que les différents titres officiels, mais il n'est pas le premier à le faire. Enfin, les monopoles publics sont annulés en l'an 22, car à cette date on est déjà au milieu d'une rébellion à grande échelle contre lui, ce qui rend impossible la gestion de ces monopoles. Bref, plus qu'une tentative de réorganisation complète de la société chinoise, ce serait surtout la reprise et l’accumulation de réformes malheureuses, faites au mauvais moment, qui marqueraient l'œuvre législative du règne de Wang Mang.

### Relations diplomatiques sous le règne de Wang

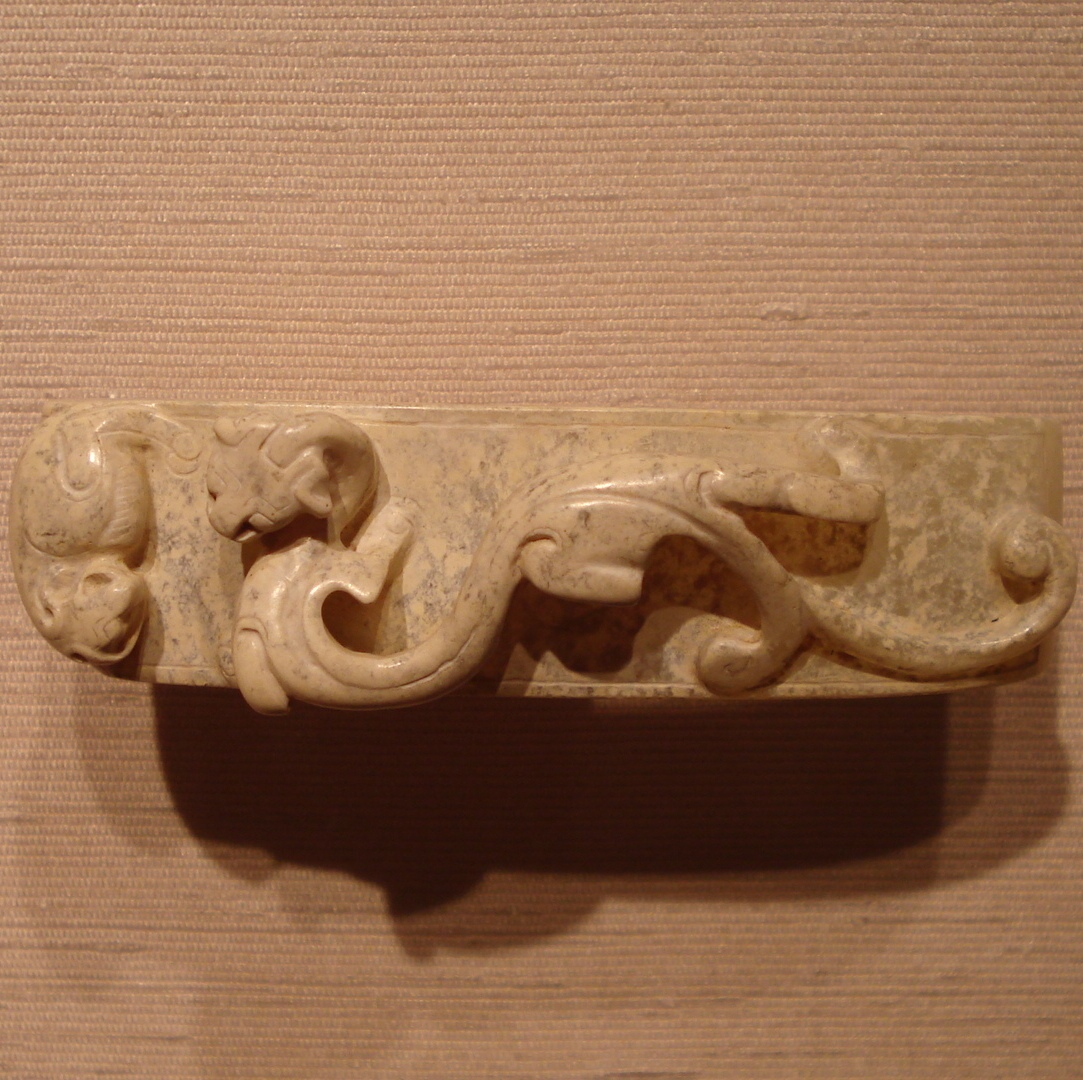
Un fourreau d’épée en jade sculpté en forme de dragon, datant des Han orientaux.

Yituzhiyashi (伊屠智牙師), un noble à moitié chinois et à moitié Xiongnu, fils du Chanyu Huhanye Chanyu et de Wang Zhaojun, joue un rôle très important durant cette période. Avant la prise du pouvoir par Wang Mang, il est un expert auprès des Han pour tout ce qui touche au domaine des Xiongnu. Selon Bielenstein, ce noble conservateur Xiongnu prépare une "pause" dans l’alliance avec Han et un retour à une politique plus agressive avant même la fin des Han occidentaux. Cette "pause" a lieu lorsque Wang Mang monte sur le trône et rétrograde le Chanyu à un grade moins élevé, ce qui devient le prétexte au déclenchement d'une guerre. Pendant l'hiver 10-11, Wang amasse 300 000 soldats le long de la frontière nord entre la Chine des Han et les Xiongnu, pour procéder à une démonstration de force qui amène ces derniers à reculer. Comme les raids continuent après cette date, Wang Mang fait exécuter le précieux otage Xiongnu détenu par les autorités chinoises. Les relations diplomatiques s'améliorent quand Xian (咸) (r. 13-18) devient le nouveau Chanyu, pour se dégrader à nouveau quand le Chanyu Huduershi (呼都而尸) (r. 18 – 46 CE) monte sur le trône et attaque la frontière avec les Han en l'an 19.
En l'an 13, le Royaume de Yanqi (aussi connu sous le nom de Karachahr) qui est situé dans le bassin du Tarim, à l’est de Kucha et à l’ouest de Tourfan, se rebelle contre l’autorité de Xin. La révolte commence par le meurtre du Général Protecteur Dan Qin (但欽), en poste dans la région depuis la période des Han. Wang Mang envoie en l'an 16 des troupes pour exercer des représailles contre Yanqi/Karachahr, écraser leur révolte et veiller à ce que la région reste sous contrôle chinois. Cette mission dure jusqu'à ce qu'une rébellion généralisée renverse Wang Mang en l'an 23. Wang étend également l’influence chinoise sur les tribus tibétaines de la région du Kokonor et repousse une attaque lancée en l'an 12 par le royaume coréen du Koguryo. Cependant, lorsque la rébellion contre Wang éclate en 20 - 23, les Coréens attaquent la commanderie de Lelang et les Han ne reprennent pas pied dans la région avant l'an 30.

## Restauration de la dynastie Han

### Catastrophes naturelles et Guerre civile

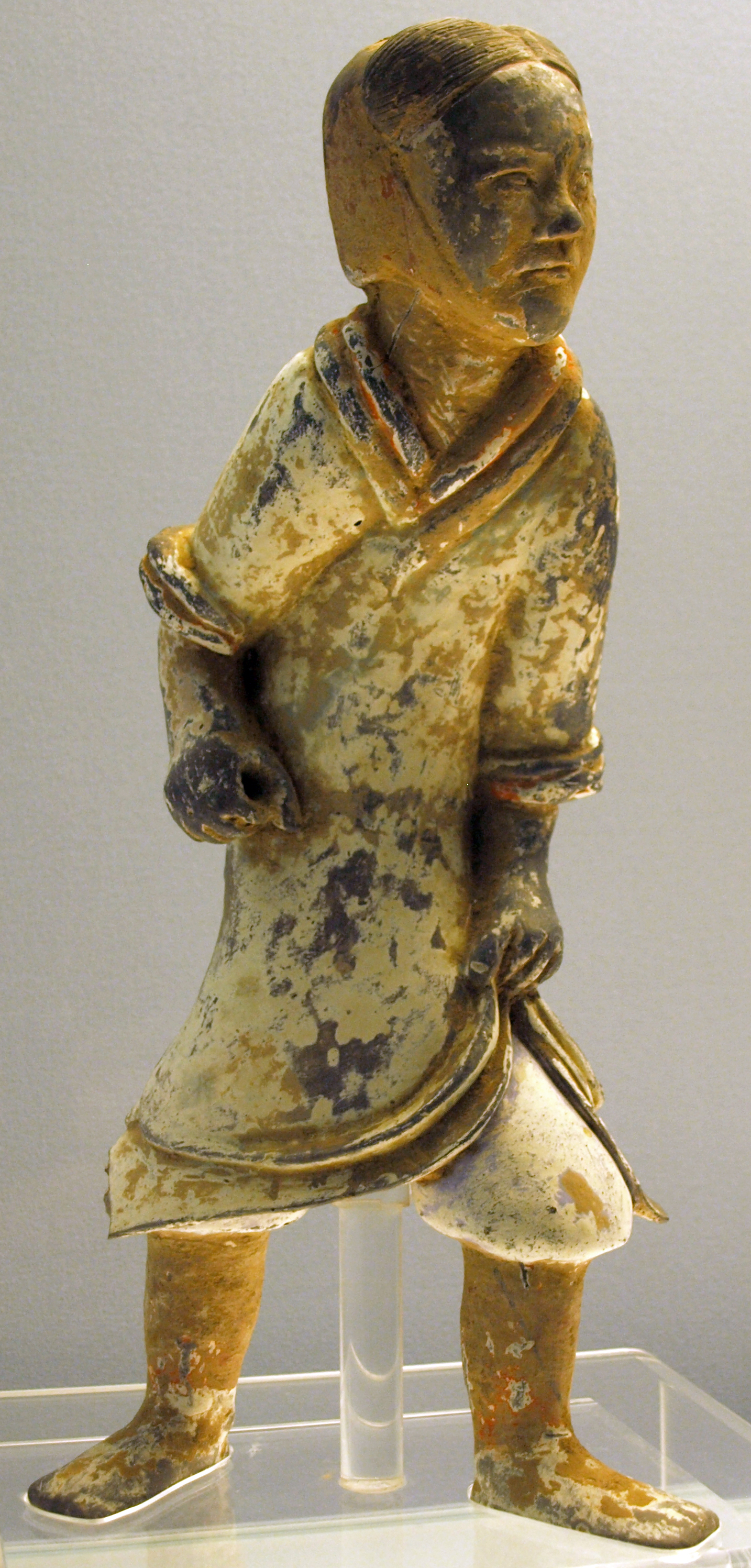
Statuette en céramique peinte, datant des Han Orientaux. Elle représente un soldat auquel il manque l'arme qu'il tenait dans sa main droite.

Avant l'an 3, le fleuve Jaune se jette dans le golfe de Bohai à Tianjin. Année après année, l’accumulation progressive de limon dans son lit élève le niveau de l’eau, jusqu'au moment où le fleuve déborde des digues construites pour éviter les inondations pour former un deuxième bras, qui coule au sud de la péninsule du Shandong et finit par se jeter dans la mer de Chine orientale. En l'an 11 une deuxième inondation de grande ampleur change le cours de la branche nord de la rivière, qui finit par se jeter dans la mer un peu au nord de la péninsule de Shandong, à un endroit situé très au sud de Tianjin. La création de la branche sud du fleuve Jaune a pour conséquence l'inondation de la partie sud de la grande plaine de Chine du Nord, ce qui provoque le déplacement de milliers de paysans affamés. Ces paysans finissent par former des groupes de bandits et de rebelles, dont le plus connu est celui des sourcils rouges. Les armées de Wang Mang essayent d’étouffer ces rébellions en 18 et en 22, mais échouent.
Parmi les révoltés, on trouve Liu Yan (??? - 23), un descendant de l’empereur Jingdi, qui dirige un groupe de petits nobles révoltés originaires de Nanyang. Ce groupe de révoltés donne à Liu Xuan (劉玄), un cousin au troisième degré de Liu Yan, le titre d'empereur. Liu Xuan accepte et prend le 11 mars 23 le titre d'empereur Han Geng Shidi (r. 23-25)[1]. Liu Xiu, un frère de Liu Yan et futur empereur Han Guang Wudi (r. 25-57), se distingue à la bataille de Kunyang le 7 juillet 23, lorsqu'il libère une ville assiégée par les forces de Wang Mang. Cette victoire marque le tournant de la guerre civile. Peu de temps après, l'empereur Geng Shidi fait exécuter Liu Yan pour trahison. Liu Xiu, craignant pour sa vie, démissionne de ses fonctions de Ministre des cérémonies et évite de porter le deuil de son frère en public. Pour le récompenser de son attitude qui prouve sa fidélité au trône, l’Empereur donne à Liu Xiu un marquisat et le promeut au rang de général.
Les forces de Shidi commencent alors à marcher sur Chang'an, mais une insurrection locale éclate dans la capitale. Le pillage de la ville commence le 4 octobre et du 4 au 6 Wang Mang se livre à un baroud d'honneur au palais Weiyang, avant d'être tué et décapité. La tête de Wang est envoyée au quartier général des armées de Shidi, à Wan, avant même que les troupes du nouvel empereur n'arrivent à Chang'an le 9 octobre,. L'empereur Han Geng Shidi s’installe à Luoyang, dont il fait sa nouvelle capitale et invite Fan Chong (樊崇), le chef des sourcils rouges, à rester auprès de lui. Mais comme l'empereur ne lui accorde que des titres honorifiques, Fan décide de fuir lorsqu'il voit que ses hommes commencent à déserter. En 24, Shidi déplace à nouveau la capitale pour retourner à Chang'an, mais en 25, les sourcils rouges infligent une cuisante défaite à ses troupes. Après cette victoire, ils font de Liu Penzi leur propre souverain fantoche, entrent dans Chang'an et capturent Shidi avant qu'il réussisse à s'enfuir. L'empereur déchu est rétrogradé au rang de roi de Changsha avant d'être tué par strangulation.

### Restauration des Han par Han Guang Wudi

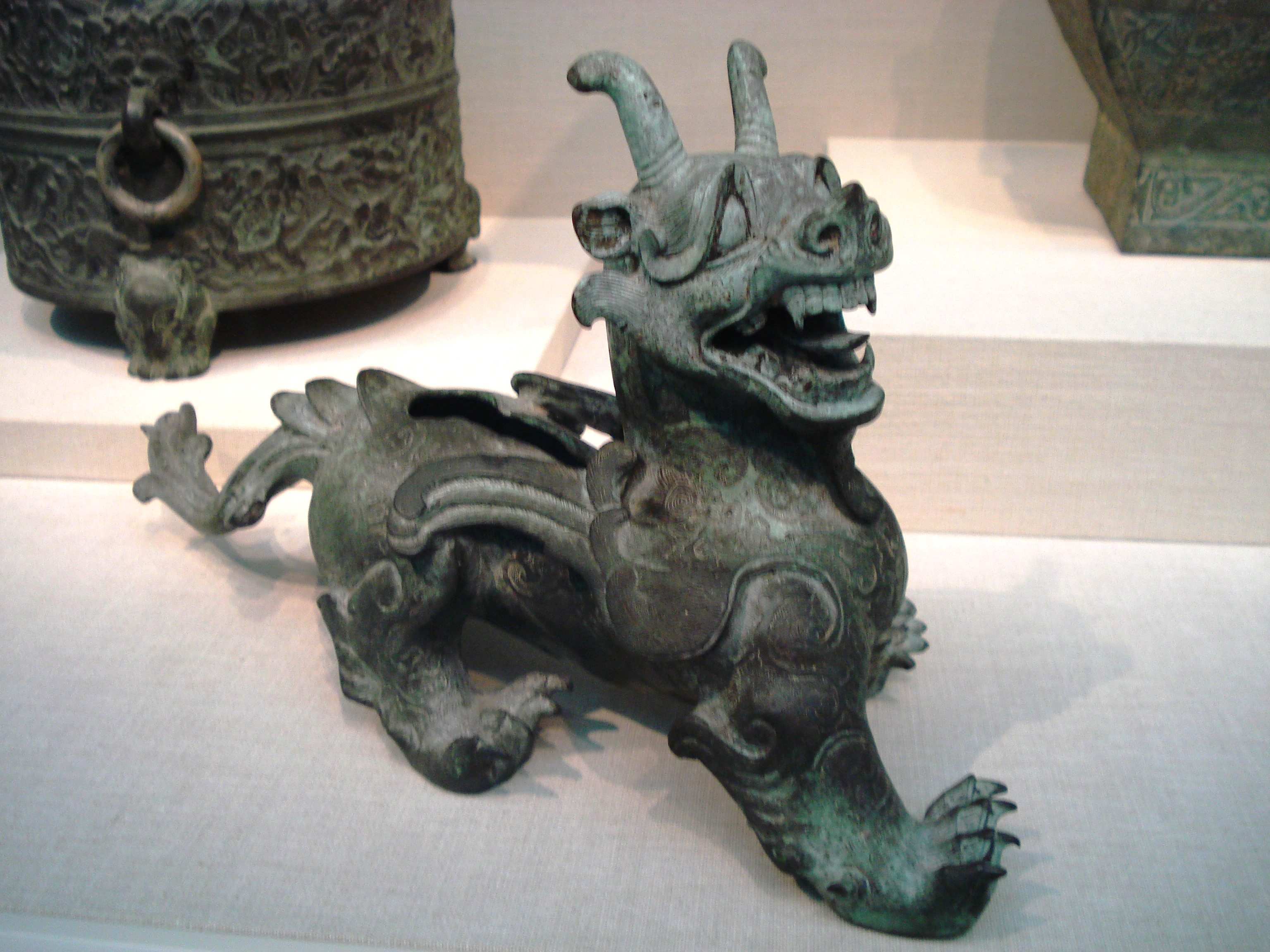
Statuette en bronze datant de la période des Han orientaux, représentant un Qilin (麒麟), IIe siècle

Tout en agissant en tant que commissaire pour l'empereur Geng Shidi, Liu Xiu rassemble une force armée conséquente après avoir mis fin à une rébellion locale, dans la région qui correspond maintenant à la province de Hebei. Le 5 août 25, il revendique le trône des Han et occupe Luoyang, dont il fait sa capitale, en novembre 27. Avant de réussir à unifier l'empire, il doit éliminer 11 autres prétendants au trône. Avec l'aide de ses officiers Deng Yu et Feng Yi, Guang Wudi force les Sourcils Rouges à se rendre le 15 mars 27 et les force à s'installer à Luoyang, où leur chef Fan Chong est exécuté après la découverte d'un complot.
Entre 26 et 30, le nouveau maitre de Luoyang défait divers seigneurs de guerre, ce qui lui permet de conquérir les Plaines centrales et la péninsule du Shandong, située plus à l'est. Grâce à l'alliance qu'il scelle en 29 avec le seigneur de guerre Dou Rong (竇融), qui contrôle le lointain corridor du Hexi, Wudi réussit presque à vaincre en 32 le seigneur de guerre Wei Xiao (隗 囂 / 隗 嚣) qui contrôle le Gansu. Finalement, il s'empare du domaine de Wei en 33. À cette date, le dernier adversaire qui se dresse encore en face de l'empereur est Gongsun Shu (公孫述), dont le camp de base est à Chengdu dans l'actuel Sichuan. Même si les armées de Guang Wudi réussissent à incendier le pont fortifié que Gongsun a fait construire sur le fleuve Yangzi Jiang, Wudi perd le commandant en chef de son armée, le général Cen Peng (岑彭), qui est tué en 35 par un assassin envoyé par Gongsun Shu. Malgré cette perte les combats continuent, car le général Wu Han (??? - 44) reprend la campagne que Cen menait le long des rivières Yangzi et Min et détruit les forces de Gongsun en décembre 36.

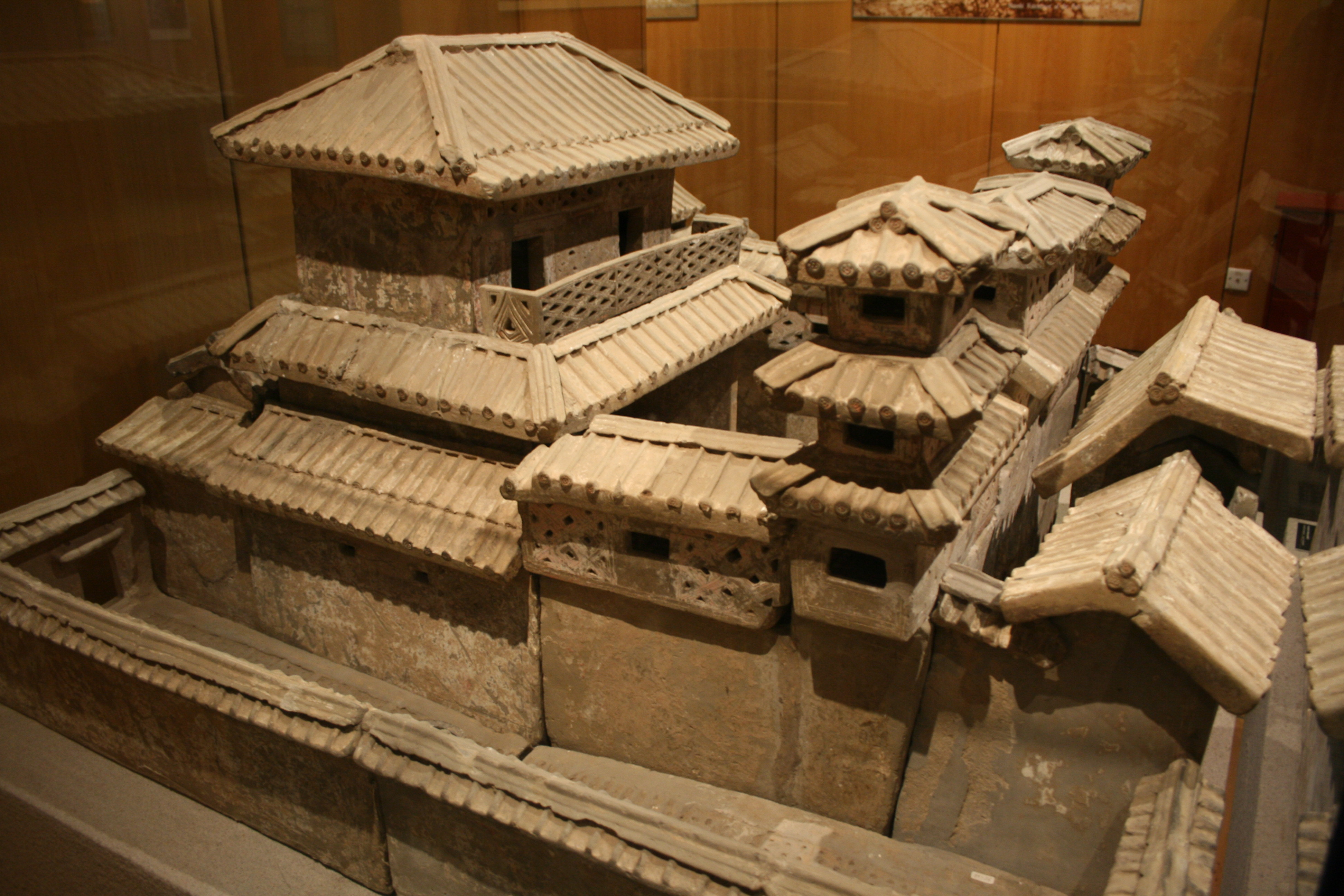
Une figurine en poterie provenant d'une tombe de la dynastie Han. Cette figurine représente une somptueuse résidence avec tours de guet, grand porte d'entrée, halls, murs extérieurs, patios, vérandas, toits carrelés et fenêtres.

Comme Chang'an est situé à l'ouest de Luoyang, les historiens utilisent les noms de Han occidentaux (202 av. J.-C. - 9) et Han orientaux (25-220) pour désigner les deux branches successives de la dynastie Han. Sous les Han, Luoyang était entourée de tous les côtés par des murs hauts de 10 mètres. À l'heure actuelle les murs est, ouest et nord existent toujours, mais le mur sud a été détruit lorsque la rivière Luo a changé son cours. À l'intérieur de ces murs, il y avait deux grands palais datant des Han occidentaux et agrandis par Guangwu et ses successeurs. Sous les Han orientaux, la population de Luoyang est estimée à environ 500 000 habitants. Selon les données du premier recensement connu pour l'ensemble de la Chine, qui a lieu en l'an 2, la population de l'empire est d'à peu près 58 millions d'habitants, alors que les chiffres du recensement de l'an 140 donnent une population totale estimée à environ 48 millions de personnes . Ce changement est dû principalement à d'importants mouvements migratoires qui ont lieu sous les Han orientaux, qui impliquent jusqu'à 10 millions de personnes partant de la Chine du nord pour celle du sud, à cause des catastrophes naturelles et des guerres avec les groupes nomades situés dans le nord. Selon les chiffres que fournissent les recensements des Han orientaux la population fluctue pendant toute la période, mais, d'après l'historien Sadao Nishijima, cela ne reflète pas une augmentation dramatique des décès, mais plutôt l'incapacité du gouvernement à recenser l'ensemble de la population à certains moments.

### Politique sous les règnes de Guang Wudi, Mingdi, Zhangdi et Hedi

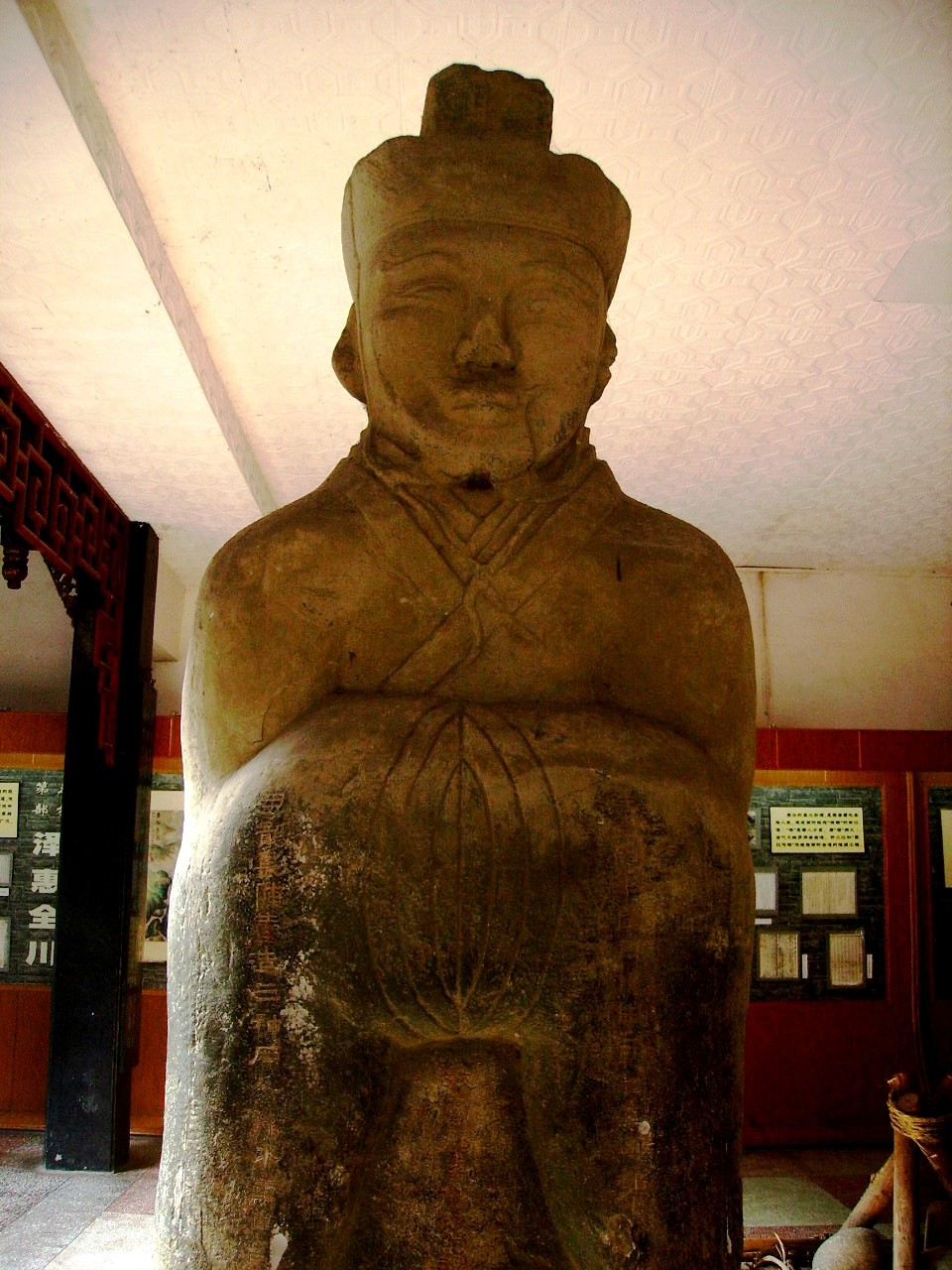
Une statue de pierre datant de la période des Han orientaux représentant Li Bing (fin du) portant le chapeau et la robe des fonctionnaires. Li Bing est celui qui conçut le système d'irrigation de Dujiangyan. Cette statue avait été placée au milieu de l’eau, pour servir de repère pour mesurer le niveau d’eau.

Après avoir aboli toutes les pièces de monnaie créées par Wang Mang, l'empereur Han Guang Wudi réintroduit en l'an 40 les wushu en bronze des Han occidentaux. Pour compenser les pertes de recettes liées à la fin du monopole sur le sel et la métallurgie, il taxe lourdement les entreprises privées de ces deux secteurs économiques, tout en leur achetant les épées et boucliers nécessaires pour équiper ses armées. En l'an 31, il permet aux paysans d'échapper à la conscription en payant un impôt de substitution ; impôt dont les revenus permettent de payer une armée d'engagés volontaires. Cette armée existe jusqu'à la fin de la période des Han orientaux. Les paysans peuvent également échapper à la corvée en payant un autre impôt, dont les revenus servent à payer les travailleurs rémunérés qui accomplissent les travaux autrefois assurés grâce à la corvée. Cette substitution est possible grâce au développement du travail rémunéré, bien plus important sous les Han orientaux que sous les occidentaux. Wang Mang avait ramené tous les marquis de l'empire des Han au statut de non-noble, mais là aussi Guang Wudi cherche à effacer l'œuvre de son prédécesseur et en l'an 27, il fait rechercher les anciens marquis et leurs proches pour restaurer les anciens marquisats.

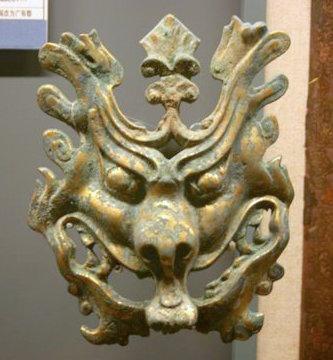
Heurtoir de porte en bronze datant de la période des Han orientaux

Au début de son règne, l'empereur Han Mingdi (r. 57-75 CE, Liu Yang) rétablit le Bureau pour l’Ajustement et la Stabilisation des Prix et le système de régulation du marché, où le gouvernement stocke des grains quand ils sont bon marché et les vend au public à bas prix lorsque les marchands privés augmentent leurs prix. Cependant, il annule définitivement le régime de régulation des prix en 68, quand il comprend que le stockage de céréales par l'État provoque une hausse des prix et n'enrichit que les grands propriétaires terriens et les riches marchands. Avec les revenus générés grâce à la nouvelle prospérité économique qui a commencé sous le règne de son père, l'empereur Mingdi prend à bras le corps le problème des inondations du fleuve Jaune. Il lance une politique de réparation et de création de barrages et de canaux. Le résultat de cette politique volontariste est que le 8 avril 70, parait un édit se vantant du fait que, grâce aux efforts des ingénieurs des Han, le bras sud du fleuve Jaune qui passait dans le sud de la péninsule du Shandong a été finalement asséché. Mécène de l’éducation, l'empereur Ming crée une école pour les jeunes nobles, qui n'est pas liée à l’Université impériale.
Dès la première année de son règne, l'empereur Han Zhangdi (r. 75 – 88, Liu Da) doit faire face à une crise agraire, lorsqu’une épidémie décimant les troupeaux de bovins éclate en l'an 76. En plus de fournir des secours aux sinistrés, Zhangdi réforme les procédures juridiques et allège les peines existantes en privilégiant la bastonnade. En agissant ainsi, l'empereur cherche à rétablir l’équilibre saisonnier du yin et du yang, grâce à de bonnes actions qui peuvent compenser les mauvaises actions passées du gouvernement, et ainsi mettre fin à l’épidémie. Pour afficher davantage sa bienveillance, il donne l'ordre en l'an 78 d’arrêter d'utiliser les travailleurs soumis à la corvée sur le chantier du canal de la rivière Hutuo, qui traverse les monts Taihang. Selon Zhangdi, ce chantier est trop difficile pour l'imposer à des travailleurs non volontaires. Dans la même optique, en l'an 85 il accorde trois ans d'exemption de l’impôt par tête à toute femme qui a eu un enfant et un an aux maris de ces femmes.
Sous les Han, il existe deux grandes écoles au sein du Confucianisme qui s'affrontent dans des débats sans fin : l'« École du nouveau texte » et l'« École du texte ancien ». Les nouveaux textes sont les œuvres transmises oralement après le grand autodafé des classiques de la dynastie Qin en 213 av. J.-C. et les anciens sont ceux découverts par Kong Anguo, Liu Xin, et d’autres, dans les murs de la maison de Kongzi. Comme ils sont écrits avec des caractères archaïques, ils sont présentés comme des versions plus authentiques. Si la plupart des autres dirigeants des Han orientaux sont des tenants de l'« École du nouveau texte », Zhangdi est un partisan de l'« École du texte ancien » et fait régulièrement tenir des débats savants sur la validité des deux écoles. Selon Rafe de Crespigny, la réforme majeure de la période des Han orientaux est la réintroduction en 85 par Zhangdi d'une version modifiée du calendrier Sifen, qui remplace le calendrier Taichu établi par l’empereur Han Wudi en 104 av. J.-C. Ce calendrier était devenu inexact après plus de deux siècles d'usage, car là où le calendrier Sifen mesure l'année tropique à 365,25 jours comme le calendrier julien, le calendrier Taichu la mesure à 365385⁄1539 jours et le mois lunaire en 2943⁄81 jours.

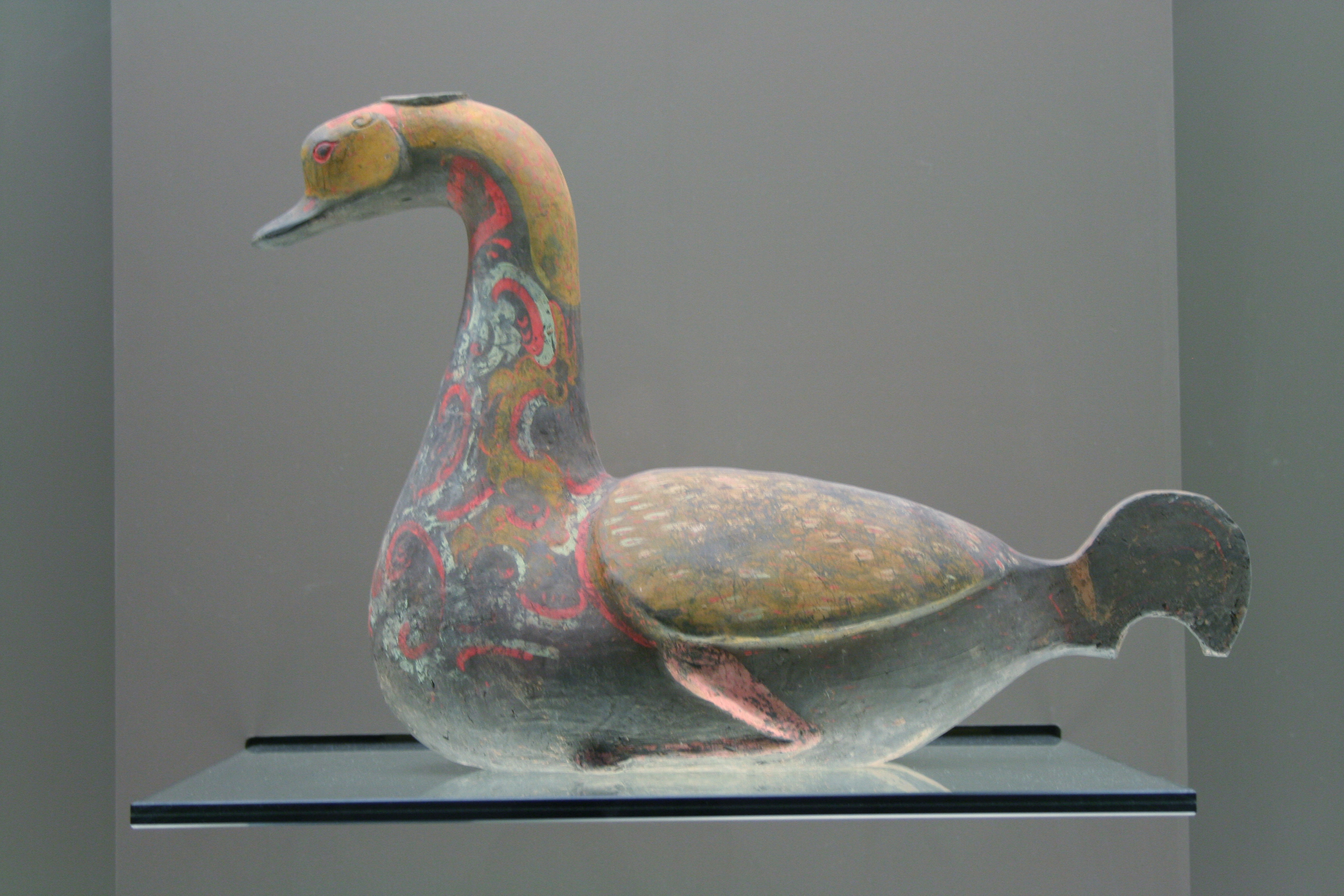
Vase en faïence peinte, ayant la forme d’une oie, datant de la période des Han occidentaux.

Contrairement à son prédécesseur, l'empereur Han Hedi (r. 88-105, Liu Zhao) ne prend pas parti dans la querelle entre l'« École du nouveau texte » et l'« École du texte ancien » et tolère l'usage des deux versions des classiques confucéens. Malgré cette largesse d'esprit, l'étude des textes suivant les anciennes méthodes sont en déclin. En effet, la parution du Lunheng, un essai de Wang Chong (27-v. 100) où l'auteur étudie les «nouveaux textes» sous l'angle du scepticisme, désabuse tellement la communauté savante qu'elle se détourne des méthodes traditionnelles d'étude des classiques. Hedi montre également un intérêt pour l’Histoire, lorsqu'il ordonne à Dame Ban Zhao (45 – 116 CE) d’utiliser les archives impériales afin de compléter le Hanshu, dont la rédaction avait été commencée par son défunt père et son frère. Cette commande crée un précédent important et entérine le contrôle impérial sur la manière dont l’histoire est mise par écrit, ce qui est à l'opposé du travail beaucoup plus indépendant fourni par Sima Qian, lorsqu'il a rédigé ses Mémoires historiques (109-91 av. J.-C.). Lorsque des fléaux s'abattent sur la Chine, comme une invasion de criquets, des inondations et des tremblements de terre, l’empereur Hedi réagit systématiquement en mettant en place une politique d'aide aux victimes basée sur des baisses d'impôts, des distributions de céréales, des prêts gouvernementaux, l'abolition des dettes privées et la réinstallation des personnes touchées en dehors des zones sinistrées. Lorsqu'une grave sécheresse survient en 94, l'empereur en déduit que c'est la conséquence cosmologique d’injustices existant dans le système juridique et il décide d'inspecter personnellement les prisons. Quand il constate que certaines personnes sont emprisonnées à la suite de fausses accusations portées contre elles, il ordonne leur libération et fait emprisonner à leur place le préfet de Luoyang. La pluie se serait remise à tomber peu de temps après.

### Relations diplomatiques et division de l'empire Xiongnu

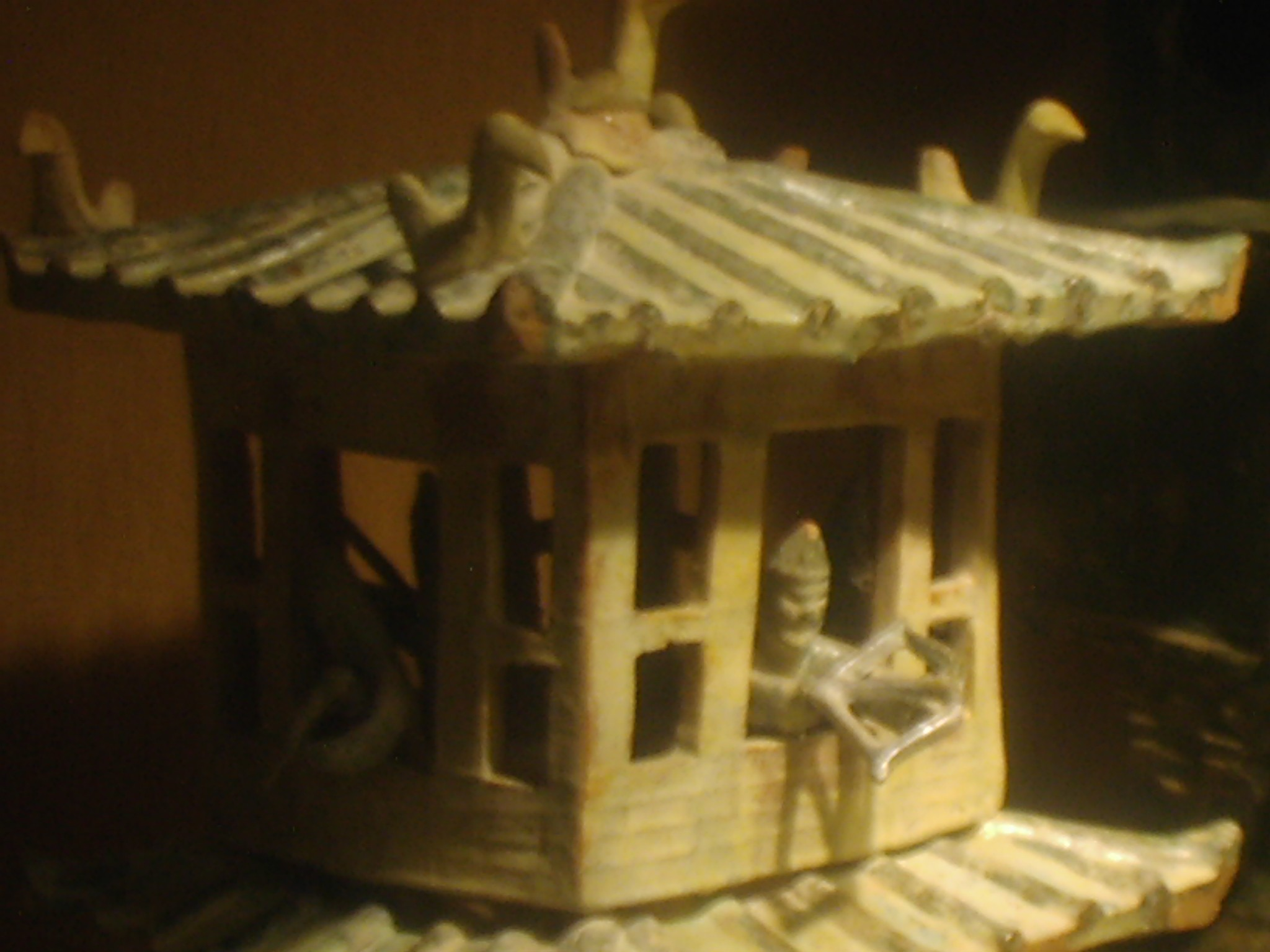
Figurine en faïence représentant un garde brandissant une petite arbalète, depuis une tour de guet et datant de l'époque des Han orientaux.

En l'an 40, dans la région du delta de la rivière Rouge, les sœurs Trưng prennent la tête d'un soulèvement anti-Han dans la Commanderie de Jiaozhi. Pour les mater Guang Wudi envoie le général Ma Yuan (14 av. J.-C. - 49), un vieux soldat expérimenté qui vainc les deux sœurs en 42 – 43. Les tambours de Dong Son (en) des sœurs sont fondues et le métal est utilisé pour créer une grande statue équestre en bronze représentant Guang Wudi, qui est érigée à Luoyang.
Pendant ce temps, le Chanyu Huduershi est remplacé par son fils Punu (蒲奴) en l'an 46, brisant ainsi la tradition qui veut que seuls les frères du défunt sont des successeurs valables. Bi (比), le neveu de Huduershi est outragé par ce choix et en 48 il se proclame Chanyu et se pose en rival de Punu. Ce conflit sépare les Xiongnu en deux entités : les Xiongnu du Nord de Punu et les Xiongnu du Sud de Bi. Comme Huhanye avant lui, Bi se tourne vers les Han en l'an 50 pour leur demander de l’aide. Quand Bi vient rendre hommage à la Cour des Han, il reçoit 10 000 balles de tissus de soie, 2 500 kg de soie brute, 500 000 litres de riz et 36 000 têtes de bétail. À la différence de ce qui c'était passé à l'époque de Huhanye, les Xiongnu du Sud sont supervisés par un préfet envoyé par les Han. Non seulement ce préfet agit comme un arbitre dans des affaires juridiques de Xiongnu, mais il surveille également les mouvements du Chanyu et de ses partisans, qui ont été installés dans les commanderies Han du Nord situées au Shanxi, au Gansu et en Mongolie intérieure. Par la suite, les Xiongnu du Nord tentent à leur tour de se soumettre aux Han et de leur verser un tribut, mais leur soumission est refusée.

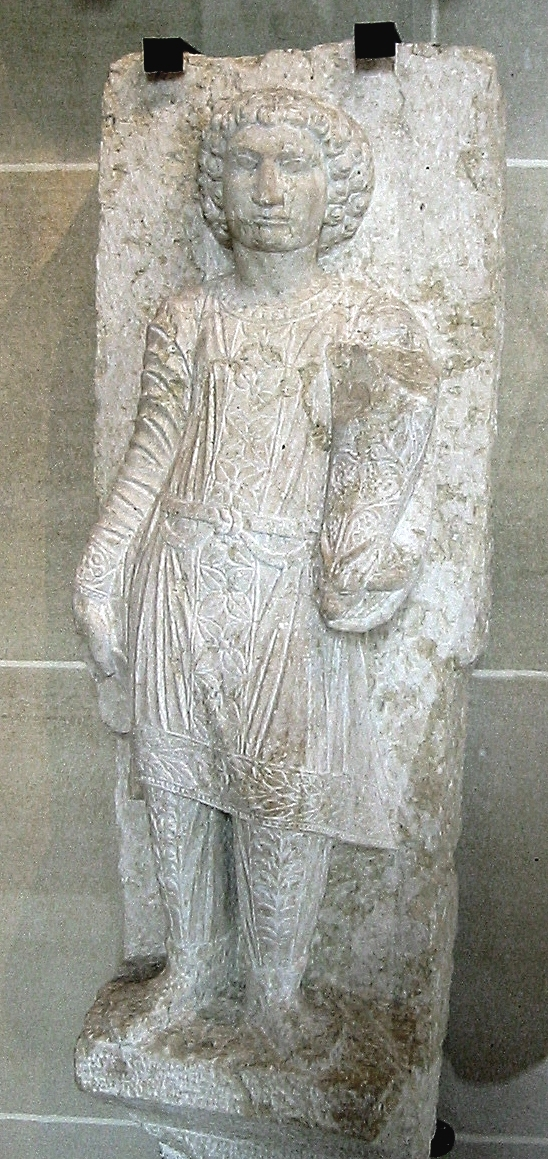
Sculpture représentant un jeune homme en vêtements parthes, Palmyre (Syrie), début IIIe siècle.

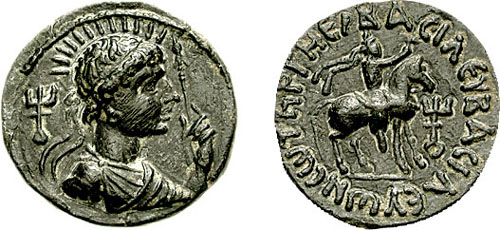
Vima Takto (r. c. 80–90), empereur de l'empire kouchan. Les empereurs Kouchan font frapper des pièces imitant les deniers d'argent d'Auguste (r. 27 BCE – 14 CE), le premier empereur de l'Empire romain

Après la perte des territoires de l’Ouest sous la dynastie Xin, le royaume de Yarkand s’occupe des officiels chinois et de leurs familles perdues dans le bassin du Tarim et combat les Xiongnu pour en prendre le contrôle. Trop occupé à gérer la guerre civile qui suit la chute de Wang Mang, l'empereur Guang Wudi se contente de donner au roi Kang de Yarkand un titre officiel en l'an 29 et en 41, il donne au roi Xian, son successeur, celui de "Général Protecteur"; un titre qui est plus tard réduit à la distinction honorifique de "Grand Général des Han". Profitant de la situation, Yarkand surtaxe ses sujets de Khotan, Tourfan, Kucha et Karachahr, qui décident de s’allier avec les Xiongnu du Nord. En l'an 61, Khotan conquiert Yarkand, ce qui n’empêche pas le déclenchement d'une guerre entre les royaumes pour déterminer qui sera le prochain hégémon. Les Xiongnu du Nord profitent de ces luttes intestines pour conquérir le bassin du Tarim et l’utilisent comme base arrière pour lancer des raids contre les Han dans le corridor du Hexi en l'an 63 . Cette année-là, la Cour des Han crée des marchés frontaliers ouverts aux échanges avec les Xiongnu du Nord dans l’espoir de les apaiser.
Cette politique ne dure pas et très vite les Han cherchent à reconquérir le bassin du Tarim. À la bataille de Yiwulu en l'an 73, Dou Gu (??? - 88) atteint le lac Barkol où il défait le Chanyu des Xiongnu du Nord et établit une garnison agricole à Hami. Même si Dou Gu a été en mesure d’expulser les Xiongnu de Tourfan en 74, quand les Han nomment Chen Mu (??? - 75) Général Protecteur des Régions Ouest, les Xiongnu du Nord envahissent les monts Bogda tandis que leurs alliés des peuples Karasarh et Kucha tuent Chen Mu et ses troupes. La garnison de Hami est contrainte de se replier en 77 et n'est pas rétablie avant l'an 91. Il n'y a pas d'autre expédition des Han contre les Xiongnu du Nord avant 89, date à laquelle le général Dou Xian (??? - 92) inflige une cuisante défaite au Chanyu du nord à la bataille des Monts Altai et repousse ses ennemis vers l'ouest. D'après les archives des Han, les Xiongnu ont perdu ce jour-là 13 000 morts et 200 000 membres des 81 tribus de leur empire ont été faits prisonniers après s'être rendus.
Peu après l’envoi de 2 000 cavaliers par Dou pour attaquer la base des Xiongnu du Nord à Hami, le général Ban Chao (??? - 102) prend une initiative pour régler un problème qui se présente à lui. Quelque temps auparavant, ce général avait installé un nouveau roi pro-Han à Kachgar. Quand ce roi se retourne contre lui et demande l’aide de la Sogdiane en 84, Ban Chao arrange une alliance avec l’empire Koushan, qui fait pression sur les Sogdiens pour les obliger à revenir sur leurs engagements. Peu après, Ban fait assassiner le roi Zhong de Kashgar. Comme les Koushan aident Ban Chao à mettre au pas le royaume de Tourfan et envoient un tribut et des otages aux Han, leur empereur Vima Kadphisès (r. c. 90 – vers 100) demande à être marié à une princesse chinoise. Quand sa demande est rejetée en 90, 70 000 soldats Koushan avancent vers le corridor du Wakhan pour attaquer Ban Chao. Face à cette menace, Ban utilise la tactique de la terre brûlée contre ses ennemis, qui se retrouvent obligés de demander des vivres à Kucha. Lorsque les messagers des troupes Koushanes sont interceptés par Ban ces dernières sont contraintes de se retirer, faute de ravitaillement. Pour récompense de ses victoires, Ban est nommé en 91 Général Protecteur des Régions Ouest, un poste qu'il occupe jusqu'en 101.
Des tributs et des émissaires de l’Empire arsacide arrivent à la cour des Han pendant le règne de Pacorus II de Parthie (??? - 105/110?), en 87, 89 et 101. Ils apportent des animaux exotiques tels que des autruches et des lions. Quand Ban Chao dépêche son émissaire Gan Ying vers l'ouest en 97 pour qu'il rejoigne Da Qin(l’Empire romain), ce dernier ne peut aller plus loin qu'une "grande mer", qui est peut-être le golfe Persique. Même s'il n'arrive pas à Rome, Gan recueille assez de témoignages oraux pour décrire l'Empire romain comme ayant des centaines de villes fortifiées, un réseau de distribution postale, des États dépendants qui lui sont soumis et un système de gouvernement où le "roi romain", c'est-à-dire le consul, "n'est pas un dirigeant à vie, mais est choisi comme étant l’homme le plus digne d'occuper ce poste". Des éléphants et des rhinocéros sont également amenés comme cadeaux à la Cour de Han en 94 et en 97 par un roi de l’actuelle Birmanie. La première mission diplomatique connue envoyée par un souverain du Japon arrive à la Cour en 57 et est suivie d’une autre en l'an 107. Un sceau d’or de l’empereur Guang Wudi a même été découvert en 1784, dans la Province de Chikuzen. La première mention du bouddhisme en Chine a lieu en 65, quand les Chinois l'associent clairement avec le taoïsme Huanglao. C'est l’empereur Han Mingdi qui fonde le premier temple bouddhiste chinois, le Temple du Cheval blanc, qui est construit à Luoyang en l’honneur de deux moines étrangers : Jiashemoteng (迦葉摩騰) (Kāśyapa Mātanga) et Zhu Falan (竺法蘭) (l’Indien Dharmaratna). La légende veut que ce soit ces moines qui ont traduit le Sūtra en quarante-deux articles du sanscrit en chinois, bien qu’il soit maintenant prouvé que ce texte pas été traduit en chinois avant le IIe siècle.

### La Cour, les parents de l'empereur et les clans des concubines

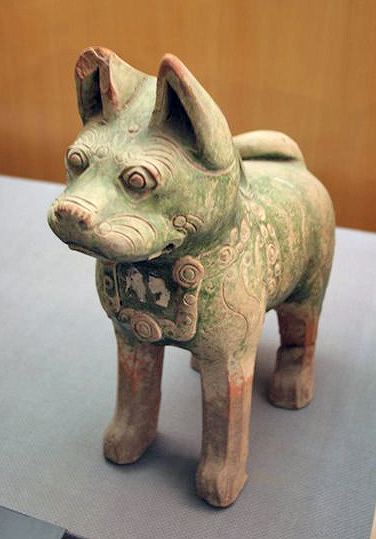
Statuette en poterie vernissée trouvée dans une tombe datant de la dynastie Han. Elle représente un chien avec un collier décoratif utilisé pour les animaux familiers

Lorsque l'empereur Han Guang Wudi divorce de Guo Shengtong en 41, pour faire de sa première femme l'impératrice Yin Lihua ; cela provoque un petit drame au sein de la famille impériale car l'ex-impératrice Guo devient une reine douairière et son fils, l’ancien prince héritier, est rétrogradé au rang de roi. Ces tensions naissantes au sein de la famille impériale dégénèrent pendant le règne de Han Mingdi. En effet, Liu Ying, le demi-frère de Mingdi, est accusé d'avoir pratiqué la sorcellerie pour essayer d'envouter l'empereur. Mingdi réagit en exilant Ying, qui se suicide en 71. L'empereur Mingdi ne s’arrête pas là et lance des accusations contre des centaines d'autres personnes pour usage d'occultisme et de sorcellerie, ce qui se traduit par des exils, l'usage de la torture pour obtenir des aveux et des exécutions. Ces persécutions ne s’arrêtent que lorsque l’empereur Han Zhangdi monte sur le trône, car ce dernier se révèle plus généreux envers ses frères et rappelle à la capitale beaucoup de ceux qui avaient été exilée par Mingdi.
Le coup d’état organisé en 92 par l'empereur Han Hedi est bien plus lourd de conséquence pour la dynastie que ces affaires de sorcellerie à grande échelle. En effet, c'est à cette occasion que les eunuques interviennent de manière significative dans la politique de la Cour des Han orientaux. Pendant son règne, l'empereur Han Zhangdi maintient de bonnes relations avec l'impératrice douairière Ma (??? - 79) qui est à la fois sa mère, d'un point de vue officiel et la veuve de Mingdi. Mais après la mort de Zhangdi, sa veuve, l’impératrice douairière Dou (??? - 97), a des relations exécrables avec l’empereur Han Hedi ; qui n'est pas son fils mais celui de Dame Liang, une des concubines de Zhangdi. Elle use et abuse des pouvoirs liés à son statut d'impératrice douairière pour mettre Hedi sous sa coupe durant les premières années de son règne. Pour ce faire, elle lui cache l’identité de sa mère naturelle et l’élève comme son propre fils, après avoir éloigné le clan Liang du pouvoir. Pour être sûre que Hedi monte sur le trône, Dou va jusqu'à rétrograder le prince héritier Liu Qing (78 – 106) au rang de roi et force sa mère, la concubine Song (??? - 82) à se suicider. De son côté, l'empereur Hedi refuse de céder le pouvoir au clan Dou et cherche des alliés. Il finit par demander leur aide aux eunuques du Palais, qui sont dirigées par Zheng Zhong (??? - 107 CE) et avec eux il réussit à renverser le clan Dou grâce à des accusations de trahison. Tous les membres du clan perdent leurs titres et ceux qui ne sont pas poussés au suicide s'exilent, pendant que l’impératrice douairière est placé en résidence surveillée.

## Seconde partie de la période des Han orientaux

### Conflits de clans à la cour et montée en puissance des eunuques

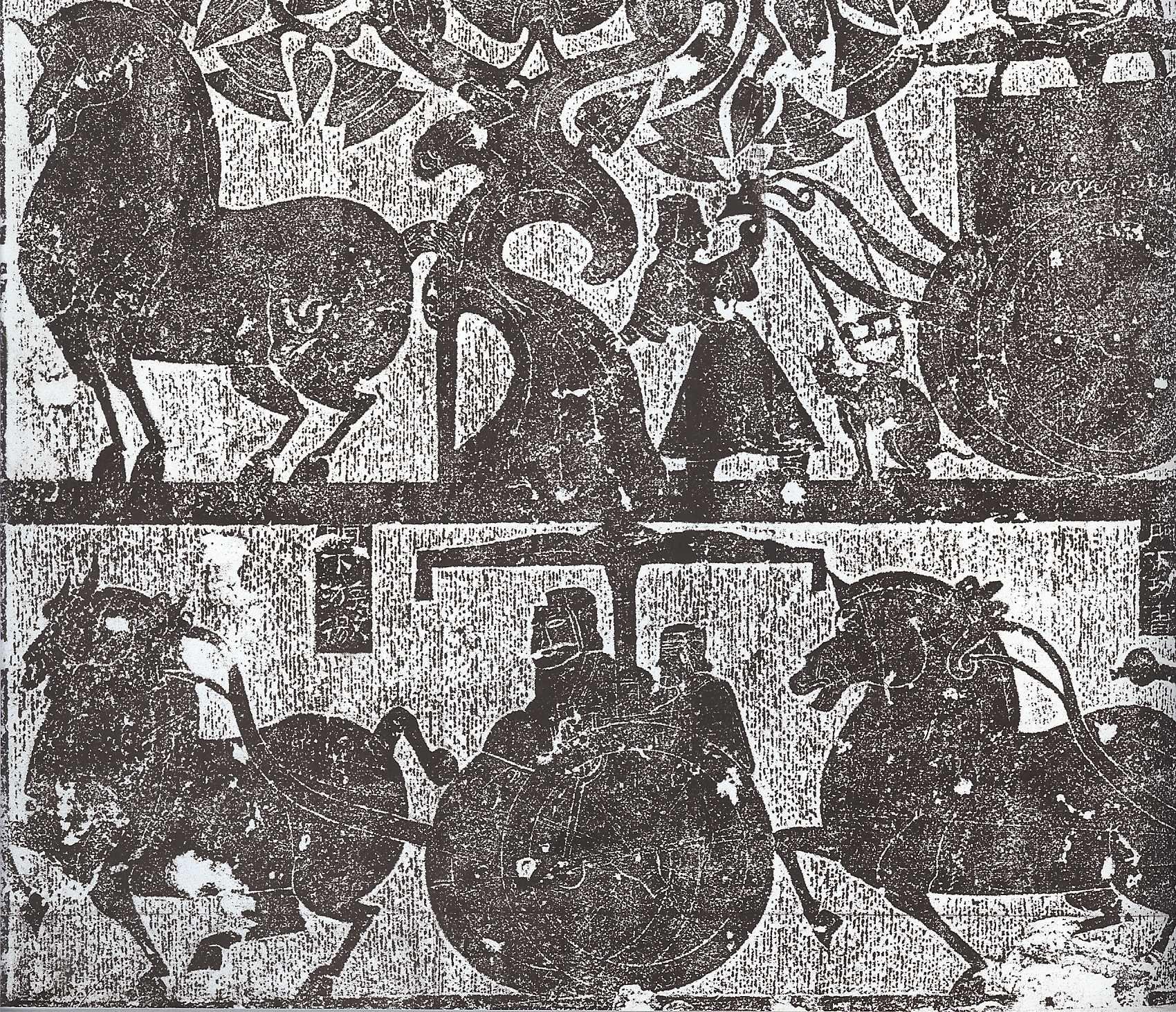
Détail d'une pierre taillée représentant des chars et des chevaux qui se trouve dans la Chambre de Pierre No 1 du "Caveau de la Famille Wu", Province du Shandong. Elle date du IIe siècle, période des Han orientaux

L'impératrice Deng Sui (??? - 121), la veuve de l’Empereur Hedi, devient impératrice douairière en l'an 105 et c'est donc à elle que revient la tâche de choisir le successeur de son époux, car ce dernier n'en avait désigné aucun. Elle fait monter sur le trône son jeune fils Liu Long, qui n'est alors âgé que de 100 jours et qui est passé à la postérité sous le nom d'empereur Han Shangdi (r. 105-106). Lorsque ce dernier décède à l’âge d'un an, elle fait monter sur le trône son jeune neveu Liu Hu, le fils de Liu Qing, qui est passé à la postérité sous le nom d'empereur Han Andi (r. 106 – 125). En agissant ainsi, elle laisse de côté Liu Sheng (劉勝), un autre fils de Hedi et comme le nouvel empereur est trop jeune pour s'opposer à elle, elle s'assure d’être la dirigeante de facto de la Chine jusqu'à sa mort. En effet, la seule personne qui aurait pu s'opposer à elle est son frère Deng Zhi (鄧騭), qui occupe brièvement le poste de Général en Chef (大將軍) en 109 – 110. Mais malgré cette promotion, il devient pas le régent de l'empire. Lorsque Deng Sui meurt le 17 avril 121, l'empereur reçoit les eunuques Li Run (李閏) et Jiang Jing (江京) qui accusent la défunte d'avoir comploté pour le renverser. Andi les croit et le 3 juin de la même année il inculpe de trahison tous les membres du clan Deng, les renvoie de leurs postes respectifs et les dépouille de leurs titres de noblesse. Réduits au statut d'hommes et de femmes du peuple, les Deng sont exilés dans des régions éloignées et nombre d'entre eux sont forcés de se suicider.
L'impératrice Yan Ji (??? - 126), l'épouse de l’empereur Andi, et les membres de son clan complotent de concert avec les eunuques Jiang Jing et Fan Feng (樊豐), afin que l'empereur rétrograde Liu Bao, son prince héritier de 9 ans, au rang de roi. Ils parviennent à leurs fins le 5 octobre 124, en accusant Bao de complot, malgré les protestations des hauts responsables du gouvernement. En agissant ainsi, lorsque l'empereur Andi meurt le 30 avril 125, l’impératrice douairière Yan est libre de choisir son successeur. Elle fait monter sur le trône Liu Yi, un petit-fils de l’empereur Zhangdi, qui est passé à la postérité sous le nom d'empereur Han Shaodi. Lorsque cet enfant décède subitement en 125, l’eunuque Sun Cheng (??? - 132 CE) déclenche un coup d’état au palais, abat ceux des eunuques qui lui font concurrence et fait monter Liu Bao sur le trône. Bao est passé à la postérité sous le nom d'empereur Han Shundi (r. 125-144 CE). L'une des premières décisions de Shundi est de mettre l'impératrice douairière Yan en résidence surveillée, de faire tuer ses frères et d'exiler le reste de sa famille au Vietnam.

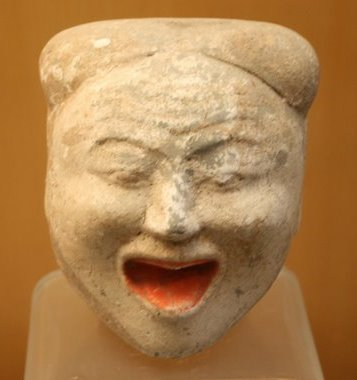
Tête en poterie peinte, séparée du reste du corps, datant de la dynastie Han

L'empereur Shundi n’a pas de fils avec l’impératrice Liang Na (??? - 150), mais il en a un, nommé Liu Bing, avec sa concubine Dame Yu. Lorsque l'empereur meurt en 145, c'est Bing qui monte sur le trône, mais son règne est bref et après sa mort, dame Yu n'a pas assez de soutien pour s'opposer à l’impératrice douairière Liang. Cette dernière fait monter sur le trône un enfant, qui meurt après à peine plus d'un an de règne. Après sa mort, l’impératrice douairière Liang et son frère Liang Ji (??? - 166) qui est devenu le Général en Chef/Régent, décident de faire monter Liu Zhi sur le trône, car il est fiancé à leur sœur Liang Nüying. Liu Zhi est passé à la postérité sous le nom d'empereur Han Huandi (146-168). Lorsque la jeune impératrice Liang meurt en 159, Liang Ji tente de contrôler la concubine dame Deng Mengnü (??? - 165), la nouvelle favorite de l’empereur Huandi, qui devient plus tard impératrice. Lorsqu’elle résiste, Liang Ji fait tuer son beau-frère, ce qui incite l’empereur Huandi à utiliser les eunuques pour évincer Liang Ji du pouvoir. Ce dernier se suicide lorsque sa résidence est encerclée par les gardes de l'empereur. L'’empereur Huandi meurt sans héritier officiel, c'est donc sa troisième femme, l'impératrice Dou Miao (??? - 172), devenue l’impératrice douairière Miao, qui fait monter sur le trône Liu Hong, qui est connu à titre posthume comme l'empereur Han Lingdi(r. 168-189).

### Politique et réformes

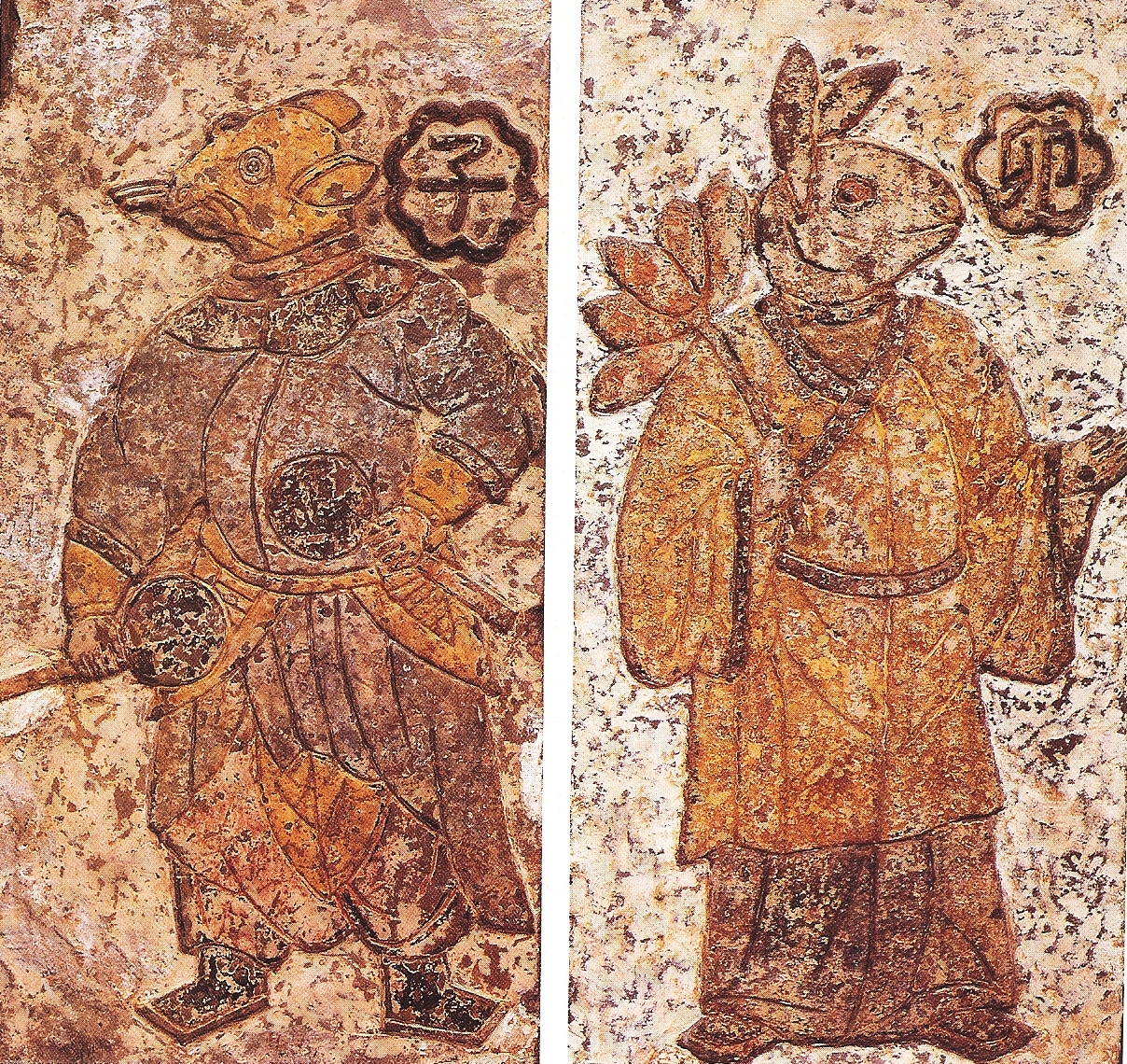
Les esprits gardiens animaux du jour et de la nuit, portant des habits chinois. Peintures sur carreaux de céramique, datant de la dynastie Han. Selon Michael Loewe la présence d’hybride d’homme et de bêtes dans l’art et les croyances religieuses est antérieure aux Han et reste populaire sous les Han.

Pour faire face aux dommages causés par une série de catastrophes naturelles, le gouvernement de l’impératrice douairière Deng met en place diverses mesures comprenant l’allègement des taxes et impôts payés par les sinistrés, des dons fait aux pauvres et l'envoi immédiat de céréales du gouvernement vers les zones plus durement touchées. Même si certains barrages, canaux et autres ouvrages hydrauliques sont réparés en 115 et 116, plusieurs projets gouvernementaux manquent de fonds pour être menés à terme. Ce manque d'argent est dû aux remises d'impôts, aux dons et aux dépenses supplémentaires engendrées par une longue campagne militaire menée de 107 à 118 pour écraser une révolte généralisée du peuple Qiang. Parfaitement consciente de la situation financière de l'État, l’impératrice douairière décide de faire face à ces difficultés financières en limitant les dépenses liées aux banquets, réduisant le fourrage pour les chevaux des écuries impériales qui ne tirent pas de chariots et en diminuant la quantité de produits de luxe fabriqués par les ateliers impériaux pour la Cour. Comme cela ne suffit pas, elle approuve la vente de certains postes officiels et même de marquisats d'importance secondaire. Ces ventes de postes officiels et de titres continuent pendant le règne de l’empereur Huandi et deviennent monnaie courante pendant le règne de l’empereur Lingdi.
Globalement, l'empereur Andi fait face aux catastrophes naturelles de la même manière que l’impératrice douairière Deng, mais il annule tout de même certaines de ses décisions. Ainsi, il annule un édit datant de 116 qui exigeait des fonctionnaires qu'ils quittent leurs fonctions pendant trois ans après le décès d’un parent, afin de porter le deuil. Cette notion de deuil étant très importante dans le confucianisme, en prenant cette décision Andi fait un choix très impopulaire au sein des élites de l'empire. Dans le même temps, l'empereur soutient financièrement et politiquement des lettrés de renom, dans le but de consolider sa popularité chez les confucianistes. Même s'il est un tenant de l'« École du texte ancien », alors qu'Andi est un partisan de l'« École du nouveau texte », Xu Shen (58-147) donne à l'empereur plus de pouvoirs sur les confucianistes en présentant à la Cour son dictionnaire d'un nouveau genre, le Shuowen Jiezi.
Les problèmes financiers de l'État ne font que s’aggraver sous le règne de l’empereur Shundi ; au point que de nombreux projets de travaux publics sont gérés au niveau local, sans l’aide du gouvernement central. La Cour réussit encore à superviser les efforts importants qui sont déployés pour porter secours aux sinistrés, en partie avec l'aide d'une nouvelle invention. En effet, en 132 l’astronome Zhang Heng (78-139) invente un sismographe qui permet de déterminer la direction de tremblements de terre qui ont lieu à des centaines de kilomètres de distance de la Cour ; grâce à un système complexe basé sur un pendule sensible aux vibrations, divers mécanismes et des boules de métal qui tombent dans la direction où la terre a tremblé. Le geste le plus important réalisé par Shundi en direction des lettrés, est la restauration du bâtiment délabré de l’Université impériale en 131. Depuis sa création, l'Université impériale constitue une voie d'accès à la fonction publique pour les fils de la petite noblesse. Si les fonctionnaires protestent lorsque l’eunuque Sun Cheng et ses associés sont élevés au rang de Marquis, ils sont encore plus outrés lorsque Shundi autorise en 135 les fils adoptifs des eunuques à hériter de leurs fiefs. Mais les protestations les plus importantes sont liées à la montée en puissance du clan Liang.

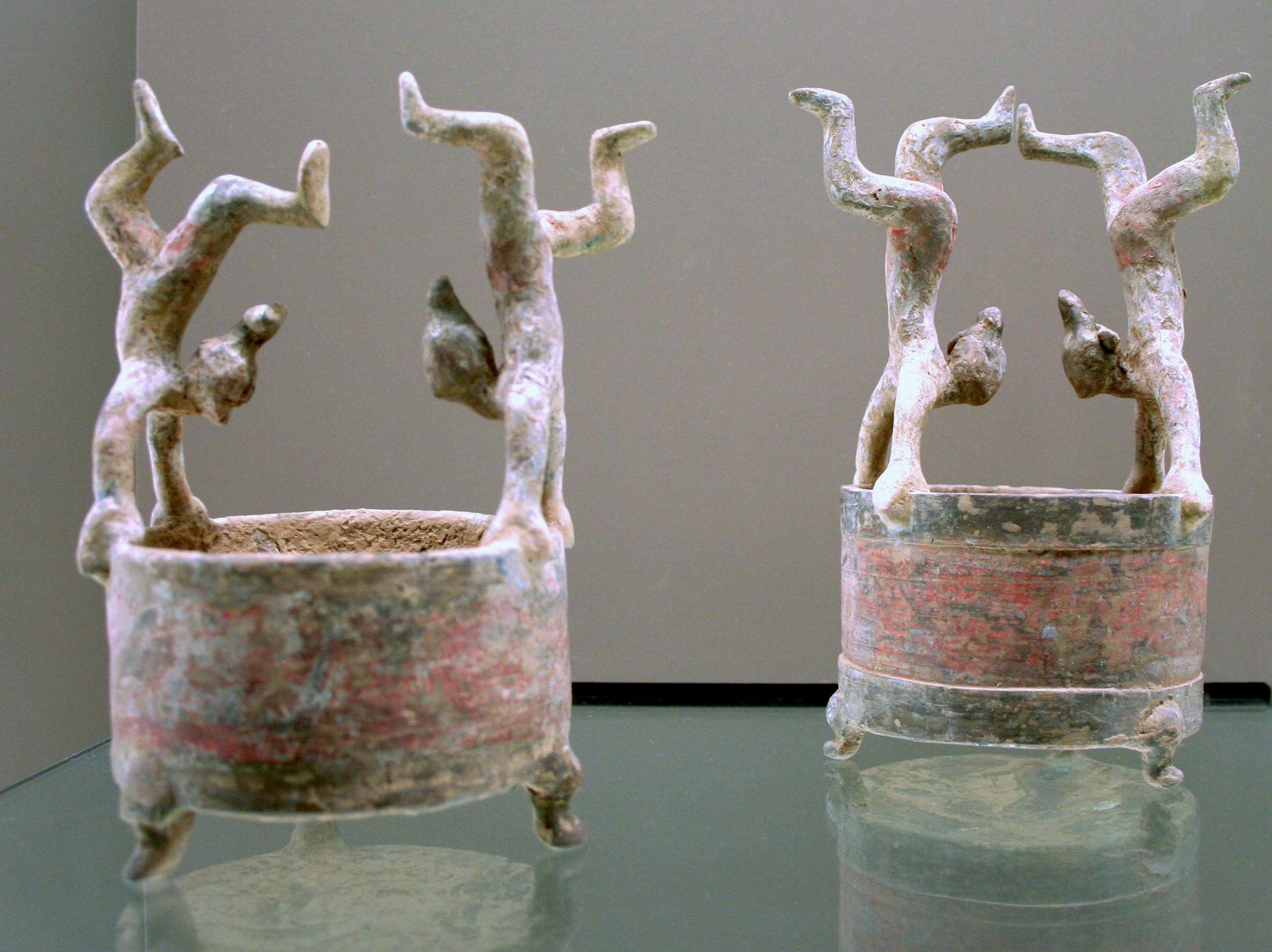
Récipients en céramique datant des Han occidentaux. Ils sont décorés de petites statuettes représentant des équilibristes exécutant leur numéro.

Pour atténuer l’image détestable qu'il renvoie en plaçant des enfants sur le trône impérial, Liang Ji essaye de se présenter comme un populiste. Pour parvenir à ses fins, il accorde des amnisties générales, récompense des gens en leur attribuant des titres de noblesse, réduit la sévérité des sanctions en supprimant la bastonnade, autorise les familles en exil à rentrer chez elles et permet aux condamnés de s’installer sur de nouvelles terres aux frontières. Sous sa direction, l’Université impériale met en place un système d’examens codifié et un cursus qui implique que les candidats doivent étudier les classiques et passer des examens pendant un certain nombre d’années, afin de pouvoir entrer dans la fonction publique. Malgré ces réformes positives, Liang Ji est accusé de corruption et de cupidité. Cependant, lorsque l’empereur Huan renverse Liang avec l’aide des eunuques, les étudiants de l’Université impériale descendent dans la rue par milliers en scandant les noms des eunuques auxquels ils s'opposent dans une des premières manifestations étudiantes de l’histoire.
Après avoir renversé Liang Ji, l'empereur Huandi s’écarte du confucianisme et cherche à renouveler sa légitimité en s'appuyant sur le taoïsme Huanglao. Cette mise en avant du taoïsme prend fin dès la mort de Huandi et son successeur renoue avec le confucianisme. Alors que la situation économique du pays s'aggrave, Huandi fait construire de nouveaux parcs consacrés à la chasse, des jardins impériaux, de nouveaux bâtiments dans le palais et élargit son harem en y faisant entrer des milliers de concubines. La petite noblesse finit par rejeter totalement le gouvernement corrompu et dominé par les eunuques de Huandi et beaucoup d'entre eux refusent les postes officiels qu'on leur offre ; car la situation politique va à l'encontre des croyances confucéennes du temps qui veulent que la conduite des affaires de l'État soit dictée par la moralité et les relations personnelles. L’empereur Lingdi a beaucoup moins de concubines que Huandi, mais il laisse ses eunuques gérer une grande partie des affaires de l’État. Pendant que d'autres gèrent l'empire à sa place, Lingdi passe son temps à jouer la comédie en se déguisant en voyageur de commerce avec ses concubines habillées comme des vendeurs au marché, ou en portant un costume militaire de « général suprême » pour faire défiler son armée du Jardin de l’Ouest.

### Relations étrangères et guerres

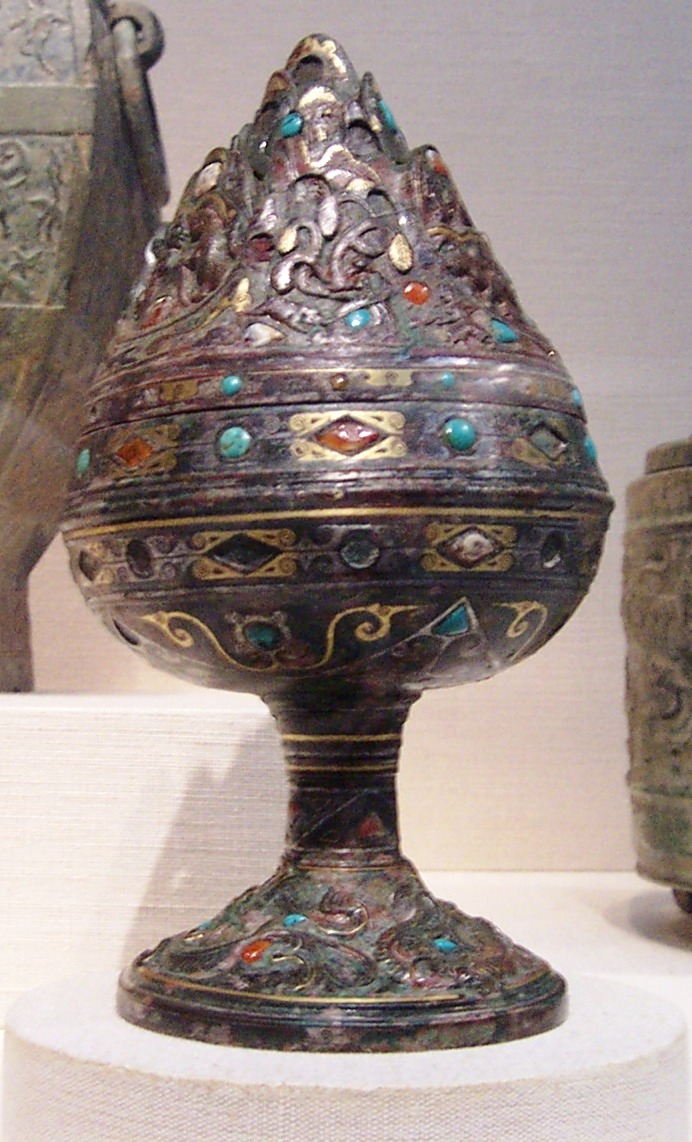
Un brûleur d’encens en bronze incrusté de décorations en or, argent, turquoise et cornaline, datant des Han occidentaux.

Si la Cour des Han orientaux continue la colonisation des régions de l'ouest et réaffirme périodiquement la présence militaire chinoise dans cette région, c'est seulement pour lutter contre les Xiongnu du Nord. Les Han sont expulsés à deux reprises des régions de l’ouest, tout d’abord par les Xiongnu entre 77 et 90, puis par les Qiang entre 107 et 122. Durant ces deux périodes, les charges financières liées au rétablissement et au développement des colonies de l’ouest et le montant des aides financières demandées par les États tributaires du bassin du Tarim sont considérées par la Cour comme autant de raisons de ne pas intervenir à nouveau dans la région.
Au début de la régence de l’impératrice douairière Deng, Ren Shang (??? - 118 CE), le Général Protecteur des Régions Ouest, est assiégé à Kashgar. Bien qu’il arrive à briser le siège, il est rappelé et remplacé avant que l’impératrice douairière ne commence à retirer les troupes déployées dans les Régions Ouest en 107. En attendant que ce retrait s’achève, quelques troupes restent sur place pour maintenir l'ordre. Les Qiang sont alors mobilisés pour renforcer les troupes et les accompagner pendant leur retrait,. Cet appel aux Qiang a lieu alors que ceux-ci se sont révoltés à de nombreuses reprises tout au long de la période des Han orientaux, réagissant aux spoliations qu'ils subissent de la part du pouvoir central. Dans un premier temps, une mutinerie des Qiang embrase le nord-ouest de la province de Liang (涼州) et finit par être matée en 108. Mais la rébellion reprend et se généralise chez les Qiang jusqu'en 118 et privent les Han de toute voie d'accès à l’Asie centrale. En 109, le rejet de la domination chinoise se répand dans le nord-est impliquant les Xiongnu du Sud, les Xianbei et les Wuhuan. La répression de la rébellion Qiang dans la province de Liang coûte à l'État 24 millions de wushu, sur les 220 millions qui sont frappés en moyenne chaque année. À ceci il faut rajouter pour l'année 110, le coût du relogement temporaire de la population de trois commanderies de la province orientale de Liang et d'une commanderie de la province de Bing.
Ce n'est qu'en 123 que le général Ban Yong réussit à reprendre les relations avec les Régions de l’Ouest. Il faut attendre 129 pour que deux des trois commanderies de la province de Liang soient rétablies, pour être à nouveau évacuées une décennie plus tard. Et même après la recréation de la province de Liang de l'Est, une autre rébellion à grande échelle éclate en 184, qui implique des Chinois, les Xiongnu et les Yuezhi. Malgré cette situation, les États du bassin du Tarim continuent d’offrir tributs et otages à la Chine durant la dernière décennie de la dynastie Han, tandis que la garnison agricole de Hami n'est abandonnée graduellement qu'à partir de 153.

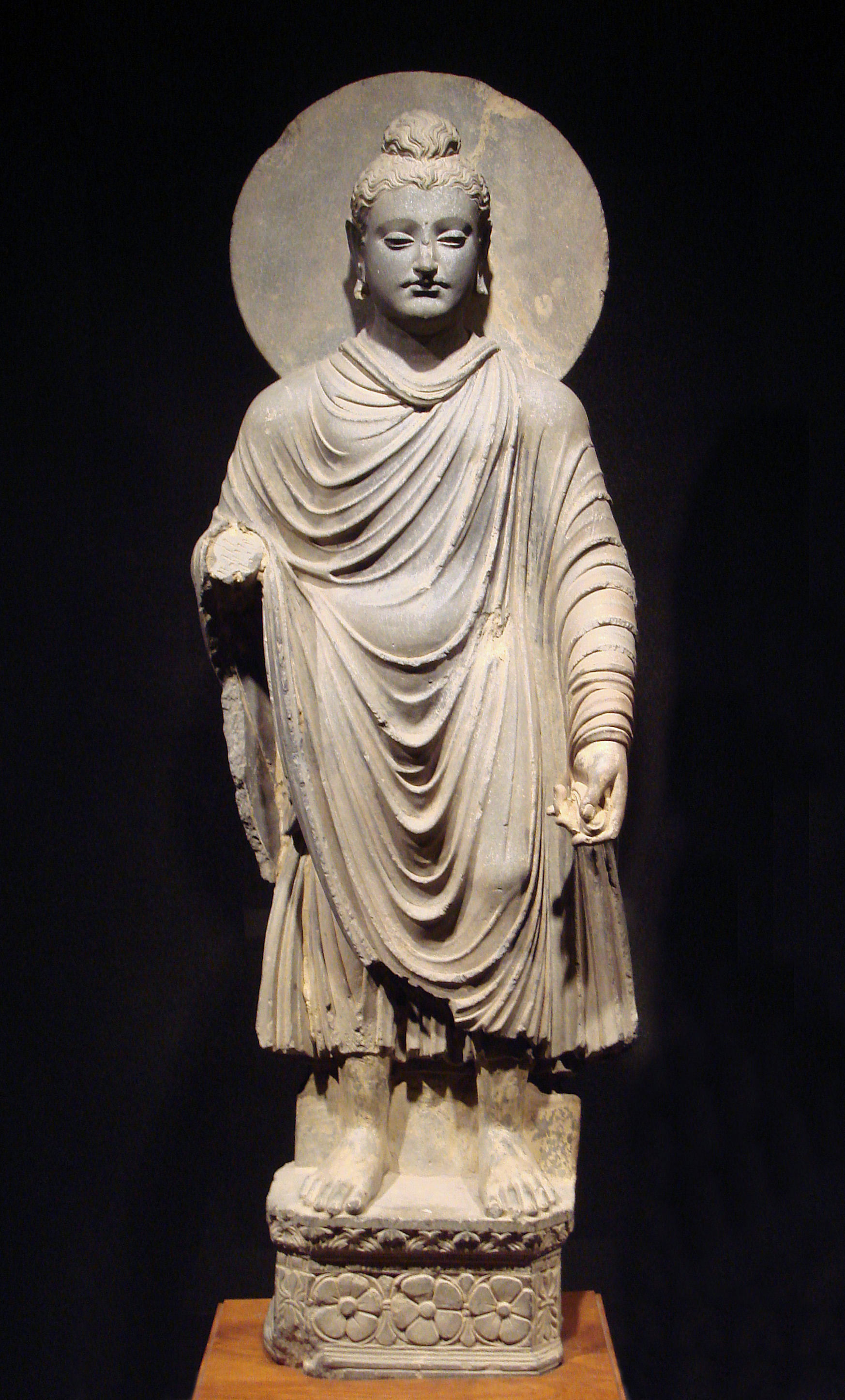
Statue de Bouddha venant de Gandhara, qui fait alors partie de l'empire Kouchan..

En 91, les Xiongnu du Nord sont vaincus par les Han et s'enfuient vers la vallée de la rivière Ili, qui est située dans l'actuel Kazakhstan. Ce départ laisse un vide dans la vaste steppe du Nord, ce qui permet au peuple Xianbei de commencer son ascension, ce qui n'est pas sans conséquences pour la dynastie Han et les dynasties futures. Les Xianbei occupent rapidement les territoires désertés et incorporent dans leur nouvelle fédération les quelque 100 000 familles Xiongnu qui sont restées en arrière lors du départ de leur peuple. Au milieu du IIe siècle, la fédération Xianbei s’étend de la frontière ouest du Royaume de Baekje, à Jilin, jusqu'à Dingling dans le sud de la Sibérie et inclut tous les territoires du peuple Wusun jusqu'à la vallée de la rivière Ili. Même s'ils attaquent les Han en 110 pour les forcer à négocier de meilleurs accords commerciaux, leur chef Tanshihuai (檀石槐) (??? - 180) refuse les titres royaux et les tributs offerts par l’empereur Huandi, avant de vaincre les armées chinoises sous le règne de l’empereur Lingdi. Lorsque Tanshihuai meurt en 180, la Fédération Xianbei s'effondre et il faut attendre le IIIe siècle pour la voir regagner graduellement sa puissance perdue.
S'il apparait dès le Ier siècle, le bouddhisme ne commence à devenir populaire en Chine qu'au cours du IIe siècle. Le moine parthe An Shigao voyage depuis l'empire parthe jusqu'en Chine, où il arrive en 148. Là, il travaille sur des traductions de textes bouddhistes concernant le Bouddhisme mahāyāna et le yoga, deux pratiques que les Chinois associent à des exercices taoïstes. Lokaksema, un moine kouchan originaire du Gandhara, participe activement au développement du bouddhisme en Chine. Entre 178 et 198,il traduit la Perfection de la sagesse, le Shurangama Sutra et le Pratyutpanna Sutra et introduit en Chine les concepts transmis par les bouddhas Akshobhya et Amitābha Buddha, ainsi que les enseignements du Bodhisattva Manjusri. En 166, l'empereur Huandi fait des sacrifices à Lao Tseu et à Bouddha. Selon le livre des Han postérieurs, la même année, des Romains arrivent en Chine en empruntant une voie maritime passant par le sud et amènent des cadeaux à la Cour de Huandi, en se présentant comme des ambassadeurs de l'empereur Romain Andun (安敦), c'est-à-dire Antonin le Pieux,. Il convient de noter que les historiens Charles Hucker et Rafe de Crespigny pensent que cette mission romaine de 166 a été menée par des marchands romains assez audacieux pour tenter le voyage et non par de vrais diplomates. Des recherches archéologiques effectuées sur le site de Óc Eo, situé dans le delta du Mékong, près de Ho Chi Minh ville, ont permis de découvrir des marchandises d'origine méditerranéenne, telles que des médaillons romains en or fabriqués sous les règnes d’Antonin le Pieux et de Marc Aurèle. À l'époque où ces objets arrivent, cette ville fait partie du Royaume du Funan, qui est limitrophe de la province chinoise de Jiaozhi,. Óc Eo est peut-être la ville portuaire du sud-est asiatique connue par le géographe Ptolémée et les Romains sous le nom de Kattigara ou Cattigara. Dans l'œuvre de Ptolémée, Cattigara est un port où se serait rendu un marin grec nommé Alexandros, qui aurait navigué en passant par le nord-est de la Péninsule Dorée, ce qui correspond a la péninsule malaise, pour arriver dans le Magnus Sinus, ce qui correspond au golfe de Thaïlande et à la mer de Chine du Sud,,,.

## Déclin et chute des Han orientaux

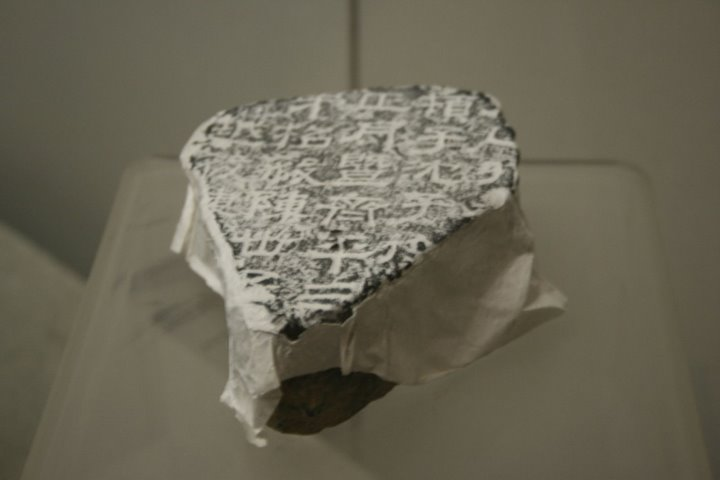
Un fragment entouré de papier des « Classiques sur pierre» (熹平石經). Cette édition gravée sur des pierres des cinq classiques est installée au bord de la route menant à l’Université impériale, qui est située juste à l’extérieur de Luoyang, pendant le règne de l’empereur Lingdi. Ces pierres ont été taillées à la demande de Cai Yong (132-192), qui craignait que les classiques conservés dans la Bibliothèque impériale soient interpolés par les académiciens de l’Université.

### Interdiction des Partisans
En 166, Li Ying (李膺), un haut fonctionnaire de la Cour des Han, est accusé par les eunuques du Palais d’avoir comploté contre eux pour les renverser avec l'aide d'étudiants de l’Université impériale et de représentants des autorités provinciales. Lorsqu'il est mis au courant de ces accusations, l’empereur Huandi est furieux et fait arrêter Li et ses partisans. Ils sont libérés de prison l’année suivante grâce à l'influence du général en chef Dou Wu (??? - 168), qui est aussi le beau-père de l’empereur Huandi. Malgré leur libération, Li Ying et des centaines de ses soutiens ne peuvent plus occuper de poste au sein de l'administration impériale et sont stigmatisés comme étant des partisans (黨人).
Après la mort de l’empereur Huandi, Dou Wu présente un mémoire à la Cour en juin 168, à la demande pressante du Grand Tuteur (太傅) Chen Fan (陳蕃) (??? - 168). Dans ce mémoire, il dénonce les eunuques comme étant tous corrompus et plaide pour leur exécution ; mais l’impératrice douairière Dou rejette sa proposition. Peu de temps après, Chen Fan présente à son tour un mémoire, dans lequel il demande l'exécution de Hou Lan (??? - 172) et de Cao Jie (??? - 181). Lorsque ces propositions sont rejetées à leur tour, Dou Wu lance contre les eunuques une action juridique que la Cour ne peut pas ignorer. C'est alors que Shan Bing, un eunuque associé à Chen Fan et Dou Wu, force un autre eunuque à avouer que Cao Jie et Wang Fu (王甫) complotent une trahison ensemble. Il prépare alors un autre mémoire accablant dans la nuit du 24 au 25 octobre 168 ; mais ses adversaires interceptent, ouvrent et lisent secrètement le mémoire en question. Cao Jie réagit en donnant une épée à l'empereur Lingdi et en le cachant avec sa nourrice, tandis que Wang Fu tue Shan Bing et fait incarcérer l’impératrice douairière Dou, afin que les eunuques puissent utiliser l’autorité conférée par son sceau.

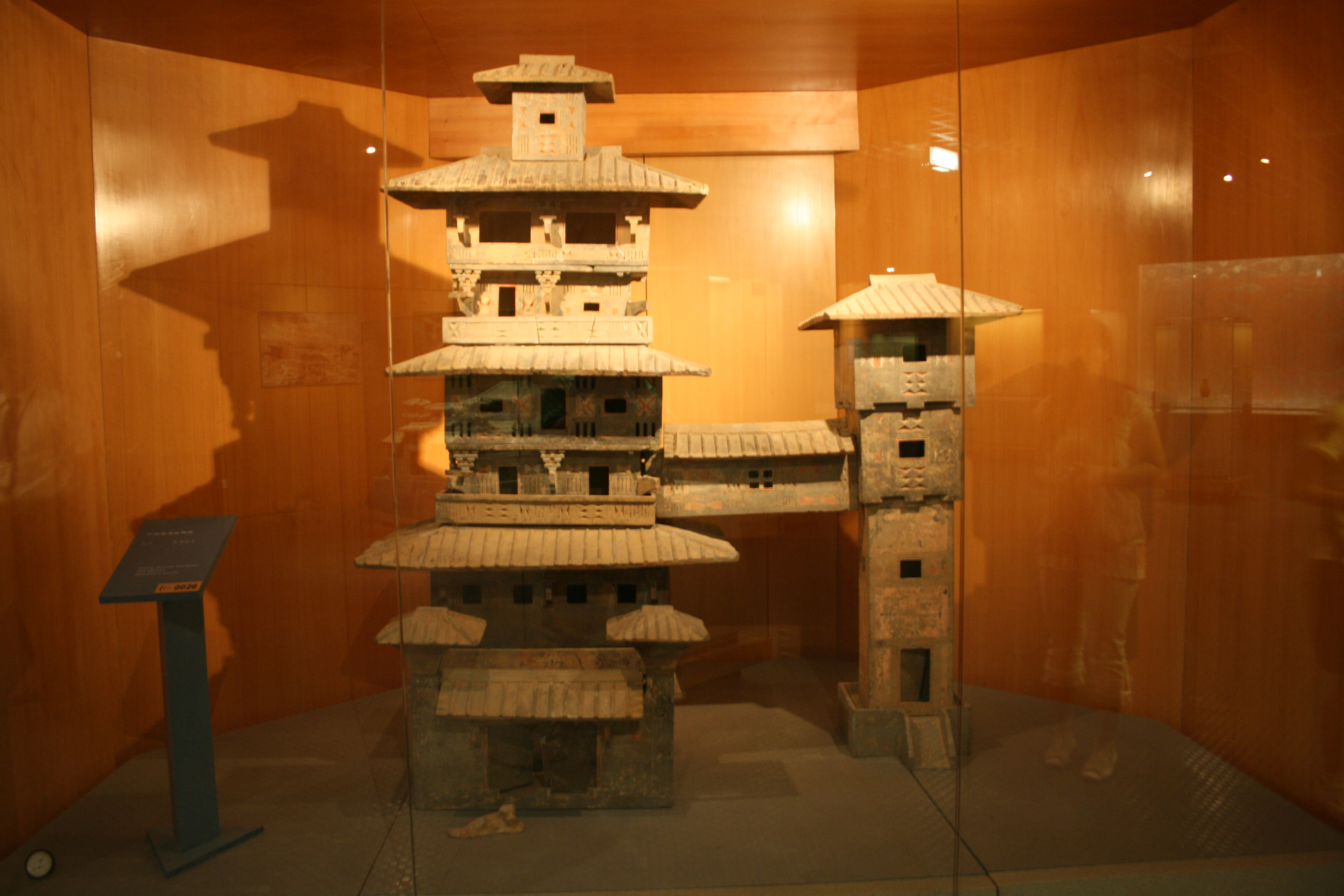
Figurine en poterie datant de la dynastie Han, représentant deux tours d’habitation reliées par un pont couvert.

Chen Fan entre alors dans le palais avec quatre-vingts de ses partisans et s'engage dans une querelle avec Wang Fu. Mais pendant la dispute, Chen est progressivement encerclé par ses ennemis, capturé et finit piétiné à mort en prison, le tout le même jour. Les quatre-vingts personnes qui l'ont accompagnées, par contre, s'en sortent indemnes. À l’aube, le général Zhang Huan (張奐), trompé par les eunuques, s'en prend verbalement à Dou Wu aux portes du palais, car il croit que c'est lui le traitre. Dou n'arrive pas à convaincre Zhang, et voit ses partisans rejoindre son adversaire les uns après les autres. Seul et acculé, Dou est contraint de se suicider. Finalement, tous les opposants aux eunuques sont éliminés, sans qu'il n'y ait eu de véritable affrontement physique entre les deux camps.
Comme Wu Dou est mort et l’impératrice douairière en résidence surveillée, les eunuques ont les mains libres pour agir à leur guise et renouvellent les proscriptions contre Li Ying et ses disciples. En 169, ce sont des centaines de fonctionnaires et d'élèves de l'université qui se voient interdire l’accès à la fonction publique, pendant que leurs familles sont exilées. Li Ying, lui, finit par être exécuté. Les eunuques chassent tous leurs ennemis potentiels de la Cour, vendent et échangent des postes officiels et arrivent à s'infiltrer dans le commandement militaire. Leur influence est telle que l’empereur Lingdi appelle les eunuques Zhao Zhong et Zhang Rang, les chefs du groupe des Dix Eunuques les plus puissants de la cour, "mère" et "père". Zhong et Rang réussissent même à convaincre l'empereur de ne pas monter dans les étages supérieurs des tours de la capitale, afin de lui cacher les énormes manoirs que les eunuques se sont fait construire. En 176, l'interdiction des partisans est étendue aux parents éloignés de ceux qui sont déjà touchés par cette proscription, ce qui représente des centaines de personnes supplémentaires. Finalement, la Cour abolit toutes ces interdictions et rétablit les exilés dans leur droit en 184 ; car le déclenchement de la rébellion des Turbans jaunes fait craindre à la cour que la petite noblesse, dont les membres sont les principales victimes de ce bannissement de masse, ne finisse par rejoindre la rébellion.

### Rébellion des Turbans jaunes

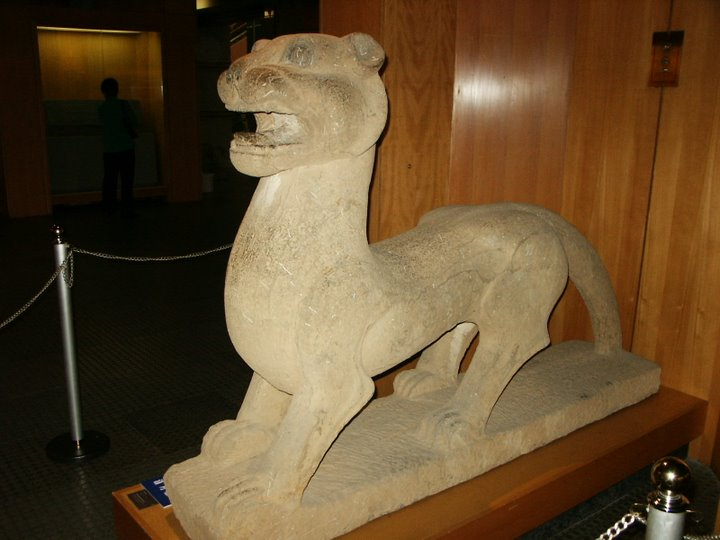
Statue en pierre représentant une créature gardienne féline. Han orientaux, Donghan, Xuchang.

En 142, Zhang Daoling fonde l'École des cinq boisseaux de riz, qui est en fait une société religieuse taoïste, dans le Sichuan. Il prétend avoir été témoin d'une apparition de Lao Tseu, qui serait devenu un dieu et aurait fait de lui son Saint Prophète : le Maître céleste. En quelques années, Zhang créé un mouvement taoïste très organisé et hiérarchisé, qui se finance en demandant à ses fidèles de donner juste cinq boisseaux de riz et pas d'argent. En 184, l'École des cinq boisseaux de riz, qui est alors dirigée par Zhang Lu, déclenche une rébellion dans le Sichuan et met en place un État théocratique taoïste qui dure jusqu'à 215.
Comme les cinq boisseaux de riz, les Taoïstes des Turbans jaunes, qui viennent des régions du fleuve Jaune et du fleuve Huai, construisent une église hiérarchisée et pensent que la maladie est le résultat des péchés des malades, qui doivent se confesser pour guérir. les Turbans jaunes deviennent rapidement une organisation militante qui remet en question l’autorité des Han et prétend guider la Chine vers une ère de paix totalement utopique. Le chef des Turbans Jaunes est Zhang Jiao, un guérisseur réputé qui a rassemblé autour de lui des centaines de milliers d’adeptes. Son mouvement doit son nom au chiffon jaune dont ses troupes se recouvrent la tête. En 184, Jiao déclenche une révolte qui touche huit provinces ; mais après quelques succès contre les troupes impériales, la révolte finit par être matée et à la fin de 184, tous les chefs des Turbans jaunes, y compris Jiao, sont morts. Après cette date, de plus petits groupes de soldats se réclamant des Turbans jaunes subsistent et le mouvement ne disparait définitivement qu'en 192, lorsque le Chancelier Cao Cao incorpore leur dernier grand groupe dans son armée. Les historiens sont partagés sur le véritable impact de cette révolte sur la chute de la dynastie Han. Rafe de Crespigny affirme que plus que cette rébellion, ce sont les événements qui se déroulent dans la capitale après la mort de l’empereur Lingdi le 13 mai 189 qui entraînent la chute des Han. A contrario, Patricia Ebrey souligne que bon nombre des généraux qui ont levé des armées pour réprimer la rébellion n'ont jamais renvoyé leurs troupes dans leurs foyers, ce qui leur a permis d'accroitre leur propre pouvoir en dehors de l’autorité impériale.

### Chute des eunuques.

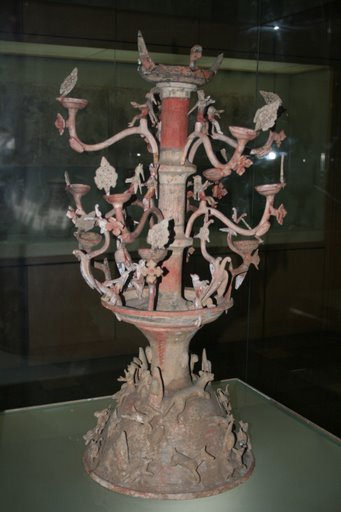
Chandelier en céramique décoré de représentation d'animaux cabrés, datant des Han orientaux.

He Jin (135 - 189), le demi-frère de l’impératrice He (??? - 189), est nommé Général-en-Chef lors de la rébellion des Turbans jaunes, ce qui lui donne toute autorité sur l’armée et les gardes du Palais. Lorsque l'empereur Han Lingdi meurt, le 13 mai 189, c'est Liu Bian, le fils de l’impératrice He, qui monte sur le trône. Liu Bian est connu à titre posthume sous le nom d'empereur Han Shaodi. Peu de temps après l'accession au trône de Shaodi, on découvre un complot de l’eunuque Jian Shi, le chef de l'armée du jardin occidental, contre He Jin. Shi est exécuté le 27 mai 189 et c'est He Jin qui reprend son poste. C'est à ce moment-là que Yuan Shao (142 ou 154 - 202), un officier de cette armée du jardin occidental, prend contact avec son nouveau supérieur et s'entend avec lui pour renverser les eunuques, en ordonnant secrètement à plusieurs généraux de marcher vers la capitale pour forcer l’impératrice douairière He à exécuter les eunuques. Yuan fait en sorte que ces généraux envoient pétition sur pétition à l’impératrice douairière, pour réclamer le renvoi des eunuques. Selon Mansvelt Beck, cette « guerre psychologique » finit par briser la volonté de l’impératrice douairière, qui accepte le renvoi. Cependant, les eunuques découvrent ce qui se trame et utilisent leur influence auprès de la Grande impératrice douairière Wuyang et son frère Miao (何苗), respectivement la mère et l'oncle de l’impératrice douairière He, pour faire annuler l’arrêté. Le 22 septembre, les eunuques apprennent que He Jin a eu une conversation privée avec l’impératrice douairière pour parler de leur exécution. Ils envoient immédiatement un message à He Jin pour lui faire croire que l’impératrice douairière a des choses à lui dire et, dès que Jin s'assied dans le hall où doit avoir lieu la rencontre, ils se jettent sur lui pour le décapiter. Après ce meurtre, les eunuques donnent l'ordre aux secrétaires impériaux de préparer un édit pour renvoyer Yuan Shao et lorsque l'un des secrétaires leur demande s'ils ont la permission de He Jin, ils lui montrent la tête décapitée de l'ancien Général-en-Chef.
Toutefois, les choses tournent mal pour les eunuques, lorsque Yuan Shao attaque le Palais du Nord pendant que son frère Yuan Shu (155 - 199) attaque le Palais du Sud et en force la porte, ce qui pousse les eunuques à fuir vers le Palais du Nord par le passage couvert reliant les deux bâtiments. Zhong Zhao est tué dès le premier jour et les combats durent jusqu’au 25 septembre, lorsque Yuan Shao réussit enfin à faire irruption dans le Palais du Nord. Le massacre qui s'ensuit est supposé avoir fait 2000 morts chez les eunuques. Dans la confusion, Zhang Rang réussit à s’enfuir avec l’empereur Shaodi et son frère Liu Xie vers le fleuve Jaune, où il se suicide en se noyant pour échapper aux troupes de famille Yuan qui le poursuivent.

### Coalition contre Dong Zhuo
Alors que l'empereur et son frère se retrouvent seuls sur les bords du fleuve Jaune, Dong Zhuo (138 - 192), un général qui avait servi sous les ordres de Huangfu Song, marche sur Luoyang à la demande de Yuan Shao. Lorsqu’il approche de la capitale, il voit la ville ravagée par les flammes et entend dire que l’empereur Shaodi se promènerait dans les collines situées à proximité. Lorsque Zhuo retrouve Shaodi, ce dernier est trop effrayé pour lui répondre et c'est son frère Liu Xie qui explique la situation au général. Ambitieux, Dong Zhuo comprend le parti qu'il peut tirer de la situation et prend le contrôle de Luoyang, après avoir forcé Yuan Shao à fuir la capitale le 26 septembre. Dong Zhuo devient alors une des trois Excellences, en prenant le poste d' Excellence des travaux(司空). Le 28 septembre, Zhuo dépose l'empereur Shaodi, malgré les protestations des membres de la cour. L'ancien souverain devient le Prince de Hongnong et c'est son frère Liu Xie qui devient le nouvel empereur. Il est passé à la postérité sous le nom d'empereur Han Xiandi (r. 189 – 220), le dernier empereur de la dynastie Han. Le 30 septembre, Dong Zhuo fait empoisonner l'impératrice douairière He et le 3 mars 190, c'est le Prince de Hongnong qui subit le même sort.

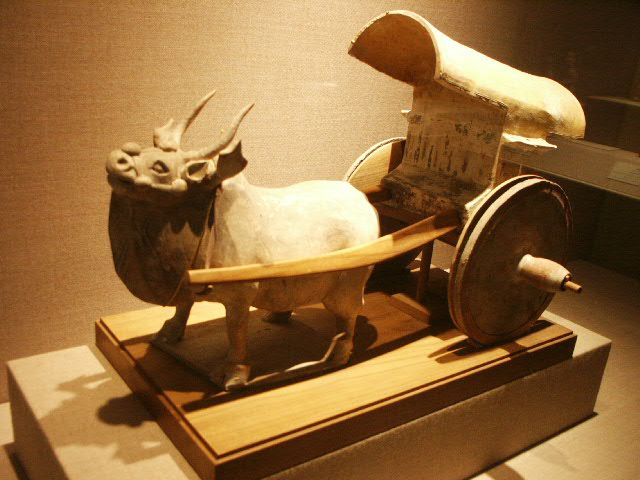
Figurine en céramique datant de la dynastie Han, représentant un chariot tiré par un buffle.

Après avoir quitté la capitale, Yuan Shao réunit autour de lui une coalition de commandants, d'anciens fonctionnaires et de soldats de fortune pour défier Dong Zhuo. Mis au courant de cette rébellion, Zhuo ne voit plus en Luoyang en endroit sûr et décide en mai 191 de brûler la ville, après avoir relocalisé de force la Cour impériale à Chang'an. Pendant que la coalition de Yuan Shao se révèle incapable de mener la moindre action coordonnée, Wang Yun (137 - 4 juillet 192), qui occupe le poste d'Excellence au Dessus des Masses, conspire contre Dong Zhuo. Le complot réussit et Dong finit par être tué par son fils adoptif, Lü Bu (153/156 - 198). Yun n'a pas le temps de profiter de sa victoire pour essayer de redresser la situation, car il se fait tuer par Li Jue, Guo Si et Fan Chou, trois anciens officiers de Dong Zhuo qu'il avait refusé d'amnistier. Lü Bu s'enfuit après la mort de Yun, laissant derrière lui Chang'an en proie au chaos.
L’empereur Xiandi réussit à fuir Chang'an en 195 et retourne à Luoyang en août 196. À cette date, l’empire est, de fait, découpé en huit sphères d’influence, chacune dirigée par de puissants seigneurs de guerre :
- Yuan Shao et Cao Cao (155-220) contrôlent chacun une partie du nord-est du pays[340].
- Yuan Shu (155 - juillet 199) contrôle une zone située au sud des territoires de Shao et Cao et au sud-est de Luoyang[340].
- Liu Biao (??? - 208), contrôle la province de Jing qui se trouve encore plus au sud[340],[note 15].
- Sun Ce (175 - 200) contrôle le sud-est et les côtes sud du pays[340].
- Liu Zhang (??? - 219) contrôle le sud-ouest du pays[340].
- Zhang Lu (??? - 216) qui contrôle Hanzhong, une ville située juste au nord des terres de Lui Zhang[340].
- Enfin, le sud de la Province de Liang est habité par le peuple Qiang et divers groupes rebelles[340].

Même si les pronostics vont bon train sur l'avenir de la dynastie, ces seigneurs de la guerre affichent malgré tout une loyauté de façade envers les Han, car l’empereur est toujours le chef suprême d'un système religieux qui assure sa survie politique.

### Ascension de Cao Cao

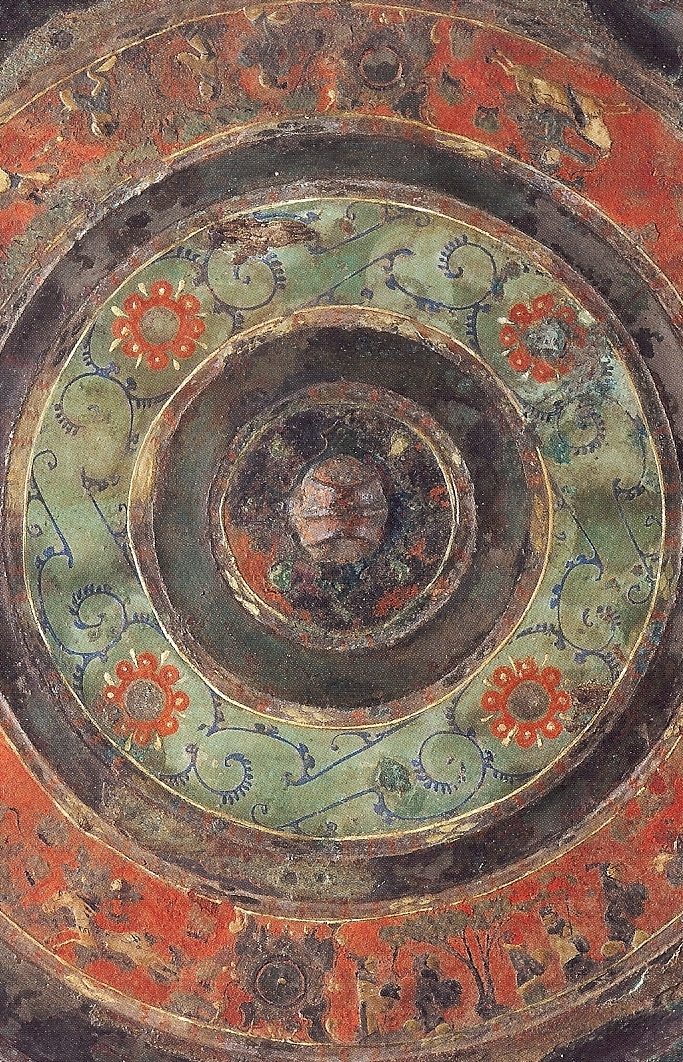
Détail du dos d'un miroir en bronze décoré avec des peintures représentant des fleurs, qui date des Han occidentaux.

Cao Cao a commencé sa carrière militaire comme Commandant de cavalerie pendant la rébellion des Turbans jaunes, puis il est devenu Colonel de l'armée du jardin occidental en 188. En 196, alors qu'il est gouverneur de la Province de Yan, il réussit à convaincre l’empereur de quitter Luoyang pour venir à Xuchang, la capitale de la province de Yan,. Après avoir réussi à récupérer le sceau impérial, Yuan Shu fonde en 197 sa propre dynastie, la dynastie Zhong (仲朝). Très vite, ses subordonnés réagissent à ce qu'ils jugent être une folie et l'abandonnent l'un après l'autre. Shu meurt seul en 199, après avoir été vaincu par Cao Cao et alors qu'il tente de rejoindre Yuan Shao. Ce dernier gagne en puissance après avoir réussi à vaincre Gongsun Zan (??? - 199), mais il regrette de ne pas avoir saisi l'opportunité de faire venir l’empereur auprès de lui quand il le pouvait. Il décide de partir en guerre contre Cao Cao pour agrandir ses territoires et récupérer l'empereur. La confrontation entre les deux seigneurs de guerres s'achève par la victoire de Cao Cao à la bataille de Guandu en 200, ce qui oblige Yuan Shao à se replier sur son territoire. Après la mort de Yuan Shao en 202, ses fils se disputent sa succession, ce qui permet à Cao Cao d'éliminer Yuan Tan (173 – 205) et de forcer ses deux frères Yuan Shang et Yuan Xi à se réfugier auprès du peuple Wuhuan. Cao Cao renforce sa domination sur le nord-est en réussissant à vaincre les Wuhuan lors de la bataille de la Montagne du Loup Blanc, en 207. Après leur défaite, les frères Yuan s’enfuient auprès de Gongsun Kang (? - 221) dans la péninsule du Liaodong, mais ce dernier préfère les tuer et envoyer leurs têtes à Cao Cao en signe de soumission.
Peu de temps après, des rumeurs commence à courir comme quoi Liu Bei (161 – 223), un lointain cousin de l'empereur, projette de prendre le contrôle du territoire de Liu Biao, qui est mourant. Cao Cao réagit d'autant plus à ces rumeurs que Bei était autrefois à son service et s'est enfui chez Biao après l'avoir trahi. Levant une grande armée, Cao Cao part conquérir le sud en 208 et force le fils de Liu Biao à abandonner les terres de son père. Face à Cao, il ne reste plus que Sun Quan (182 – 252), qui a hérité du territoire de son frère Sun Ce à la mort de ce dernier en 200. Quan s'allie avec Liu Bei et fait face à la flotte de Cao Cao en 208, lors de la bataille de Chibi. Cet affrontement s'achève par une défaite importante pour Cao Cao, qui met fin aux rêves de réunification de la Chine de ce dernier et ouvre la voie à la division en trois du pays pendant la période des trois royaumes(220-265).

### Chute de la dynastie Han
Lorsque Cao Cao amène l’empereur Xiandi à Xuchang en 196, il prend le poste d' Excellence des travaux que Dong Zhuo avait avant lui. En 208, Cao abolit les trois Excellences, qui sont les trois ministères les plus importants du gouvernement et recrée à la place deux postes depuis longtemps disparus : le Conseiller Impérial et le Chancelier. Il prend immédiatement le poste de Chancelier. En 213, Cao reçoit le titre de duc de Wei et en 214, il pousse l’empereur Xiandi à divorcer de l'Impératrice Fu Shou, avant de lui faire épouser sa fille en 215, qui devient l'impératrice Cao Jie. Enfin, Cao Cao prend le titre de roi de Wei en 216, violant ainsi la règle voulant que seuls les membres de la famille Liu peuvent devenir des rois. Et pourtant, malgré tout cela, il ne tente jamais de renverser l’empereur Xiandi. Après la mort de Cao Cao en 220, son fils Cao Pi (186 – 226) hérite du titre de roi de Wei et obtient l’allégeance de façade de Sun Quan. En effet, les relations entre Quan et Liu Bei se sont refroidies, depuis que ce dernier a pris le contrôle d'une partie de la province de Jin et de la province de Yi, qui était auparavant sous le contrôle de Liu Zhang. Enfin le 11 décembre 220, différents signes interprétés comme étant des preuves de la perte du mandat céleste par les Han, et surtout les pressions de Pi, amènent l’empereur Xiandi à admettre que le temps de la dynastie Han est passé. Il abdique en faveur de Cao Pi, qui fonde immédiatement le royaume de Wei ; qui va bientôt entrer en conflit avec le royaume de Shu, fondé par Liu Bei en 221 et le royaume de Wu fondé par Sun Quan en 229.